# Budapesti metró
Budapest metróhálózata Budapest közösségi közlekedési hálózatának legnagyobb kapacitású vonalaiból áll. Az első, a népnyelvben kisföldalattinak nevezett vonala a kontinentális Európa első földalatti vasútja (és a világ első elektromos motorvonatokkal kiszolgált földalattija) volt. A következő kettő, szovjet technológián alapuló viszonylata az 1970-es és az 1980-as években épült ki. A negyedik vonal átadására a nyolc évig tartó munkálatokat követően 2014-ben került sor. Az ötödik vonal tervezése előkészítés alatt áll. A hálózat hossza 2014 óta 39,4 km, az állomások száma pedig 52.

## Viszonylatok
| Vonal | Útvonal                                    | Építés               | Hossz   | Állomások száma | Állomások átlagos távolsága | Járművek                 |
| ----- | ------------------------------------------ | -------------------- | ------- | --------------- | --------------------------- | ------------------------ |
|       | Vörösmarty tér ↔ Mexikói út                | 1894–1896, 1973      | 4,4 km  | 11              | 440 m                       | MillFaV                  |
|       | Déli pályaudvar ↔ Örs vezér tere           | 1950–1954, 1963–1972 | 10,3 km | 11              | 1030 m                      | Alstom Metropolis AM5-M2 |
|       | Kőbánya-Kispest ↔ Újpest-központ           | 1970–1990            | 17,3 km | 20              | 911 m                       | 81–717.2K/714.2K         |
|       | Kelenföld vasútállomás ↔ Keleti pályaudvar | 2006–2014            | 7,4 km  | 10              | 822 m                       | Alstom Metropolis AM4-M4 |

| A metróvonalak hossza | A metróvonalak hossza | A metróvonalak hossza | A metróvonalak hossza | A metróvonalak hossza |
| --------------------- | --------------------- | --------------------- | --------------------- | --------------------- |
| Viszonylat            |                       |                       |                       | Hossz                 |
| M1                    | M1                    |                       | 4,4 km                | 4,4 km                |
| M2                    | M2                    |                       | 10,3 km               | 10,3 km               |
| M3                    | M3                    |                       | 17,3 km               | 17,3 km               |
| M4                    | M4                    |                       | 7,4 km                | 7,4 km                |
|                       |                       |                       |                       |                       |

- M1-es metróvonal – (Millenniumi Földalatti Vasút, a köznyelvben: Kisföldalatti)

A kontinens legelső elektromos földalatti vasútja, 1896-ban építették a világkiállítás számára. Az első európai földalatti vasút Londonban 1863-ban épült meg, ám ez még gőzhajtású volt. 1973-ban új szerelvények érkeztek a vonalra és meghosszabbították a Mexikói útig. Tervezik a vonal további meghosszabbítását délen a Vigadó térig, északon a Kassai téren és a Csáktornya parkon át a Marcheggi hídig.
- M2-es metróvonal – (kelet–nyugati metróvonal, informálisan piros metróvonal)

1970-ben adták át első szakaszát a Deák Ferenc tér és Fehér út (Örs vezér tere) között. Ebben az időben csak kapukon keresztül lehetett bejutni a metró állomásaira. A vonalat eredetileg csak a Stadionok állomásig tervezték. A középső két vágányon metró, a szélső két vágányon pedig a HÉV végállomása lett volna. Ez az elképzelés még ma is felbukkan néha a köztudatban, ám sajnos a megvalósítási költségeihez képest szegényesen oldaná meg az átszállási problémákat. Ennek dacára a Városi és Elővárosi Közlekedési Egyesület a H8-as és H9-es HÉV-vel való összekötését szorgalmazza. 2004-ben elkezdődött a vonal felújítása, ami 2007-ben fejeződött be. A vonal állomásai egységesek lettek, a falakat pedig a felszínen található épületek, nevezetességek fotóiból készült montázsok díszítik. 2012 óta új Alstom szerelvények közlekednek a vonalon.
- M3-as metróvonal – (észak–déli metróvonal, informálisan kék metróvonal)

1976. december 31-én adták át első szakaszát a Nagyvárad tér és a Deák tér között. Ezen a vonalon már kiépítették az automatikus vonatvezető rendszert, ennek segítségével egy személy is vezetheti a szerelvényeket. A vonalat eredetileg Káposztásmegyerig tervezték, amely szakasza még ma sem épült meg. A vonal Ferihegyi repülőtérig való meghosszabbítása is szóba került már. 2017 novemberében kezdődtek meg a felújítási munkálatok az Újpest-Központ és a Lehel tér között. A szakaszt 2019. március 30-án adták át.
- Összekötő vágány – A Deák Ferenc térnél az M2-es metróvonal és az M3-as metróvonal között található egy 1799 méter hosszú összekötő vágány is, amely egyvágányú. Üzemi célokra használják, utasszállítás ezen a szakaszon nincs.[9]
- M4-es metróvonal – (informálisan: „zöld metróvonal”)

A négyes metró építését eredetileg 1978-ban kellett volna elkezdeni. A tervezésre az évtizedek során rengeteg pénzt költöttek. Távlatban meghosszabbítanák a Budaörsi Virágpiacig, Újpalotáig és Budafok irányába, ám ezeknek a szakaszoknak az elkészülése nagyon bizonytalan. Az állomásokat 2006-ban, az alagutakat pedig 2007-ben kezdték el építeni. A vonalon 80 méteres peronokat építettek, de egyes vélemények szerint 120 méteresre lett volna szükség. Első szakaszát végül 2014-ben nyitották meg.

### Tervezett vonal
- M5-ös metróvonal – (más néven észak–déli regionális gyorsvasút)

A vonal építését az ígéretek szerint 2007-ben megkezdték volna.[forrás?] A tervezet szerint Kaszásdűlő és Közvágóhíd között lesz majd a földalatti szakasza, a felszíni szakaszokat a jelenlegi H5-ös, H6-os és H7-es HÉV képezi majd.[forrás?]
Az első szakaszát várhatóan a H6-os és H7-es HÉV összekötésével és az Astoriáig való meghosszabbításával építik ki.

## Története

### M1-es metróvonal (Millenniumi Földalatti Vasút; MILLFAV)

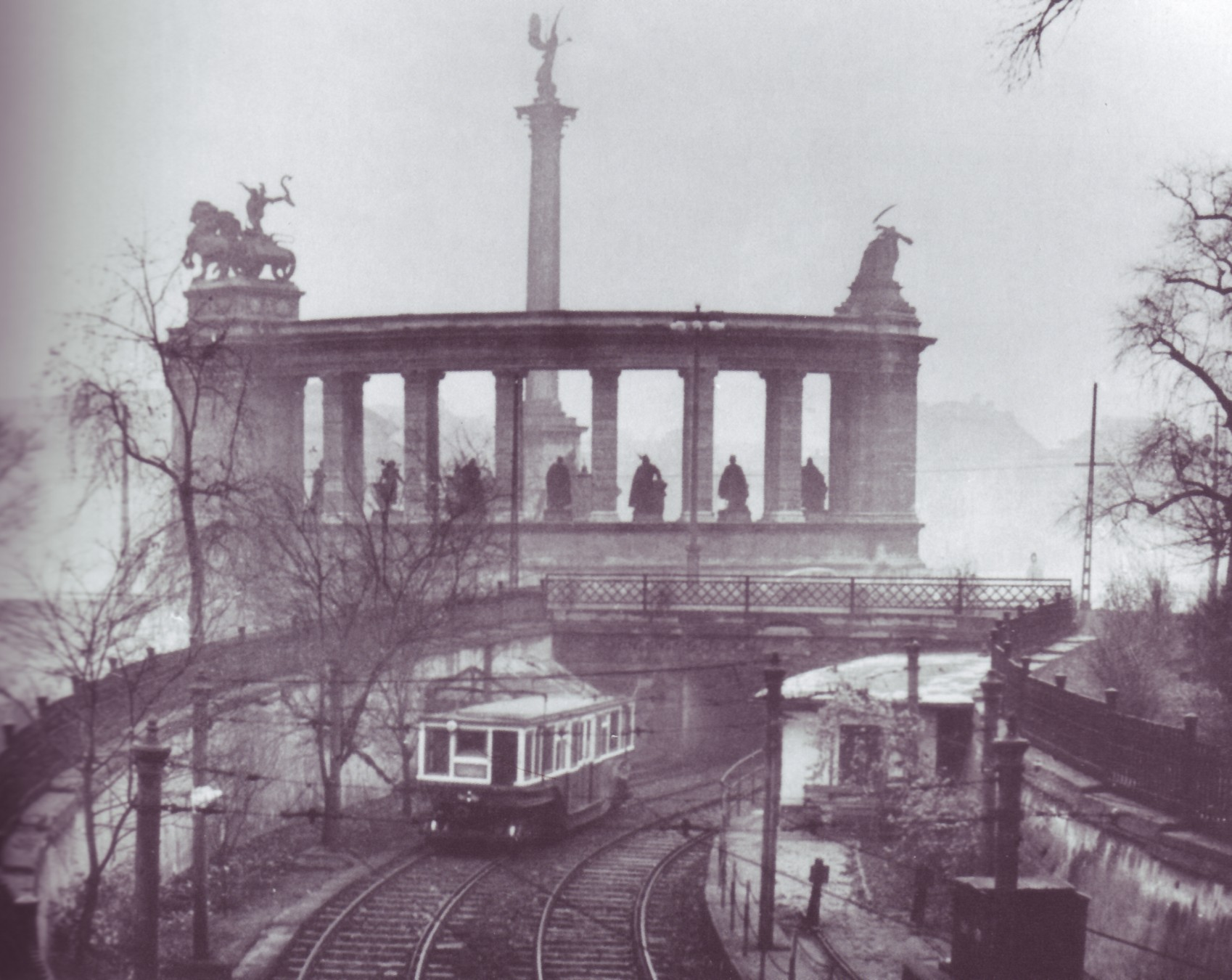
A Millenniumi Földalatti vasút felszíni szakasza a Hősök terénél, amit 1973-ban felszámoltak, hogy Zugló felé továbbítsák a vonalat

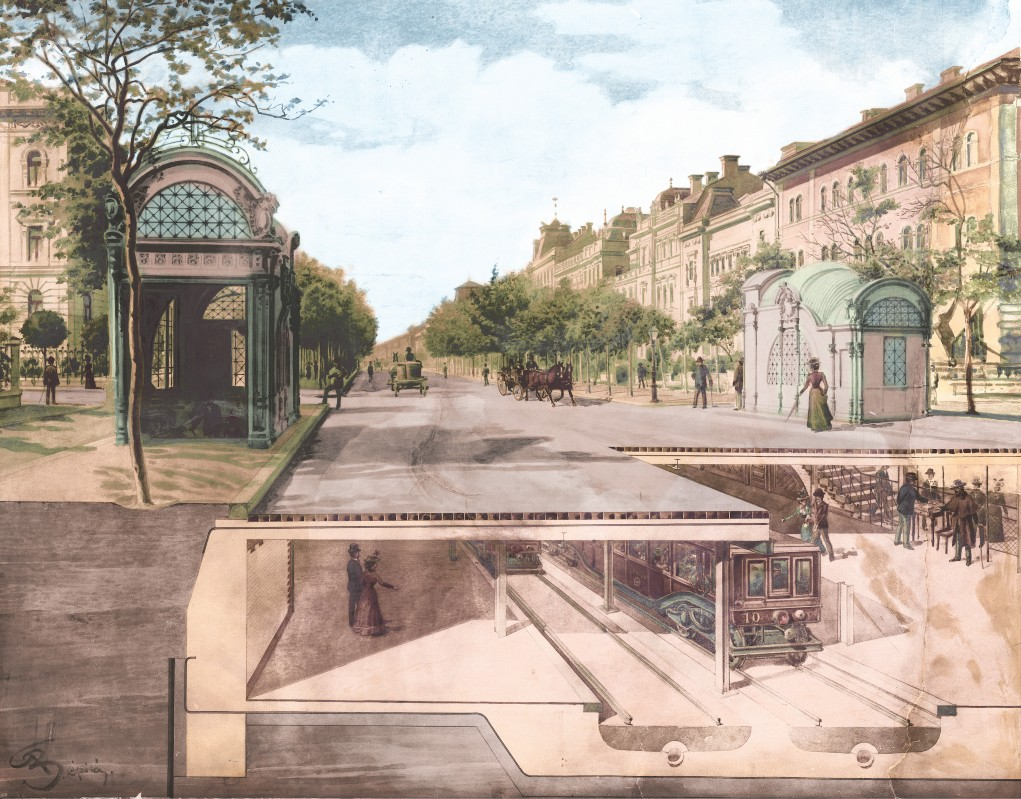
A Millenniumi Földalatti Vasút egy állomásának korabeli keresztmetszeti rajza

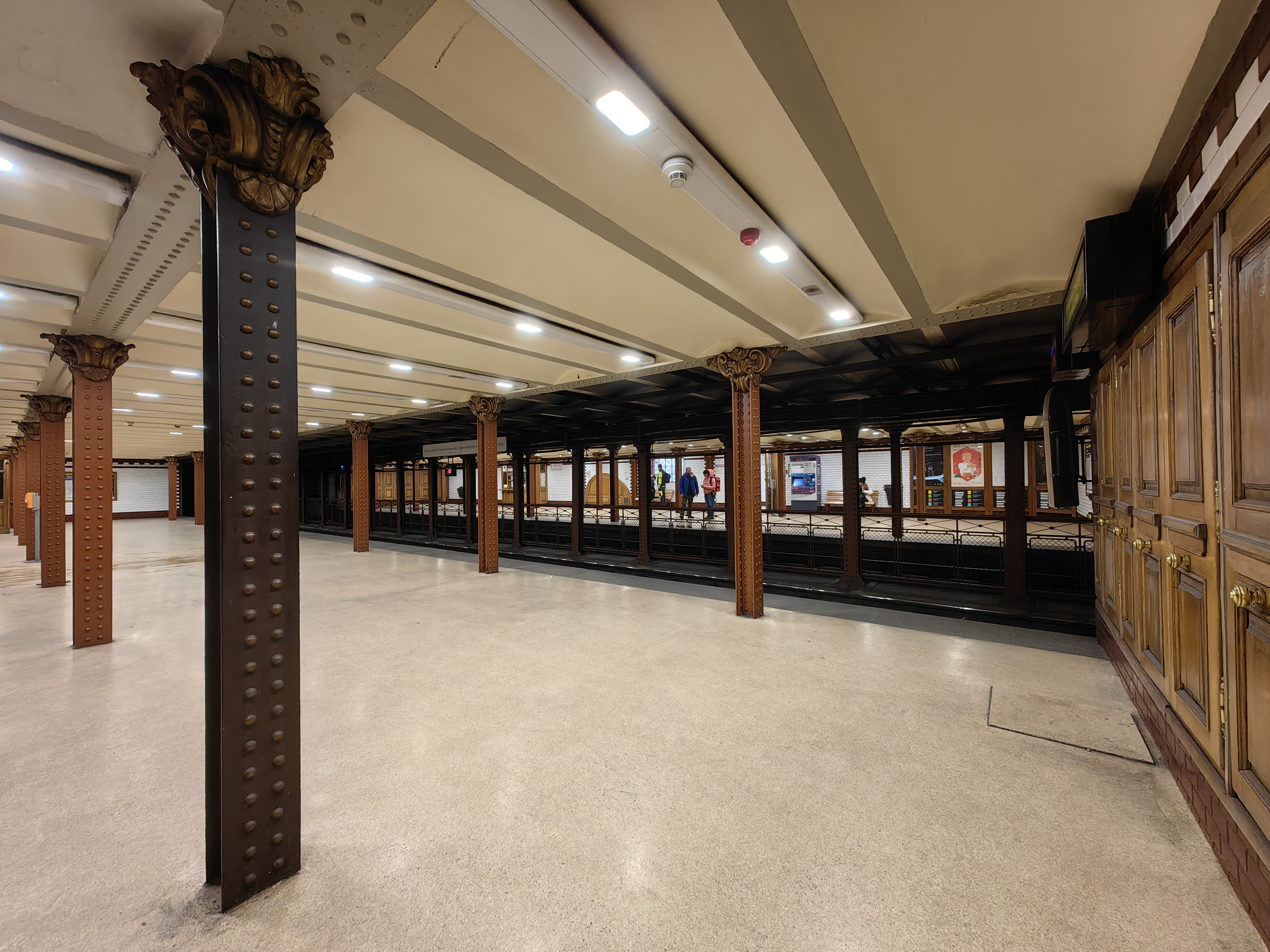
A kisföldalatti Opera állomása

A Terézváros fő útvonalát, a Sugárutat 1884-re faburkolattal látták el. A Városliget felé rendszeres omnibusz járt, de az akkori ütőéren, a Király utcán közlekedő villamossal együtt is kevésnek bizonyult, a járatok túlzsúfoltak voltak. Tekintettel a közelgő millenniumi kiállításra is – melyet a Városligetbe terveztek –, a sugárúti közúti vasútra egyre égetőbb szükség volt.
A Budapesti Villamos Városi Vasút (BVVV) vezérigazgatója, Balázs Mór, londoni tapasztalatai alapján foglalkozott egy pesti, felszín alatti vasút gondolatával. Legnagyobb riválisával, a Budapesti Közúti Vaspálya Társasággal (BKVT) együtt pályáztak az Andrássy (Sugár) úton építendő felszíni vasútra, melyet a hatóságok – a korábbi véleményüknek megfelelően – elutasítottak: „az Andrássy úton nem építhető közúti vasút”. A két cég azonban előzőleg megállapodást kötött: amennyiben a felszíni terveket elutasítják (melyre joggal számíthattak), földalatti vasút építését kezdeményezik. A terveket a Siemens és Halske cég készítette. A fennmaradt látványtervek szerint a városligeti fürdőtől a Vigadóig egyajtós, de háromosztatú szerelvények közlekedtek volna; a középső utastér bal oldalán külön fülkét szántak a dohányos férfiaknak, jobb oldalán pedig a nőknek. Az ajtók önműködően, a vezető által irányítva nyíltak-zártak volna, és automatákból árusították volna a jegyeket.
Az engedélyt megkapták, sőt 90 éves engedélyidőt, 15 éves adókedvezményt és 5 évre menetjegyek utáni illetékbélyeg-átalányt kaptak. Cserébe viszont az Ezredévi Kiállítás megnyitásáig el kellett készülnie a vasútnak. Az engedély megadásától 21 hónap volt hátra a Kiállítás megnyitójáig.
Az első budapesti metróvonalat 1896. április 11-én adták át. Ez volt a Millenniumi Földalatti Vasút.
A földalatti vasútépítés gondolata és megvalósítása egyidős a londoni földalatti vasútvonal születésével. 1860-ban kezdtek hozzá az építéséhez és 1863-ban helyezték üzembe az első földalatti vasutat. London után, elsőként Európa kontinentális részén, a millenniumi kiállításra készült el Budapesten a Sugárút alatt haladó földalatti kéregvasút. A belváros és a Városliget közötti kapcsolatot teremtette meg. A második világháború végéig a további fejlődés nem folytatódott.

### M2-es metróvonal

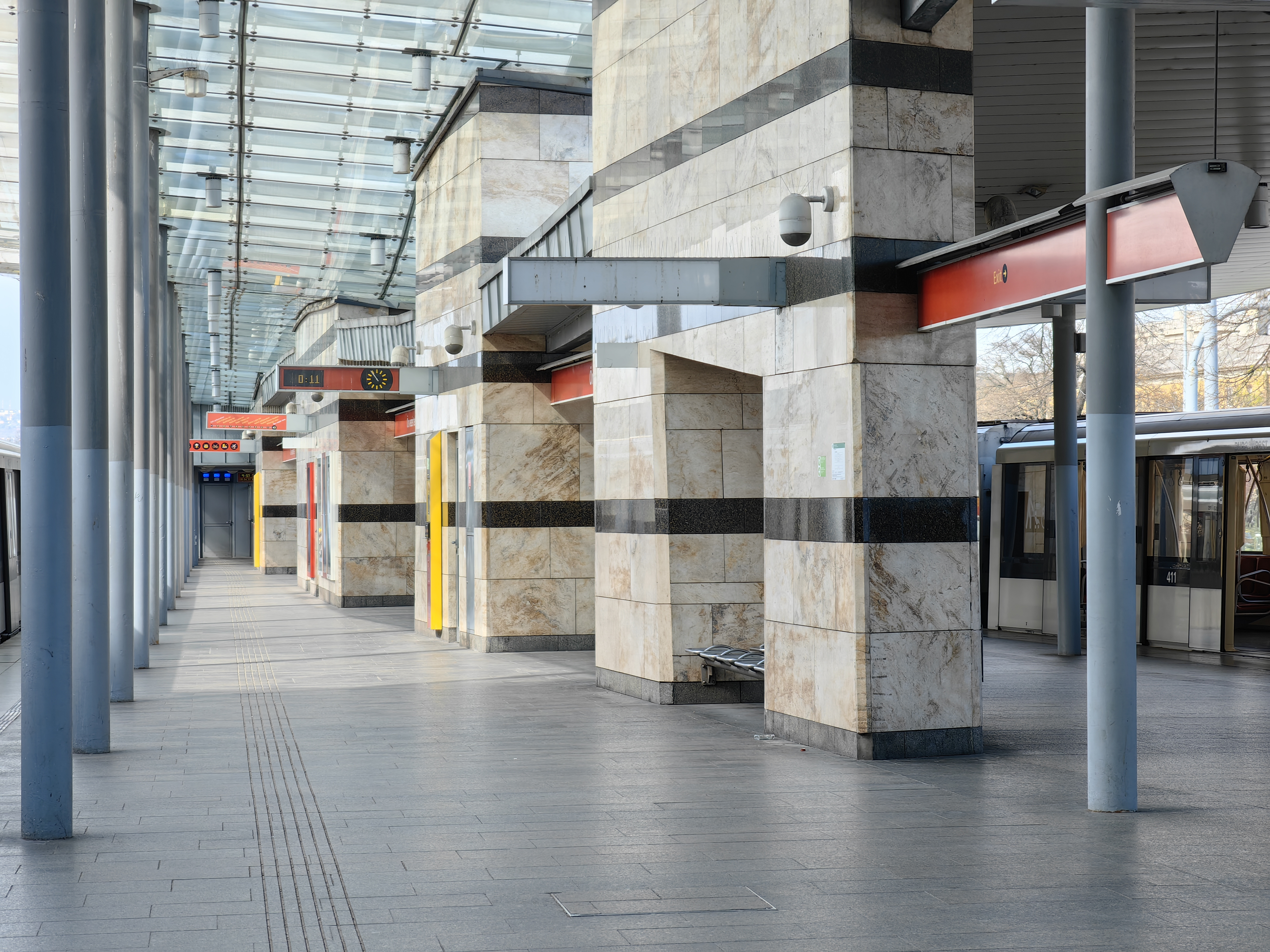
Az M2-es metróvonal Örs vezér tere állomása

A 3 éves terv sikere érlelte meg az ország vezető szerveinek döntését, hogy Budapesten föld alatti gyorsvasutat kell építeni. 1949-ben megkezdődött a metró törzshálózatának, illetve első vonalának tervezése. A budapesti metróhálózat építését az 1950. szeptember 17-i minisztertanácsi határozattal rendelték el. A tervek szerint a metró a Népstadion (Puskás Ferenc Stadion) és a Déli pályaudvar állomás között közlekedett volna. A Népstadionnál akartak közös végállomást kialakítani a Gödöllői HÉV-vel, amelynek nyomai a mai napig láthatók (4 vágány az állomáson). Az állomás két kupolás épülettel volt lefedve, amit később lebontottak. Ma a BKV metró és villamos üzemigazgatósága található az állomás felett. Az állomás négy vágányát később egy lehetséges új szárnyvonalhoz hasznosították volna a korabeli tervek szerint. Ez a szárnyvonal Kőbánya felső, Kőbánya alsó és a Zalka Máté tér (ma: Liget tér) állomásokat tartalmazta volna.

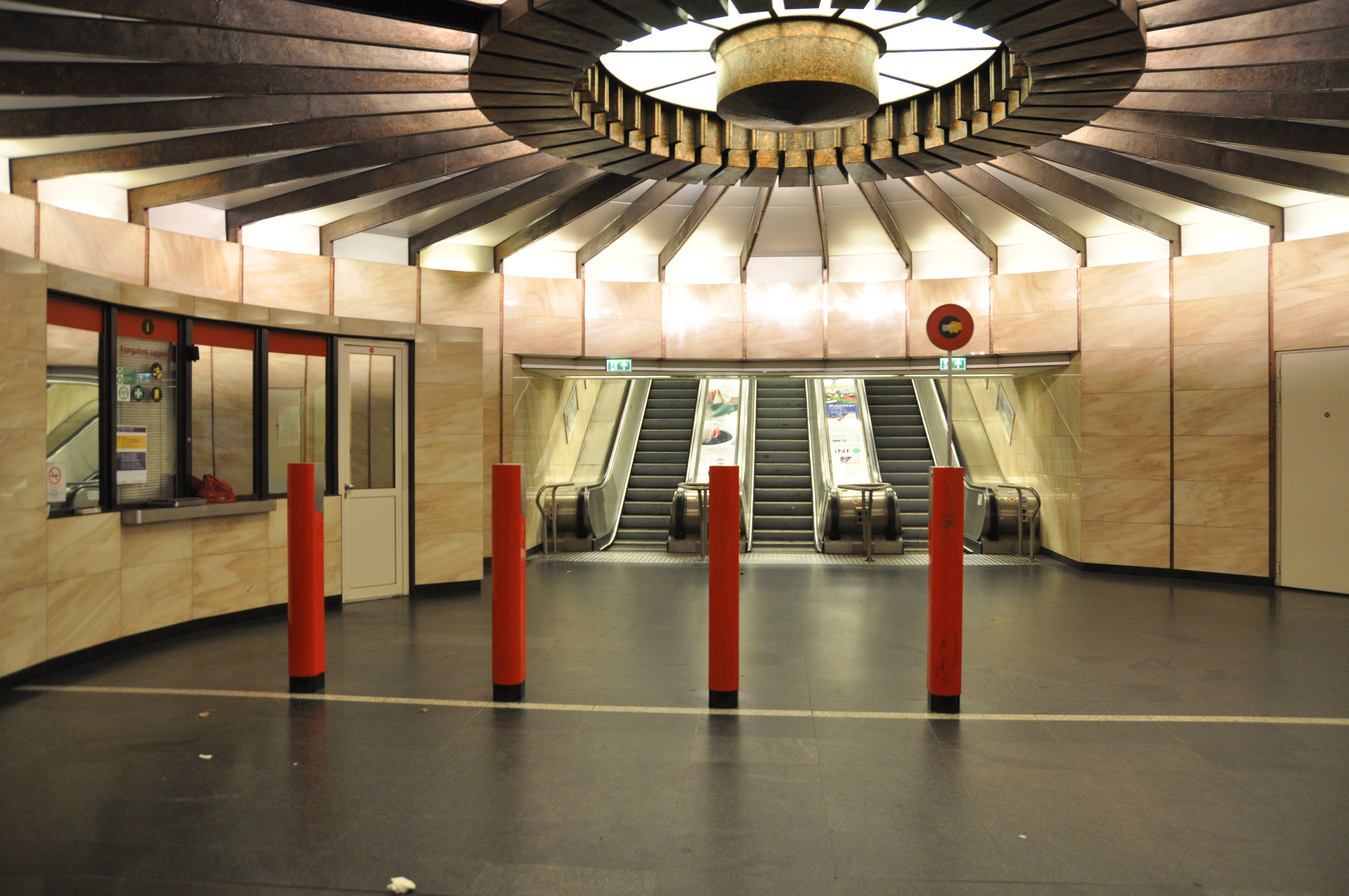
Deák Ferenc téri állomás lejárócsarnoka az M2-es metró vonalán

1954–55-re kellett volna elkészülnie a teljes vonalnak, de az 1950-ben nagy erőkkel megindított építkezést 3 és féléves munka után más nagy beruházásokkal együtt le kellett állítani. 1954-től egészen 1962-ig a metró építése szünetelt, s csak az állagmegőrző munkákat végezték el.
Az 1963. november 14-én hozott kormányhatározat rendelte el a továbbépítést, a határidőket 1970. december 31-én, a teljes vonalra 1973. december 31-ben jelölve ki. Ekkor már a tervek az Örs vezér teréig (Fehér útig) való megépítésről szólnak, a tervezett üzemi vágányok mentén. Ezzel az útvonal 2,3 kilométerrel meghosszabbodott. Az Astoria állomást is utólag tervezték be.
A több ütemből álló vonalfelújítás során 2004-ben a Kossuth Lajos tér és a Blaha Lujza tér, 2005-ben pedig a Batthyány tér, az Astoria és a Keleti pályaudvar metróállomás kapott új arculatot. Ez utóbbi három állomás felújítására kiírt nyílt, nemzetközi pályázat nyertese a STRABAG Rt. lett. 2006-ban a Déli pályaudvar, a Moszkva tér és Deák Ferenc tér állomásokat, 2007-ben pedig az Örs vezér tere és Stadionok közötti szakaszt újították fel.

### M3-as metróvonal

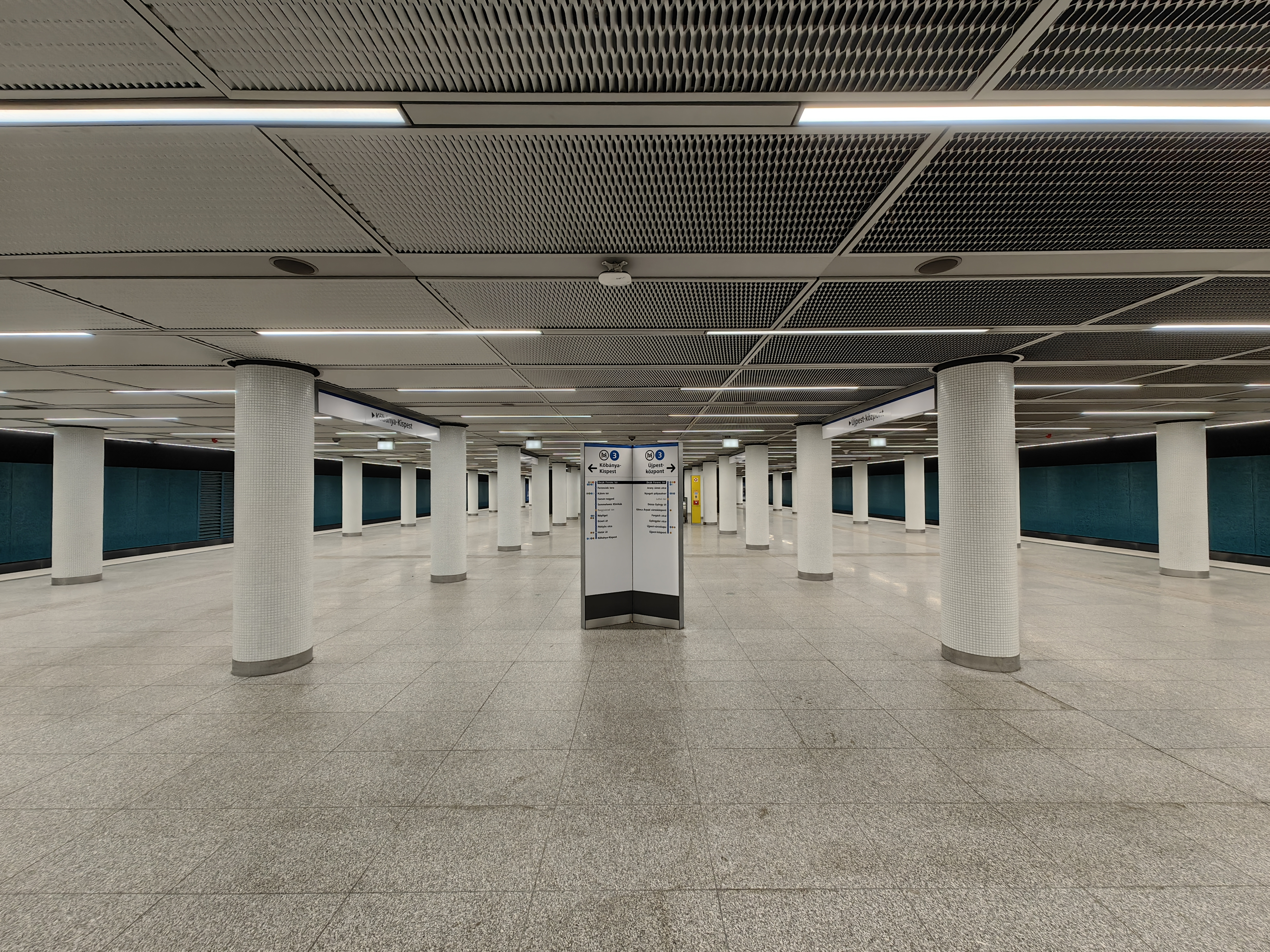
Deák ferenc tér metróállomás a felújítás után

1970 körül egy újabb metróvonal építését tervezték meg.
A beruházási célban kitűzött nyomvonalként Újpest, István tér és Kispest, Vörös Csillag Traktorgyár közötti összeköttetés szerepelt. A program jóváhagyása során – elsősorban anyagi okok miatt – olyan döntés született, hogy a vonal Újpest, István tér és Kispest, Határ út között épüljön meg. A kitűzött határidő a megépítésre 1985 év vége, a tervezett vonal hossz 14,8 km, az állomások száma 19 volt. A beruházási programot 1968-ban hagyták jóvá, az építés 1970-ben kezdődött el és megszakítás nélkül folytatódott 1990 végéig.
Időközben a vonal déli végállomása Határ úti csomópontból Kőbánya-Kispest MÁV-állomás mellé, az északi végállomás pedig Káposztásmegyerre került, mivel ott egy új városrész építését kezdték el. A vonal tervezett hossza ekkor 20,5 km-re, az állomások száma 24-re változott.
A hármas metró vonala az 1976-os átadása óta nem került felújításra. A tervezett fejlesztés keretében 2017 és 2023 között megújulnak az állomások, átépítik a pályát, a biztosítóberendezéseket, felújítják a szellőzést és az alagutak szigetelését. A tervezési munkák teljes egészében az Új Széchenyi Terv keretein belül, európai uniós forrásból valósulnak meg. A beruházás elemeként tervezik még a metróvonal esetleges meghosszabbítását Káposztásmegyerig.

### M4-es metróvonal

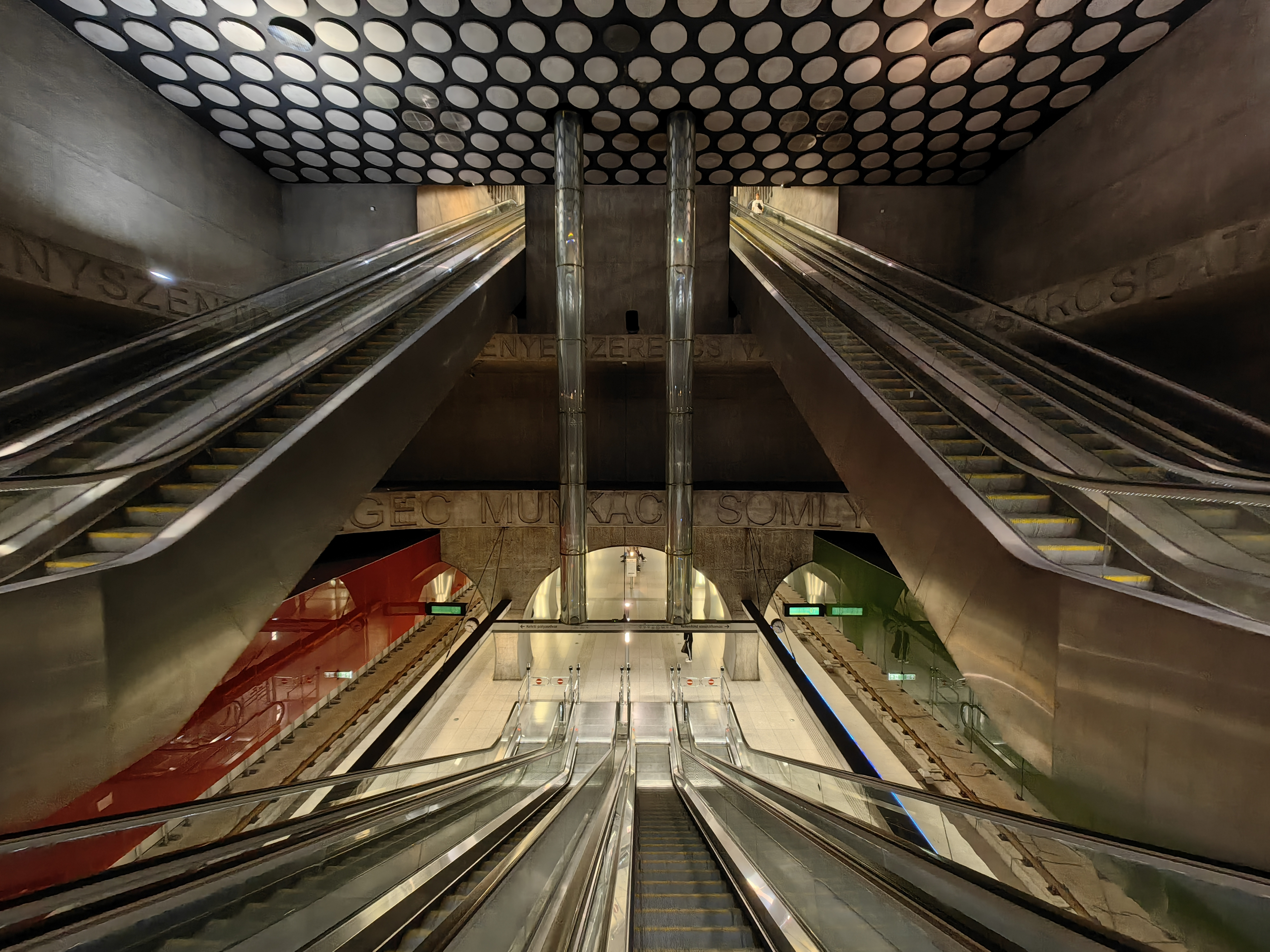
Rákóczi tér

A 4-es metróvonal építésének ötlete 1972-ben merült fel. Ekkor még Budafokot kötötte volna össze az Astoriával, keresztezve a Kálvin teret. Később a Blaha Lujza téri végállomás is szóba került. Egy 1996-os tanulmány alapján nyerte el lényegében a mai formáját (Etele tér–Keleti pályaudvar–Bosnyák tér), azzal a különbséggel hogy azokban a tervekben a Bocskai úti megálló helyett a Kosztolányi Dezső téren létesítettek volna metróállomást. Végül ezt a változtatást az indokolta, hogy a 4-es metró vonalvezetése ne essen teljesen egybe a 49-es villamoséval, és így a Kosztolányi Dezső téren lévő Volánbusz-pályaudvart is áthelyezték az Etele térre.
Az építése 2006-ban a felszíni munkákkal, 2007-ben az alagutak fúrásával kezdődött. Átadására 2014. március 28-án került sor.

### Észak–déli regionális gyorsvasút

Az M5-ös metró terve

Az 1990-es években az elővárosok lakosságának növekvését nem követte az elővárosi tömegközlekedés fejlesztése. Az elővárosi lakosság növekedése érintette az észak-budai és a csepel-szigeti régiót is, ám az elővárosokat a belvárosokhoz kötő tömegközlekedési fejlesztések nem követték az igényeket. Az innen érkező HÉV-vonalak a belváros peremén értek véget, felesleges átszállásokra kényszerítve a városközpontba igyekvőket. Kézenfekvőnek tűnt a HÉV-vonalak belváros alatti összekötése.
Demszky Gábor 2002-ben beszélt először a fejlesztés tervéről a sajtónak. Az ötös metrónak elkeresztelt projekt tervezésére Budapest önkormányzata 2005-ben 100 millió forintot különített el. A városvezetés 2007-es kezdéssel EU-források bevonásával szerette volna 2010-re a projektet megvalósítani, ez azonban meghiúsult.
2007-ben Hagyó Miklós főpolgármester-helyettes ismét beszámolt arról, hogy a városvezetés szeretné elkezdeni az ún. ötös metró tervezését.
2008 februárjában a VEKE készített négy nyomvonalváltozatot tartalmazó tervet a metró kivitelezésére.

## Szakaszok és átadási időpontok
| Átadás ideje       | Vonal | Az átadott szakasz [km]                                     | Az átadott szakasz [km] | Megjegyzés                                                                            |
| ------------------ | ----- | ----------------------------------------------------------- | ----------------------- | ------------------------------------------------------------------------------------- |
| 1896. május 3.     |       | Vörösmarty (Gizella) tér – Széchenyi (Artézi) fürdő         | 3,7 km                  |                                                                                       |
| 1970. április 2.   |       | Örs vezér tere (Fehér út) – Deák Ferenc tér                 | 6,7 km                  | 1963-ban félbeszakították az építkezést.                                              |
| 1972. december 22. |       | Deák Ferenc tér – Déli pályaudvar                           | 3,6 km                  |                                                                                       |
| 1973. december 30. |       | Széchenyi fürdő – Mexikói út                                | 0,7 km                  | Felszíni szakasz megszüntetése.                                                       |
| 1976. december 31. |       | Deák Ferenc tér – Nagyvárad tér                             | 4,1 km                  | Az ideiglenes kocsiszín a Nagyvárad téri állomás után helyezkedett el, az alagútban.  |
| 1980. március 29.  |       | Nagyvárad tér – Kőbánya-Kispest                             | 4,9 km                  |                                                                                       |
| 1981. december 30. |       | Deák Ferenc tér – Lehel (Élmunkás) tér                      | 2,4 km                  | Eredetileg 1980-ban adták volna át a Nagyvárad tér–Kőbánya-Kispest szakasszal együtt. |
| 1984. november 5.  |       | Lehel (Élmunkás) tér – Göncz Árpád városközpont (Árpád híd) | 1,7 km                  |                                                                                       |
| 1990. december 14. |       | Göncz Árpád városközpont (Árpád híd) – Újpest-Központ       | 3,4 km                  |                                                                                       |
| 2014. március 28.  |       | Kelenföld vasútállomás – Keleti pályaudvar                  | 7,4 km                  |                                                                                       |

| Állomás           | Vonalak |
| ----------------- | ------- |
| Deák Ferenc tér   |         |
| Keleti pályaudvar |         |
| Kálvin tér        |         |

A metróvonalak összhosszának alakulása az évek során [km]
| Év   |      |  |      | összhossz [km] |
| 1896 | 1896 |  | 3,7  | 3,7            |
| 1970 | 1970 |  | 10,4 | 10,4           |
| 1972 | 1972 |  | 14,0 | 14,0           |
| 1973 | 1973 |  | 14,7 | 14,7           |
| 1976 | 1976 |  | 18,8 | 18,8           |
| 1980 | 1980 |  | 23,7 | 23,7           |
| 1981 | 1981 |  | 26,1 | 26,1           |
| 1984 | 1984 |  | 27,8 | 27,8           |
| 1990 | 1990 |  | 31,2 | 31,2           |
| 2014 | 2014 |  | 38,6 | 38,6           |
|      |      |  |      |                |

## Állomások
| Állomások listája             | Állomások listája  | Állomások listája | Állomások listája |
| Állomás                       | Megnyitás          | Vonal             | Kép               |
| ----------------------------- | ------------------ | ----------------- | ----------------- |
| Arany János utca              | 1981. december 30. | M3-as metróvonal  |                   |
| Astoria                       | 1970. április 2.   | M2-es metróvonal  |                   |
| Bajcsy-Zsilinszky út          | 1896. május 3.     | M1-es metróvonal] |                   |
| Bajza utca                    | 1896. május 3.     | M1-es metróvonal] |                   |
| Batthyány tér                 | 1972. december 22. | M2-es metróvonal  |                   |
| Bikás park                    | 2014. március 28.  | M4-es metróvonal  |                   |
| Blaha Lujza tér               | 1970. április 2.   | M2-es metróvonal  |                   |
| Corvin-negyed                 | 1976. december 31. | M3-as metróvonal  |                   |
| Deák Ferenc tér               | 1896. május 3.     | M1-es metróvonal] |                   |
| Deák Ferenc tér               | 1970. április 2.   | M2-es metróvonal  |                   |
| Deák Ferenc tér               | 1976. december 31. | M3-as metróvonal  |                   |
| Déli pályaudvar               | 1972. december 22. | M2-es metróvonal  |                   |
| Dózsa György út               | 1984. november 5.  | M3-as metróvonal  |                   |
| Ecseri út                     | 1980. március 29.  | M3-as metróvonal  |                   |
| Ferenciek tere                | 1976. december 31. | M3-as metróvonal  |                   |
| Forgách utca                  | 1990. december 14. | M3-as metróvonal  |                   |
| Fővám tér                     | 2014. március 28.  | M4-es metróvonal  |                   |
| Göncz Árpád városközpont      | 1984. november 5.  | M3-as metróvonal  |                   |
| Gyöngyösi utca                | 1990. december 14. | M3-as metróvonal  |                   |
| Határ út                      | 1980. március 29.  | M3-as metróvonal  |                   |
| Hősök tere                    | 1896. május 3.     | M1-es metróvonal] |                   |
| II. János Pál pápa tér        | 2014. március 28.  | M4-es metróvonal  |                   |
| Kálvin tér                    | 1976. december 31. | M3-as metróvonal  |                   |
| Kálvin tér                    | 2014. március 28.  | M4-es metróvonal  |                   |
| Kelenföld vasútállomás        | 2014. március 28.  | M4-es metróvonal  |                   |
| Keleti pályaudvar             | 1970. április 2.   | M2-es metróvonal  |                   |
| Keleti pályaudvar             | 2014. március 28.  | M4-es metróvonal  |                   |
| Kodály körönd                 | 1896. május 3.     | M1-es metróvonal] |                   |
| Kossuth Lajos tér             | 1972. december 22. | M2-es metróvonal  |                   |
| Kőbánya-Kispest               | 1980. március 29.  | M3-as metróvonal  |                   |
| Lehel tér                     | 1981. december 30. | M3-as metróvonal  |                   |
| Mexikói út                    | 1973. december 30. | M1-es metróvonal] |                   |
| Móricz Zsigmond körtér        | 2014. március 28.  | M4-es metróvonal  |                   |
| Nagyvárad tér                 | 1976. december 31. | M3-as metróvonal  |                   |
| Népliget                      | 1980. március 29.  | M3-as metróvonal  |                   |
| Nyugati pályaudvar            | 1981. december 30. | M3-as metróvonal  |                   |
| Oktogon                       | 1896. május 3.     | M1-es metróvonal] |                   |
| Opera                         | 1896. május 3.     | M1-es metróvonal] |                   |
| Örs vezér tere                | 1970. április 2.   | M2-es metróvonal  |                   |
| Pillangó utca                 | 1970. április 2.   | M2-es metróvonal  |                   |
| Pöttyös utca                  | 1980. március 29.  | M3-as metróvonal  |                   |
| Puskás Ferenc Stadion         | 1970. április 2.   | M2-es metróvonal  |                   |
| Rákóczi tér                   | 2014. március 28.  | M4-es metróvonal  |                   |
| Semmelweis Klinikák           | 1976. december 31. | M3-as metróvonal  |                   |
| Széchenyi fürdő               | 1973. december 30. | M1-es metróvonal] |                   |
| Széll Kálmán tér              | 1972. december 22. | M2-es metróvonal  |                   |
| Szent Gellért tér – Műegyetem | 2014. március 28.  | M4-es metróvonal  |                   |
| Újbuda-központ                | 2014. március 28.  | M4-es metróvonal  |                   |
| Újpest-központ                | 1990. december 14. | M3-as metróvonal  |                   |
| Újpest-városkapu              | 1990. december 14. | M3-as metróvonal  |                   |
| Vörösmarty tér                | 1896. május 3.     | M1-es metróvonal] |                   |
| Vörösmarty utca               | 1896. május 3.     | M1-es metróvonal] |                   |

### Legrövidebb és leghosszabb állomásközök
A budapesti metró legrövidebb állomásköze az M1-es vonal Kodály körönd és Bajza utca közötti része, amely mindössze 190 méteres távolságot köt össze (a 8 legrövidebb állomásköz a Földalattin található). A másik három vonal legrövidebb szakaszai a Szent Gellért tér–Fővám tér (M4, 424 m), a Kálvin tér–Ferenciek tere (M3, 469 m), illetve a Kossuth Lajos tér–Batthyány tér (M2, 578 m).
Két megálló közt a legnagyobb távolság a Keleti pályaudvar és a Puskás Ferenc Stadion között található (M2, 1760 m), a második leghosszabb szakasz a Határ út–Kőbánya-Kispest állomások között helyezkedik el (M3, 1753 m), a harmadik leghosszabb Újbuda-központ és a Bikás park között található (M4, 1488 m). Az M1-es vonal leghosszabb állomásköze a Mexikói út–Széchenyi fürdő közti, 735 m-es távolság.

## Járművek
A budapesti metró járműveit két nagy csoportba lehet osztani: a Kisföldalatti-, valamint a nehézmetrók, azaz a 2-es, 3-as és 4-es járműveire. A Millenniumi Földalatti járművei valójában jobban hasonlítanak egy villamosra, mint metróra, mind a 600 V-os felsővezetékes áramellátás, mind a jármű méretei tekintetében.

### Nehézmetrók járművei
A nehézmetrók, vagyis a 2-es, 3-as és 4-es vonalak mindegyike különbözik kicsit a többitől. Az egyik legnagyobb eltérés a szerelvények hossza. A négyesen 4, a kettesen 5, míg a hármas vonalon 6 kocsiból áll egy szerelvény. Továbbá a biztosítóberendezések is nagyban különböznek egymástól, a 4-esen teljesen automatikus, míg a 2-es és 3-as vonalon csak félautomata a metróüzem, bár az M2 és M3 biztosítóberendezései is különbözőek.

#### Kísérleti Ganz P típus
Az 1950-es években, amikor megkezdődött a 2-es metró építése megindult a vonalra szánt magyar metrószerelvények prototípusának a tervezése is. Ennek az 1953-ban elkészülő két kocsinak a Ganz P típusjelzést adták és megindultak a próbamenetek. Majd mire az M2-es metróvonal építése 1954-ben abbamaradt, a járművek tesztelését is abbahagyták. A metróépítés később ugyan újraindult, ám mire átadták a forgalomnak, a kocsik már elavultnak számítottak, így szétvágták őket. Ugyan ekkor ismét felvetődött a hazai beszerzés, de végül a belső bajokkal küzdő Ganz nem vállalta a további járművek gyártását és így a 2-es vonalra nem magyar metrókocsik kerültek.

#### Az orosz szerelvények

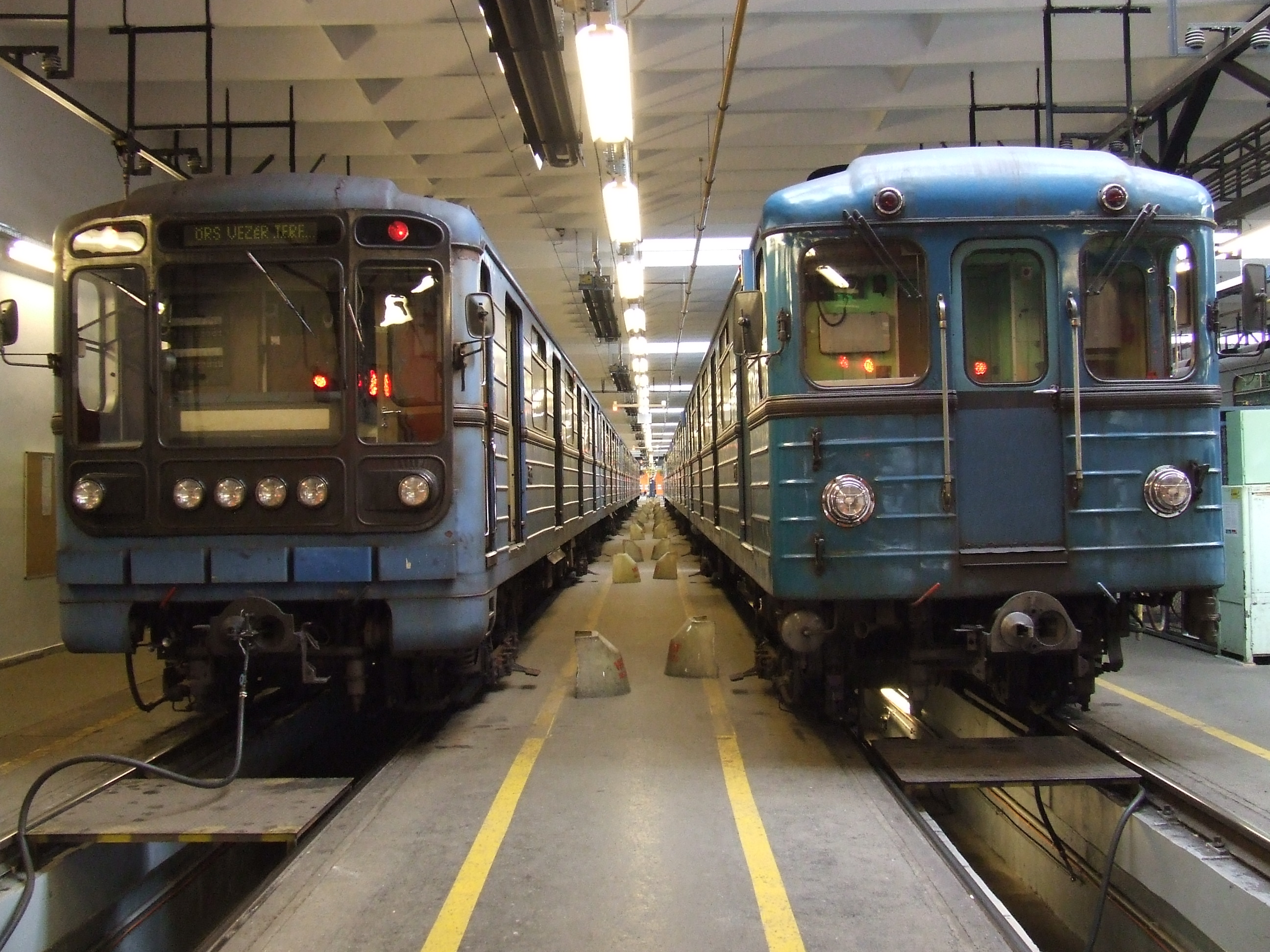
Vízipók és Ev3 szerelvény

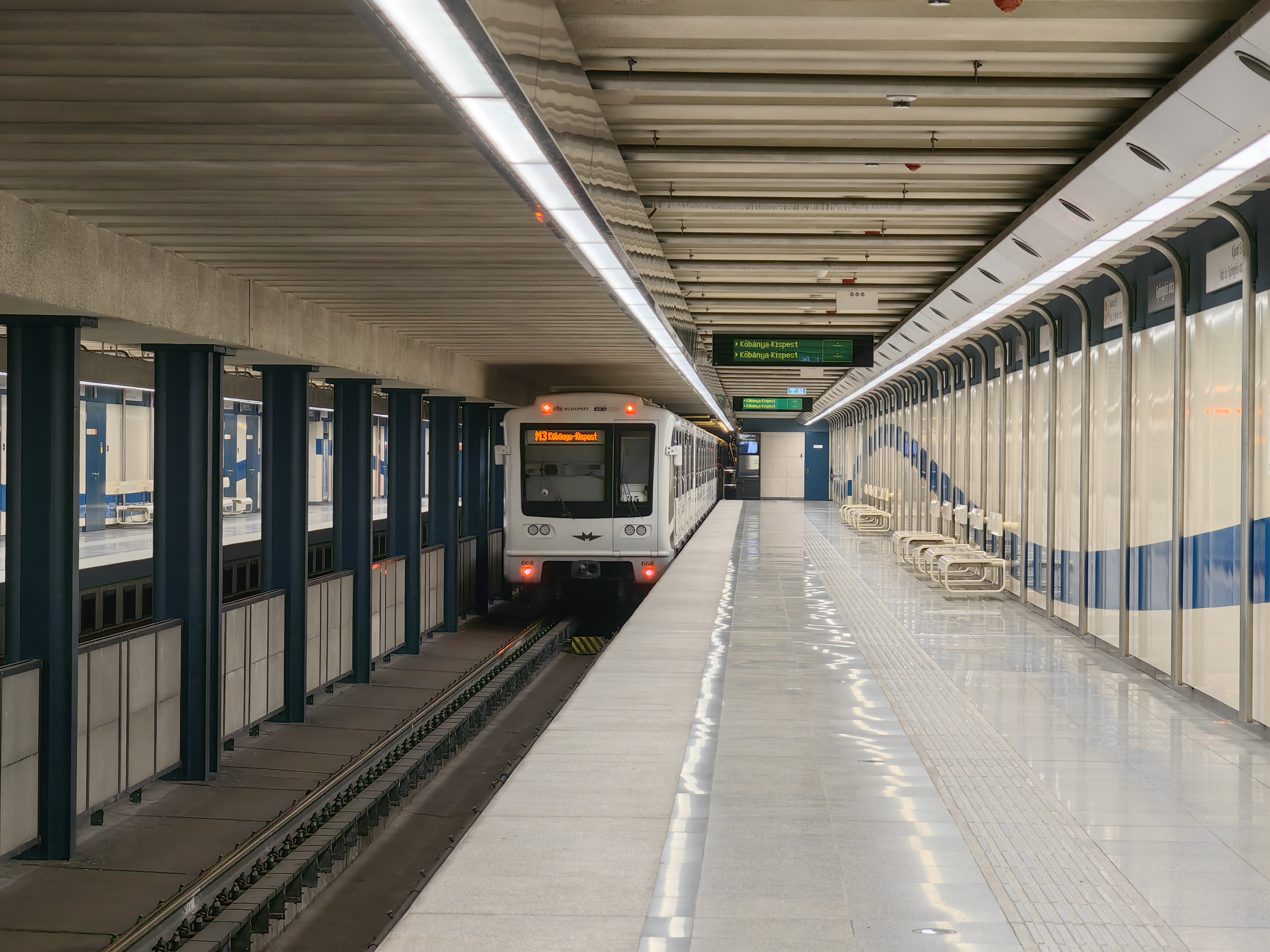
A legújabb szerelvények (81–717.2K és 81–714.2K típus) fehér színükről könnyen felismerhetőek

A Ganz metró helyett az M2-es és a későbbi M3-as metró elkészülő szakaszára a Metrovagonmas által gyártott, a népnyelvben csak szovjet vagy orosz metróként emlegetett szerelvények kerültek. Ezek több altípusból állnak köztük műszakilag és kinézetre is vannak kisebb-nagyobb különbségek.
- Elsőnek az 1969–1972 között legyártott Ev típusjelzésű kocsik érkeztek meg az M2-es metróra. Itt az „Е” a típus főjele, a „v” (cirill betűvel: в) index Magyarországra [Венгрия] utal. Pályaszámaik a 100–199 tartományba esnek, egyedi jellegzetességük volt az izzólámpás világítású utastér, a motor teljesítménye 66 kW. A világoskék (RAL 5012) / pasztellzöld (RAL 6019) fényezésükről könnyen fel lehetett ismerni őket. Összesen 100 db-ot vásárolt Budapest belőlük. Az Ev metrók egy részét (45 db-ot) 2000 és 2002 között felújították, a kocsik rózsaszínű utasterük miatt a „Barbi” becenevet kapták. A felújításra kijelölt Ev kocsikból 5 kocsis szerelvényeket állítottak össze, az így kialakult szerelvények közbülső kocsijaiban a vezetőfülkéket megszüntették. A felújított változat az EvA típusjelzést kapta. Mind a sima Ev, mind a felújított EvA típus csak az M2-es metrón közlekedett. 2011. május 20-án bejelentették, hogy összesen 43 darab, 41–43 éves kocsit kivonnak a forgalomból, a gyártó is kritikusnak minősítette őket.[26] 2012 januárjában azonban néhányat visszaállítottak a forgalomba az Alstom metrók érkezéséig.[27] Az M2-es vonalról 2013-ban vonták ki őket, az utolsó Alstom szerelvények forgalomba állításával.
- Az 1975-től, ugyanúgy a Metrovagonmas gyártól beszerzett Ev3 típus az Ev szerelvényektől csak a jobb teljesítményében különbözik, a motor teljesítménye 72 kW. Pályaszámukat tekintve a 200–294 közöttiek. 1975–1979 közötti beszerzésűek, az M2-es metróvonalon az Alstom szerelvények forgalomba állításáig közlekedtek, míg az M3-as metróvonalon napjainkban is szolgálatot teljesítenek, azonban az M3-as metró kocsijai AVR fedélzeti berendezéssel is el vannak látva.
- A továbbfejlesztett MMZ 81–717-es és 81–714-es típust az azúrkék (5009) színén túl főleg a vezetőállás homlokfalának fekete borítása miatt volt könnyű megkülönböztetni az Ev szerelvényektől. A motorok teljesítménye 110 kW, a kocsibelsők fénycső világításúak. A vezérkocsik típusjelzése 81–717, pályaszámuk 300–362 közötti (emiatt „háromszázasnak” is nevezik őket). A közbülső, vezetőfülke nélküli kocsijai 81–714 típusjelűek, a pályaszámuk 3000–3122 közötti. 1980 és 1991 között szerezték be őket, többségében az M3-as metró vonalán közlekednek, ezek AVR fedélzeti berendezéssel is el vannak látva. Az M2-es metró vonalán ebből a típusból két  ötkocsis szerelvény futott,[28] de az Alstom vonatok forgalomba állásával száműzték őket a 2-es vonalról.
- 2000-ben két új, 5 kocsis szerelvény érkezett az orosz államadósság terhére 81–7172M és 81–7142M típusjelzéssel, és így megérkeztek az utolsó orosz járművek is, melyek a jellegzetes homlokfali lámpái miatt a köztudatban „Vízipók” néven ismertek.[28] A vezérkocsik 81–7172M, a közbülső kocsik 81–7142M típusjelűek, a motorok teljesítménye 114 kW. A vezérkocsik pályaszáma 363–366, a közbülsőké 3123–3128 közötti. 2000-től 2012-ig az M2-es metró vonalán közlekedtek, de ott az Alstom Metropolisok forgalomba állításával (2012 év végén) ezeket a szerelvényeket áthelyezték az M3-as metró vonalára, ahol azonban nem tudtak azonnal forgalomba állni, hiszen a két szerelvény egy-egy kocsival rövidebb volt és nem rendelkeztek AVR rendszerrel. Ezért egy darabig a Kőér utcai járműtelepen, a forgalomból kivonva álltak. 2014 őszén elkezdődött az egyik vonat felélesztése és forgalomba állítása hatkocsis szerelvényként.
- Az orosz szerelvények rossz állapota miatt pályázatot írtak ki az M3-as metrón közlekedő járművek felújítására, melyet a kocsik gyártója, a Metrovagonmas nyert el.  Az első szerelvényt 2016-ban szállították vissza a gyárba.[29] Attól függetlenül, hogy az új jármű milyen típusból született, a típusjelzés egységesen 81–717.2K, illetve 81–714.2K lett attól függően, hogy vezetőfülkés vagy közbenső kocsiról van szó. Új pályaszámokat is kapnak, előbbiek a 600-as, utóbbiak a 6000-es tartományba esőket. Az első felújított metrószerelvény 2017-ben állt forgalomba az M3-as metró vonalán, és fokozatosan váltották le a korábbi darabokat. A forgalomba állás után rendszeresek voltak a kisebb meghibásodások, de ezen felül kétszer nagyobb hibát is mutattak a kocsik. Egyszer mind a két oldalon kinyíltak az ajtók egy állomáson, egy másik esetben pedig a jó oldalon sem nyíltak ki, még vésznyitóval sem. Az utóbbi eset után ideiglenesen vissza is vonták a típus forgalmi engedélyét,[30] és csak közel egy hónappal később szállíthattak újra utasokat. 2018. április elejétől már csak a fehér szerelvények közlekednek az M3-as metró vonalán, az összes szerelvénynek nyárig kellett megérkeznie.[31]

#### Újabb magyar metrókísérlet: Ganz–Hunslet G2

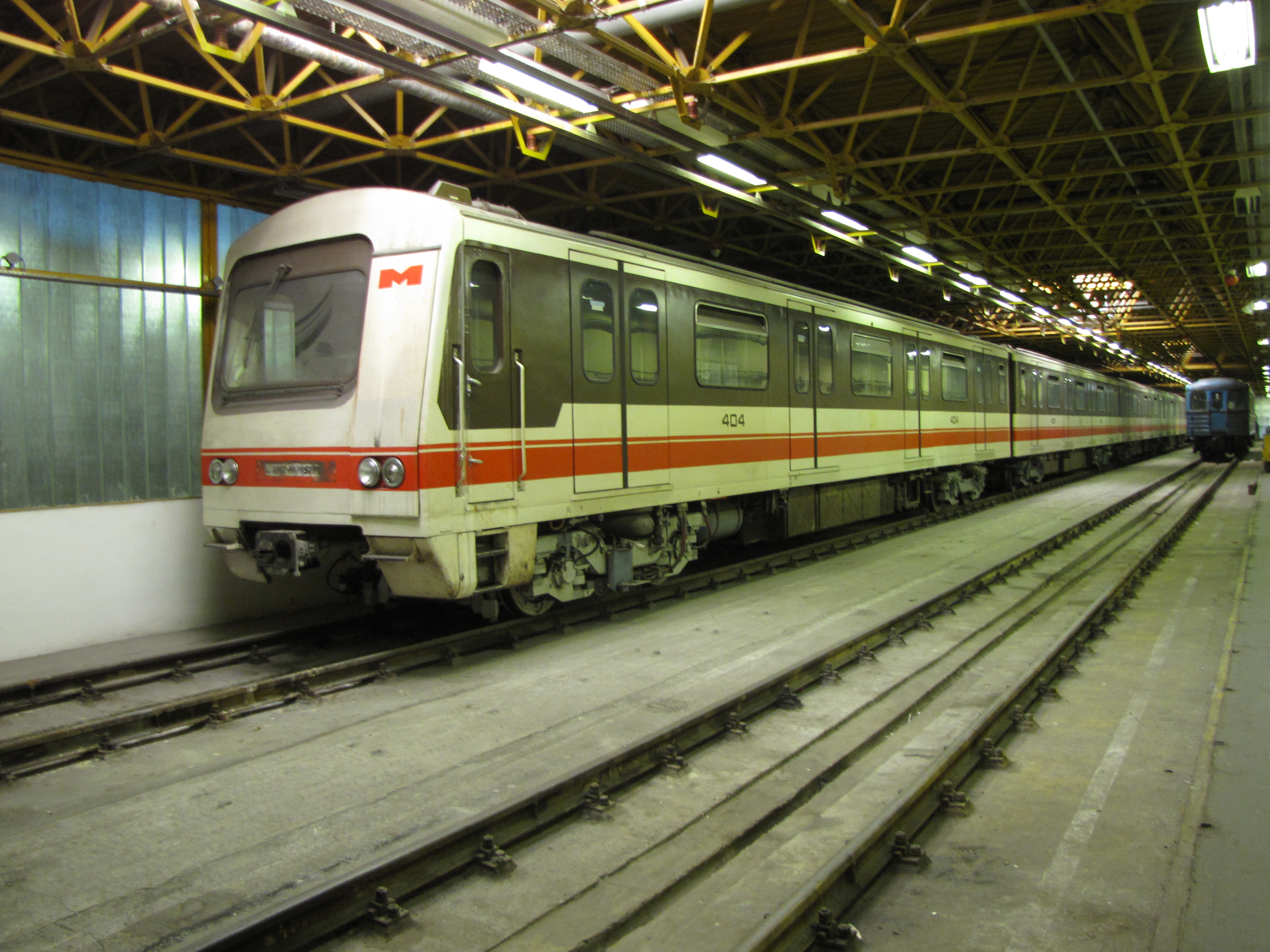
A G2-es szerelvény leállítva a Kőér utcai kocsiszínben

Már az 1970-es években felmerült az igény, hogy a szovjet Ev típusú szerelvények helyett korszerűbb metrókocsikkal kéne ellátni az akkor még csak épülő M3-as és a tervezett új vonalak forgalmát. Az új sorozattípus kifejlesztésével a Ganzot bízták meg, ami a szerződésben vállalt határidőt végül két évvel túllépve, 1986 decemberére készítette el a prototípus szerelvényt, mely egyúttal az utolsó is volt. A szerelvény teljesítette a próbameneteket, majd készítettek egy zárójelentést, mely komoly módosításokat követeltek meg. Ezt azonban már nem teljesítette a Ganz és nem készült új prototípus sem. Az egyetlen elkészült szerelvényt 1995-ig közlekedtették a 3-as vonalon, ám egyedisége és sorozatos hibák miatt nem sűrűn adták ki a forgalomba. Jelenleg a szerelvény egyik kocsija Szentendrén van kiállítva.

#### Alstom Metropolis

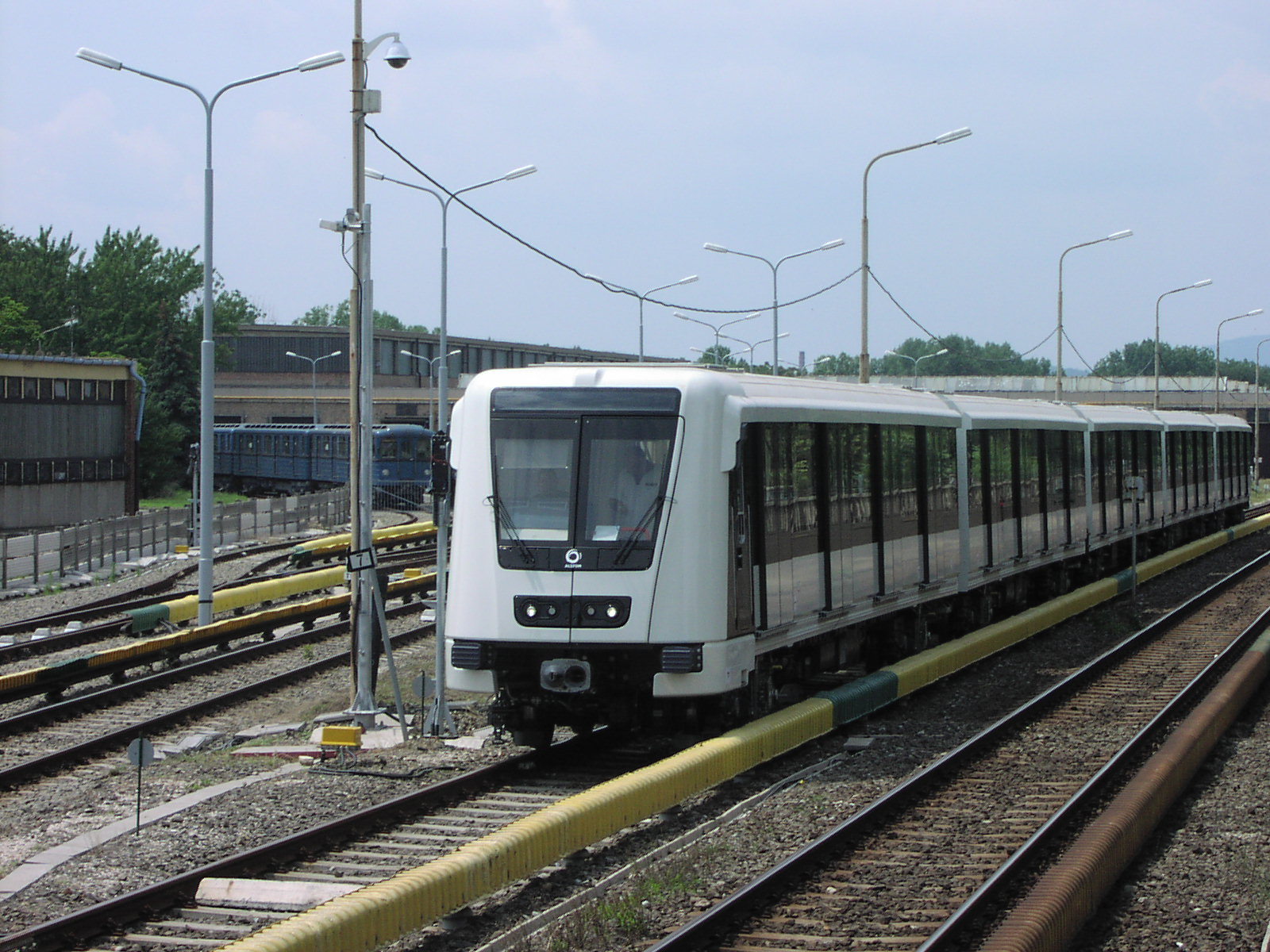
Alstom Metropolis

2005-ben tendert írtak ki új metrókocsik gyártására és leszállítására, amelyet a francia Alstom cég nyert meg az Alstom Metropolis szerelvénnyel. A BKV 2006. május 30-án összesen öt szerződést kötött az Alstommal: egy általánosat, valamint egy-egy szállítási és egy-egy karbantartási szerződést a két érintett vonalra vonatkozóan. Az összesen 170 kocsi ára a kapcsolódó szolgáltatásokkal együtt mintegy 65 milliárd forint; a garanciális időszak – melyre a karbantartási szerződés is vonatkozik – 3 év.
22 db egyenként 5 kocsis, 100 m hosszú szerelvény az M2-es, 15 db 4 kocsis, teljesen automata szerelvény pedig az M4-es vonalra kerül; utóbbi vonal esetében 7 szerelvényre vonatkozó opciót is tartalmaz a szerződés. A szerelvények egyterűek, teljes hosszukban átjárhatóak. Egy kocsi 20 méter hosszú, magassága 3,1 méter, tömege 32 tonna és körülbelül 200 utas szállítására alkalmas. A motorok teljesítménye 150 kW, az 5-ből csak 4 kocsi hajtott. A járművek légkondicionáltak, képi és hangbemondásos utastájékoztatással is fel vannak szerelve. A kocsik külső arculatára a francia Xavier Allard formatervező és csapata három változatot készített, melyek között internetes szavazás döntött. A középre helyezett fényszórók, valamint az ütközők elhelyezése a kisföldalatti járműveinek stílusjegyeit idézik.
A gyártónak a járművek előzetes típusengedélyét 2007. február 28-ig kellett volna megszereznie, de erre csak 2007. augusztus 9-én (161 nap késéssel) került sor. Az M2-es metróvonalra szánt szerelvények első példányait a gyártónak már 2008 májusában le kellett volna szállítania, de csak 2009 elején érkeztek meg. A típusvizsgálati teszteket 2009. június 22-én kezdték meg. A tesztek során több probléma is felszínre került, többek között az áramszedő és a homlokfali menekülőajtó kérdése. Az Alstom a hibák javítása után benyújtotta a végleges típusengedélyre vonatkozó kérelmét, de a Nemzeti Közlekedési Hatóság (NKH) további vizsgálatokat kért. A BKV a szerelvények késése miatt, az Alstom pedig a metróvonal építésének késése és a garanciális időszak meghosszabbítása miatt többletköltségigényt jelentett meg.
2010 júniusában az Alstom ultimátumot kapott a Fővárosi Közgyűléstől. E szerint a gyártónak 2010. július 31-ig meg kellett volna szereznie a metró típusengedélyét, azonban az NKH az engedélyt nem adta ki, az indoklás szerint a vonatok nem voltak megfelelő műszaki állapotban. 2010 októberében, az NKH jogerős elutasító határozatának kézhezvétele után a BKV felmondta az Alstommal kötött szerződéseket, lehívta a bankgaranciákat és kötbérigényt jelentett be.
A főváros 2011 júliusában megegyezésre jutott az Alstommal, így a 2006-os szerződés újra életbe lépett. Az NKH hiánypótlást írt elő a gyártónak a típusengedély megszerzéséhez, mely alapján – miután a hatóság elfogadta a fékrendszer biztonsági szintjének igazolását – 2012 júniusában kiadta a végleges típusengedélyt. Az első utasokat szállító Alstom szerelvény 2012. szeptember 7-én, 11:08 perckor indult az Örs vezér téri végállomásról. Az első időszakban a szerelvényeken több hiba jelentkezett, főként az utastájékoztató rendszerben, a vezérlő szoftverben, valamint az ajtóknál. 2013. március 15-étől hétvégén csak Alstom típusú szerelvények járnak az M2-es vonalon.
A M4-es metróvonal járműveinek prototípusa 2012 decemberében érkezett meg Magyarországra. A típusengedélyt 2013 februárjában adta ki az NKH.

#### Összefoglaló táblázat
| Kép               | Típus                              | Eredeti darabszám | Jelenleg forgalomban                                    | Pályaszámok       | Gyártási év                   | Budapesten közlekedik      | Viszonylatok                                               |
| Forgalmi járművek | Forgalmi járművek                  | Forgalmi járművek | Forgalmi járművek                                       | Forgalmi járművek | Forgalmi járművek             | Forgalmi járművek          | Forgalmi járművek                                          |
| ----------------- | ---------------------------------- | ----------------- | ------------------------------------------------------- | ----------------- | ----------------------------- | -------------------------- | ---------------------------------------------------------- |
|                   | Alstom Metropolis                  | 170 db kocsi      | 170 db kocsi                                            | 410–579           | 2008–2012 (M2) 2012–2014 (M4) | 2012 óta                   | Az M2-esen és az M4-esen közlekednek.                      |
|                   | 81–717.2K és 81–714.2K („Panda”)   | 222 db kocsi      | 222 db kocsi                                            | 600–673 6000–6147 | 2016–2018                     | 2017 óta                   | Az M3-as vonalon közlekedik.                               |
| Régebbi járművek  |                                    |                   |                                                         |                   |                               |                            |                                                            |
| Ganz P            | Ganz P                             | 2 db kocsi        | 0 db kocsi                                              | –                 | 1951–1953                     | Nem álltak utasforgalomba. | Nem álltak utasforgalomba.                                 |
|                   | Ev és EvA                          | 100 db kocsi      | Üzemképes: 3 db (nosztalgia; 101-102-103), múzeum: 2 db | 100–199           | 1968–1972                     | 1969–2013                  | Az M2-es vonalon közlekedtek.                              |
|                   | Ev3                                | 95 db kocsi       | 0 db                                                    | 200–294           | 1975–1979                     | 1975–2018                  | Az M2-esen 2013-ig, és az M3-ason 2018-ig közlekedtek      |
|                   | 81–717 és 81–714                   | 186 db kocsi      | 0 db                                                    | 300–362 3000–3122 | 1980–1991                     | 1980–2018                  | Az M2-esen 2013-ig, és az M3-ason 2018-ig közlekedtek      |
|                   | Ganz–Hunslet G2                    | 6 db kocsi        | 0 db kocsi                                              | 400–405           | 1983                          | 1991–1995                  | Az M3-as vonalon közlekedett.                              |
|                   | 81–717.2M és 81–714.2M („Vízipók”) | 10 db kocsi       | 0 db                                                    | 363–366 3123–3128 | 1998                          | 2000–2017                  | 2012-ig M2-esen, ezt követően átkerültek az M3-as vonalra. |
| Ganz P            |                                    |                   |                                                         |                   |                               |                            |                                                            |

### AMillenniumi Földalatti Vasútjárművei

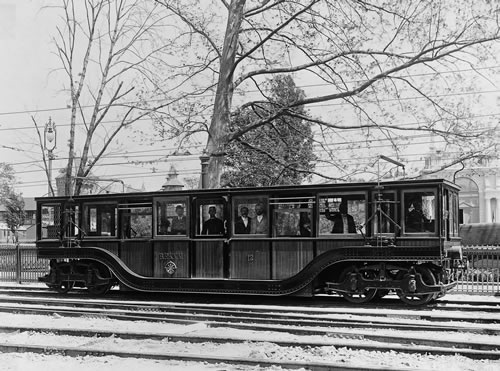
Az első (Siemens) motorkocsi

A járműpark a vonal elindításakor 10 faburkolatú, barna, és 10 sárgára festett acélburkolatú motorkocsiból állt, melyeket a Schlick gyár készített, és alig hasonlítottak az eredeti terveken szereplő szerelvényekre. Királyi luxuskocsit is rendeltek, a 20-as pályaszámú kocsi előkelően díszítve – és kicsit eltérő konstrukcióval – várta a királyi utasokat. 1924–1930 között felújították a motorkocsikat: az eredetileg szimpla tolóajtókat duplára cserélték, egységes, új konstrukciójú forgóvázat építettek, valamint nagyobb teljesítményűre (TR 4,5-ös típus) cserélték a motorokat is. A nagyobb befogadóképesség érdekében 1959 és 1960 között 16 db vezérlőpótkocsit építettek a Füzesi Főműhelyben, és kapcsoltak hozzá a meglévő kocsikhoz. Az így kialakult szerelvényeket 1973-ig tartották utasforgalomban, majd selejtezték őket. A legtöbb kocsit elbontották, de több kocsi múzeumba került, illetve egy jármű nosztalgiaként üzemel.
Az 1972–73-as felújítás keretében új járműveket szereztek be. A 21 darab három részes csuklós járművet a Ganz–MÁVAG és Ganz Villamossági Művek gyártotta. A vonalán jelenleg ezek a Ganz csuklós típusú alacsony padlós járművek közlekednek. Ez a Ganz által kifejlesztett speciális típus. Inkább villamos, mint metró jellegű. 1987-ben újabb két darabot szerzett be a típusból a BKV, ezek a 42-es és 43-as pályaszámúak lettek.
| Kép                 | Megnevezés                  | Eredeti darabszám | Jelenlegi darabszám     | Pályaszámok | Gyártási év      | Üzemben     |
| Forgalomban         | Forgalomban                 | Forgalomban       | Forgalomban             | Forgalomban | Forgalomban      | Forgalomban |
| ------------------- | --------------------------- | ----------------- | ----------------------- | ----------- | ---------------- | ----------- |
|                     | Ganz csuklós motorkocsi     | 23 db szerelvény  | 23 db szerelvény        | 21–43       | 1971, 1973, 1987 | 1973 óta    |
| Forgalomból kivonva |                             |                   |                         |             |                  |             |
|                     | Siemens & Halske motorkocsi | 20 db kocsi       | 1 db kocsi (nosztalgia) | 1–20        | 1896             | 1896–1973   |
|                     | Vezérlőpótkocsi             | 16 db             | 0 db                    | 80–95       | 1959–1960        | 1960–1973   |

## Utazási feltételek

### Tarifák
A fővárosi metróállomásokon 1985-ig peronzár automaták üzemeltek, amelyek a megfelelő pénzérme bedobása után engedték be az utasokat a metró területére. Ezen beléptető rendszer előnye a hatékonyság, hátránya a lassú áteresztő-képesség volt. 1986-ban egyszerű mechanikus jegylyukasztó készülékeket helyeztek el a korábbi kapuk helyére. A jegyek és a bérletek érvényességét a BKV jegyellenőrei alkalmanként, szúrópróba-szerűen ellenőrizték. (Ennek köszönhetően megnőtt a jegy nélkül utazók száma és hajléktalanok használták melegedőnek az állomásokat.) Az 1990-es évek közepén bevezették a modernebb, elektronikus időbélyegzős jegykezelő készülékeket és hozzájuk a rövidebb távolságokra alkalmazható szakaszjegyeket és átszállójegyeket. (Előbbiek csak a metrón érvényesek. A hajléktalanok távol tartására pedig biztonsági őröket vetett be a társaság.) A jegykezelők után a bejáratoknál a 2000-es évek közepe óta ugyancsak egy biztonsági cég alkalmazottai ellenőrzik a jegyeket és bérleteket változó alapossággal.
A Budapesti metró tarifái 2013. január 1-jétől. A metrón a BKK tarifái felelnek meg.
| Jegy típusa                                       | Leírás | Ára          | Forrás |
| ------------------------------------------------- | --- | ------------ | ------ |
| Vonaljegy                                         | Az M1, M2, M3, M4 vonalak teljes hosszán egyszeri utazásra jogosít az ezen vonalak közötti átszállással. A jegyet az M1, M2, M3, M4 vonalakon az utazás megkezdése előtt, a többi közlekedési eszközön a felszállás vagy a jármű elindulása után haladéktalanul kell érvényesíteni. Bélyegzős érvényesítés esetén a kezeléstől számított 80 percig, az éjszakai járatokon 120 percig jogosít utazásra. A jegyet ellenőrzéskor fel kell mutatni, és az ellenőrzést végző személy kérésére át kell adni. (A kutyaszállítás is vonaljeggyel történik.) | 450 Ft/darab | [ 56 ] |
| Metrószakaszjegy (2023. április 1-jétől megszűnt) | Az M1, M2, M3, M4 vonalakon, egy utazásra, összesen legfeljebb 3 megálló távolságra, a kezeléstől számított 30 percig volt érvényes. Útmegszakításra, ill. visszafelé utazásra nem jogosított. Az érvényesség időtartama alatt és a 3 megálló távolságon belül az M1, M2, M3, M4 vonalak között átszállásra jogosított. A jegyet ellenőrzéskor fel kellett mutatni, és az ellenőrzést végző személy kérésére át kellett adni. | 300 Ft/darab | [ 56 ] |
| Átszállójegy (2023. április 1-jétől megszűnt)     | Az átszállójeggyel egyszeri átszállással utazhattunk két BKK járaton. A jegy két végét a különböző járatokon kellett érvényesíteni. | 530 Ft/darab | [ 56 ] |

Fizetni nem kell
- Díjmentesen utazhatnak a gyermekek (iskolai tanulmányaik megkezdéséig felnőtt kíséretben, 6–14 éves korig pedig egyedül is), valamint a 65. életévüket betöltött felnőttek (bármely EU-tagország, illetve Izland, Liechtenstein, Norvégia és Svájc állampolgárai, továbbá a Magyarországgal szomszédos államokban élő magyarok és hozzátartozóik).[58]

### Egyéb feltételek
Poggyász szállítása
Legfeljebb kisebb, az utazást nem zavaró kézipoggyász szállítható kézben.
Állatok szállítása
Kutya csak díjfizetés ellenében szállítható. A kutyaszállítás díja azonos a vonaljegy árával a vonal teljes hosszán. A kutya részére teljes árú havibérlet vásárolható. A bérletet a kutyáknál hasonlóan kell használni, mint az embereknél, csak a kép helyére egy felirat kerül "EB" jelzéssel.
A rendőrségi és vakvezető kutyák szállítása díjtalan.
Kutyát csak szájkosárral és pórázon lehet a metró területén szállítani. A kisállat a kézipoggyászoknak megfelelő méretű utazóketrecben vagy kalitkában szállítható.
Az állatoknak tisztának kell lenniük és vigyázni kell, hogy az állomást és a járművet ne piszkítsák be.

### Tiltások
- Tilos a metróállomásra belépni kerékpárral, illetve olyan tárgyakkal, amelyek az utasok testi épségében, ruházatában, poggyászában vagy a metrókocsiban kárt okozhatnak, azokat beszennyezhetik, az utasokat zavarhatják, és amelyek szállítását a jogszabály tiltja.[59]

A metróállomásokon és területén, valamint a metrókocsikban tilos:
- „az ajtók záródnak” felhívás, a BKV szignál elhangzása vagy a csengőhang után a kocsiba be-, illetve onnan kiszállni
- az ajtó záródását akadályozni vagy azt kinyitni
- dohányozni[59]
- olyan tevékenységet folytatni, amely az utasokat zavarja (zenélni, kéregetni, étkezni, italt, illetve fagylaltot fogyasztani, rádiót vagy egyéb eszközt mások által hallhatóan üzemeltetni, görkorcsolyázni, gördeszkázni.[59]
- Tűzveszélyes folyadékot (benzin, gázolaj stb.), robbanóanyagot, 5 kg töltősúlynál nagyobb gázpalackot szállítani.[59]
- engedély nélkül árusítani vagy reklámplakátot elhelyezni.[59]
- A nem egyterű metrókocsik közötti ajtón minden esetben tilos az átjárás.[59]
- Az állomásokon lévő fekete biztonsági sávon belül a szerelvény beérkeztéig senki sem tartózkodhat.[59]
- A nem egyterű metrókocsik közti ütközőn tilos utazni, tartózkodni.

## Deák Ferenc tér

### Deák Ferenc téri földalatti múzeum

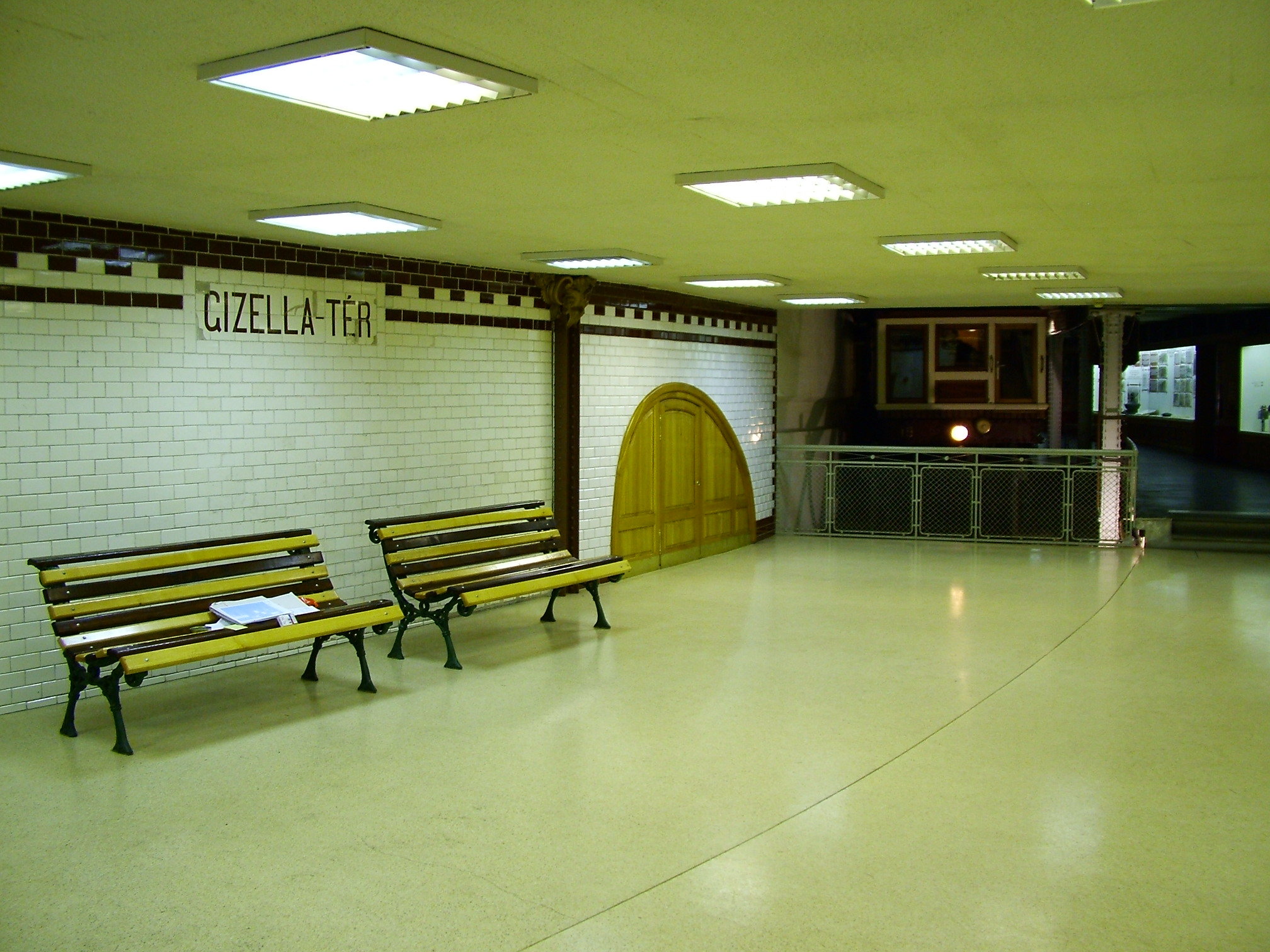

A kiállítás a Deák Ferenc téri átszálló rendszer építése miatt 1955-ben forgalmon kívül helyezett, 60 m hosszú alagútban található.
Megtekinthető a földalatti vasút három kocsija: a 19-es, az 1-es és 81-es pályaszámúak.
A kocsikkal szemközti vitrinsorban tárgyi emlékek, eredeti dokumentumok (tervrajzok, térképek, építési napló stb.), fényképek és modellek kronológiai sorrendben mutatják be az 1896-ban felavatott kis földalatti történetét az építéstől napjainkig. A bemutatott műtárgyak a Közlekedési Múzeumból valók. A záró részben a metróépítésekbe nyerhetünk betekintést.
A Deák Ferenc téren az 1-es vonal alagútját át kellett helyezni, így az eredeti alagút egy részének felhasználásával múzeumot alakítottak ki. Itt több eredeti motorkocsi látható, valamint dokumentumok, tárgyak, jelzőberendezések, modellek a budapesti metróval kapcsolatban.

### Deák Ferenc téri metró kiállítóterem
2024. március 23-án nyílt először lehetősége az utazóközönségnek az úgynevezett metró kiállítóterembe látogatást tenni. Ez volt régen a központi forgalmi menetirányító helyiség. Valójaban az ötlet már jóval hamarabb felmerült, és 2020-ra volt is terv a múzeum megnyitására, de sajnos a covid közbejött.

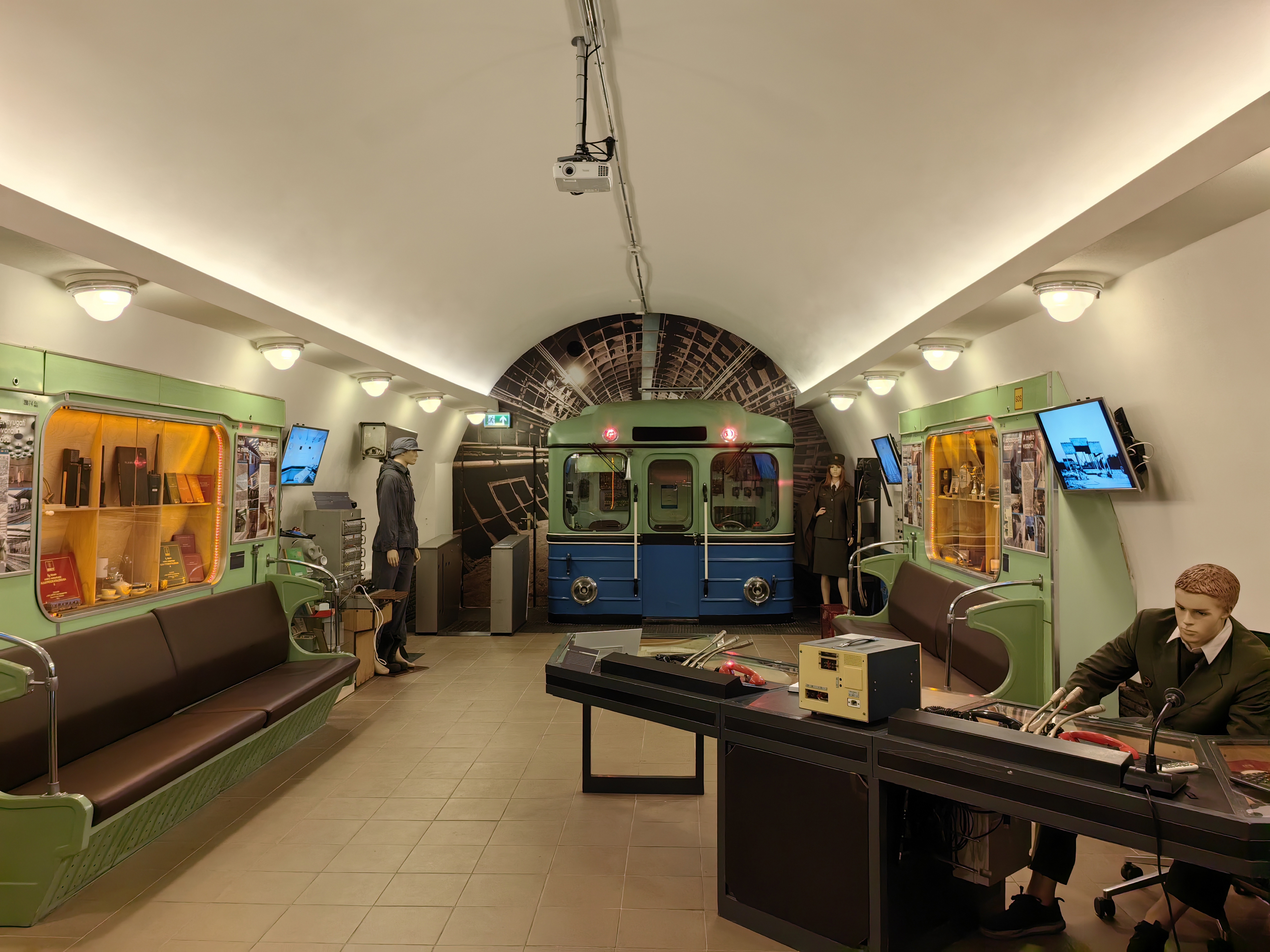
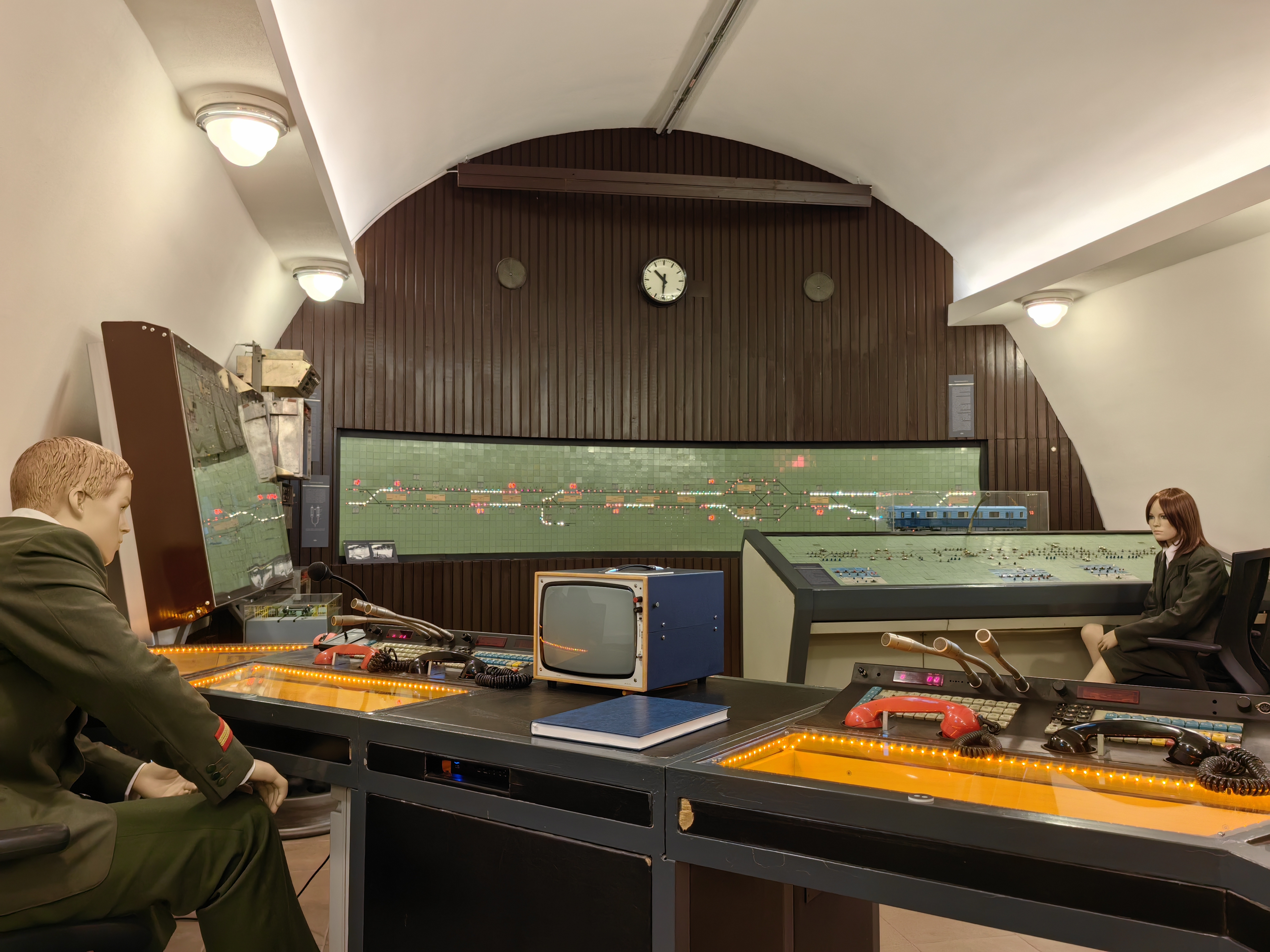
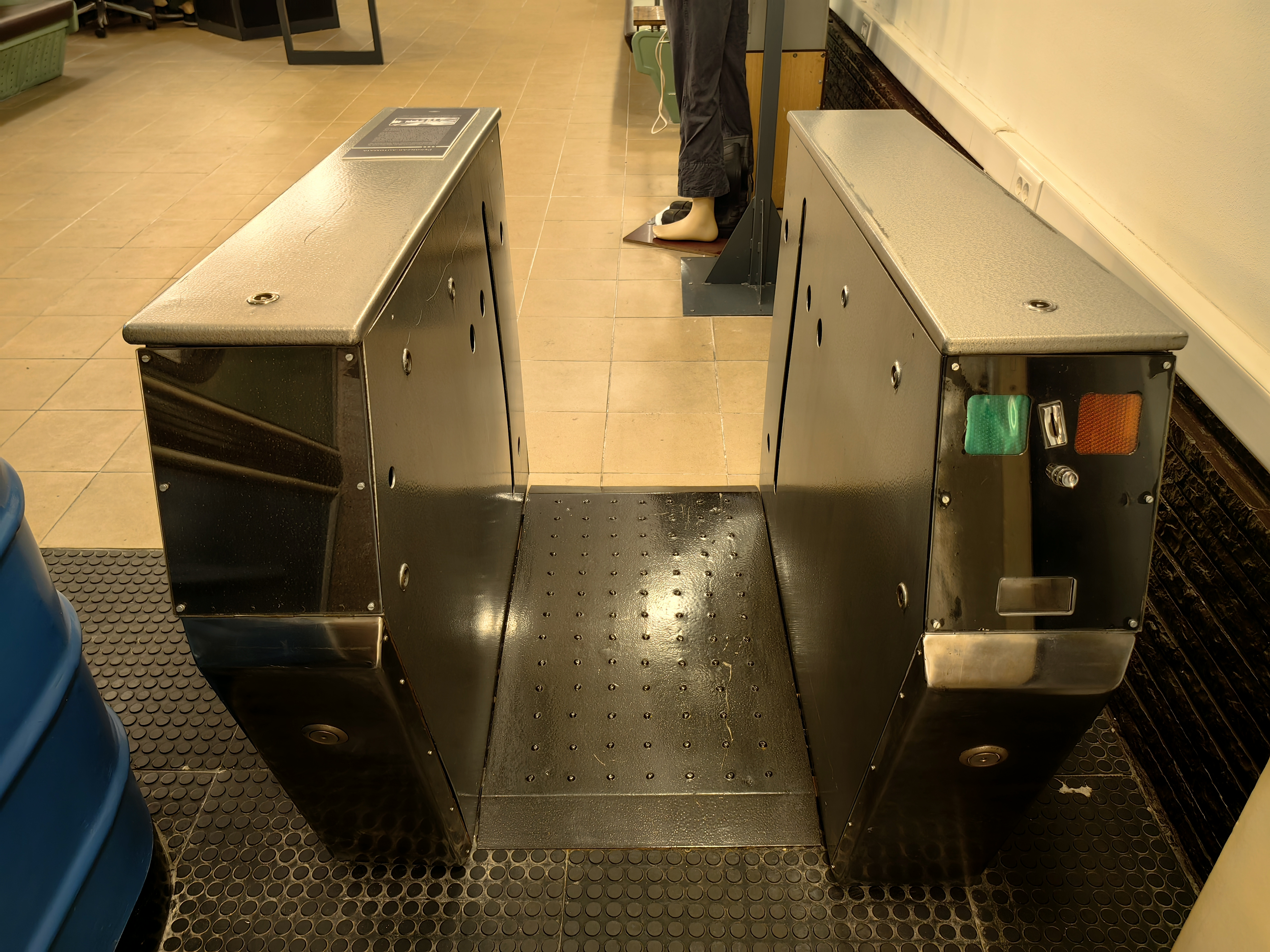

- Időpont foglalás a metró kiállítóterembe

### Deák Ferenc téri átszállórendszer
A Deák Ferenc téren működő átszállórendszer, a Földalattinál két oldalon egy lépcsőn lehet eljutni az elosztócsarnokba. Az elosztócsarnokból el lehet jutni egy hosszabb mozgólépcsőn a 2-es metróhoz. A 3-as metróhoz egy külön mozgólépcsőn lehet eljutni, hogy kiküszöböljék a hosszabb idejű mozgólépcsőzést. A 3-as metróról a felfelé haladó mozgólépcsőn lehet eljutni az elosztócsarnokba, és onnan a kijárathoz és a másik két vonalhoz. Ha metróról metróra szállunk át, nem szükséges új jegyet érvényesíteni (ahogyan az a szelvények hátoldalán is olvasható).

## Érdekességek

### Egyebek
A budapesti metró mint óvóhely
A veszélyhelyzetek esetén a metró föld alatt található területe óvóhelyként is használható. A 2-esen a Déli pályaudvar és a Keleti pályaudvar, a 3-ason a Határ út és az Újpest-központ végállomás közötti terület működhet óvóhelyként. Az 1-es nem alkalmas erre, mivel az alagútja túl közel helyezkedik el a felszínhez. Hasonlóan a 4-es sem alkalmas erre, mert az alagútja acél helyett betontübbing-elemekből készült. A polgári védelemnek szükséges infrastruktúra számára több szakaszon alakítottak ki helyet.
Vészhelyzet esetén a metró óvóhelyként hasznosítható területe 220 ezer ember befogadására alkalmas, 72 órán át elengedő víz, levegő és áram biztosított ilyen esetben. Az alagútrendszert szektorok osztották. Egy szektorba 2-3 állomás tartozik, a szektorok határán azok elválasztására hermetikusan záródó acélkapukat építettek be. A metrólejárók aljában elhelyezett kapuk a lejtakna kapuk. A Kálvin téri állomáson az M3-asról a M4-es vonalra átvezető átszállófolyósóban is helyeztek el hermetikus kaput, mivel a utóbbi állomása nem rendelkezik megfelelő védelemmel. Minden állomáson rendelkezésre áll férfi és női WC, mosdó. Az óvóhelyet szükség esetén ezerötszáz fős személyzet felügyeli.
Külön készenlétben tartott gépészet felel az alagútrendszer óvóhely funkciójáért: A szellőztetés során három fokozatú szűrőn keresztül érkezik be a felszínről a levegő, a mindennapokban használt szellőzőaknákat pedig hermetikusan záródó kapukkal szigetelik el a külvilágtól. A szűrőrendszer három napon át képes kiszűrni a harci gázokat és a radioaktív port. A világításét és az áramellátást állomásonként egy-egy dízelgenerátor biztosítja, amelyek többnyire a peronszintje alatt helyezkednek el. A generátorok üzemeltetéséhez szükséges levegő a felszínről szűretlenül érkezik, ezért a generátorteremben vész esetén védőruhában lehet tartózkodni. Az ivóvízellátásért pedig csápos kutak felelnek. A hármas vonal állomásai felszíni mérőállomásokkal is rendelkeznek, amelyekkel a föld alól megfigyelhetőek a felszíni állapotok. (Például a háttérsugárzás.)
Egy evakuálás esetén 10-20 perc áll rendelkezésre, hogy az embereket a felszínről a metró területére menekítsék, utána a hermetikus kapuk bezárulnak. Belülről túlnyomást biztosítanak, hogy egy esetleges lökéshullám ne tudja betörni a kapukat. A lakosságot a ártalmaktól védett szektorok alagútjaiban és állomásain szállásolják el.
Az F4 objektum

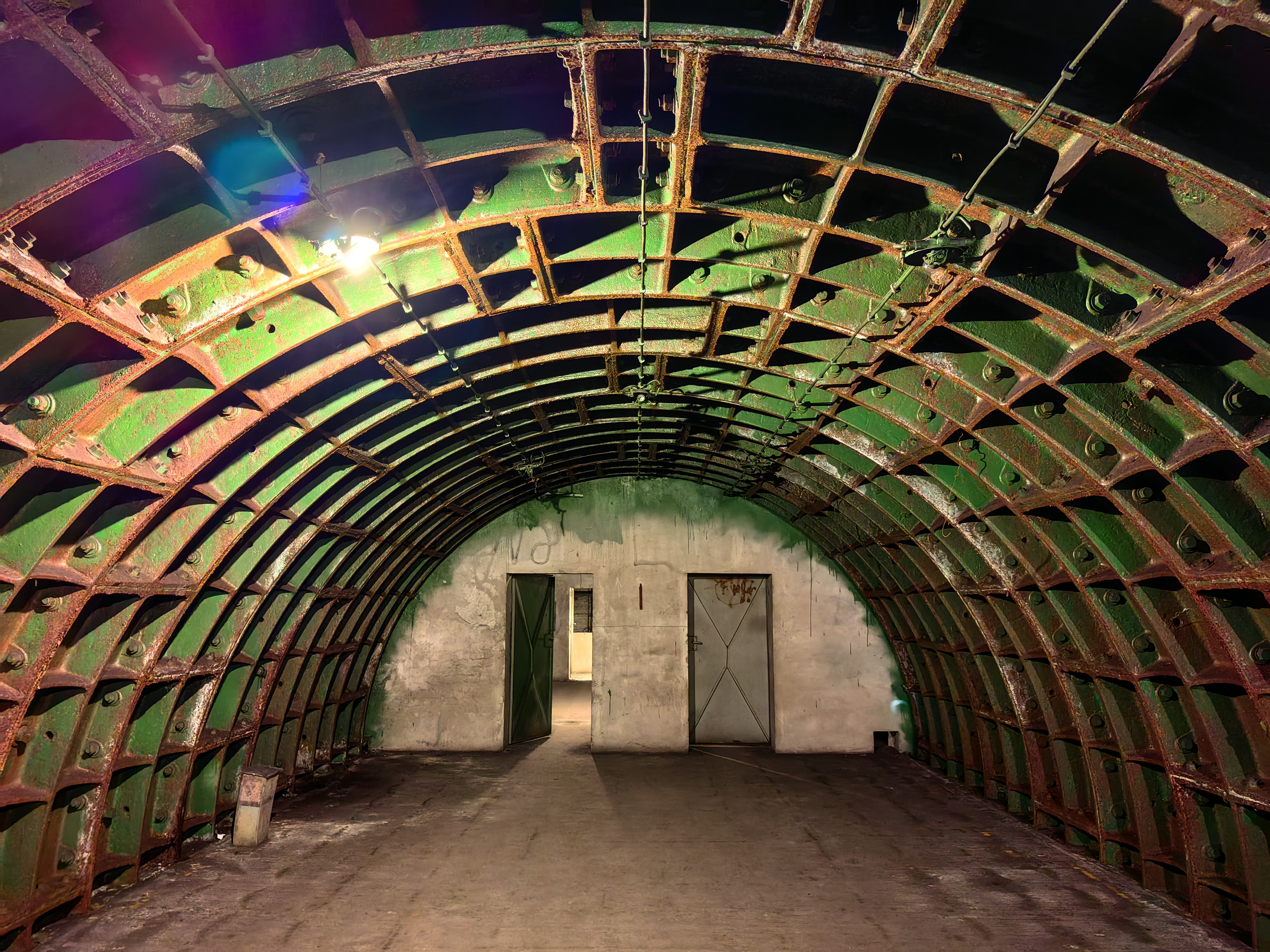
F4 objektum, Rákosi-bunker

A 2-es metróval egy időben 1949-ben kezdték el a Rákosi-bunker építését a metróval párhuzamosan. Rákosi Mátyás és a pártvezetés egy esetleges atomtámadás esetén a bunkerben vészelte volna át a támadás utáni napokat. A veszély elmúltával metróval utaztak volna a Keleti pályaudvarig, ahol egy páncélvonatra szálltak volna át. A metróhoz hasonló technológiai megoldásokkal készült (metróállomásra és alagútra hasonlít), éppen ezért a munkások úgy tudták, hogy a metrót építik. A 2200 ember befogadására alkalmas 3500-3800 négyzetméteres objektum 1953-ban készült el. 4000 köbméteres kapacitású levegőszűrő rendszerrel szerelték fel, amely a radioaktív por megszűrésére is alkalmas lett volna. E mellett 150 köbméteres víztartállyal és egy 30 kilowatt áram termelésére alkalmas generátorral is felszerelték. Egy vészkijárat is épült a TV-székház mellett amely levegőztetőként is szolgál. A labirintusszerű objektumban külön tanácskozóterem is épült, ahol az ország vezetői az aktuális teendőket vitatták volna meg. Bár soha nem használták, a hetvenes évek közepéig készenlétben volt.

### A „Budapest” típusú állomásokról
Az 1970-ben átadott 2-es metró eredeti terveiben (az 1950-es években) nem szerepelt az Astoria állomás, a metróépítés újraindulásakor került bele. Azonban ekkorra már megépült a két vonalalagút, így a szokásos 3, vonalinál nagyobb átmérőjű alagút helyett a két vonalalagút közé fúrtak további hármat, így alakult ki az ötalagutas „Budapest” állomástípus. Később, az Astoria állomásnál szerzett kedvező tapasztalatokkal már a Kossuth téri és a Batthyány téri állomások is így épültek. Itt a vonalalagutak és az állomások szélső csöveinek egyezik a mérete, így a vonalalagutaknál használt fúrópajzsokat az állomásoknál is lehetett használni. Ezenkívül ugyanolyan anyagokat igényelt az állomások kialakítása, mint amit az alagutakhoz használtak, ami azt eredményezte, hogy nem kellett eltérő alagútszerkezetet kialakítani az állomásokon. A peronszinti elosztócsarnok is tágasabb lett, és a peronok szélessége is növekedett.

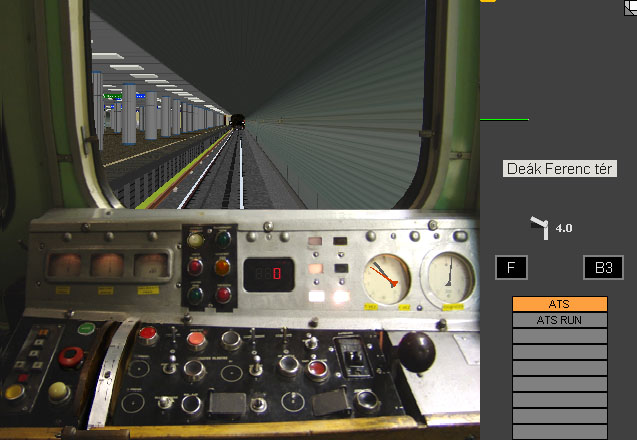
Metró a BVE-ben

A 3-as metró Nagyvárad tér és Lehel tér közötti állomások is ezzel a technikával épültek. Itt még továbbfejlesztett változatot is kifúrtak, amely 6 alagútból áll. Ez a típus a Kálvin téren található meg. Habár manapság már elavultnak számít, a maga korszakában korszerű, sikeres megoldásnak bizonyult. A vizsgálatok szerint a költségek 30%-át, az építési időt 1-1,5 évvel csökkentette. Mindezek mellett az állomás és a vonalalagút építési munkák függetlenítését is megoldotta, illetve az állomásépítő fúrópajzsok használatát sem igényelte.

### Számítógépes játék a budapesti metróról
A budapesti metró valósághűen lemodellezett vonalai számítógépen is végigjárhatóak a BVE szoftver segítségével.

## Galéria

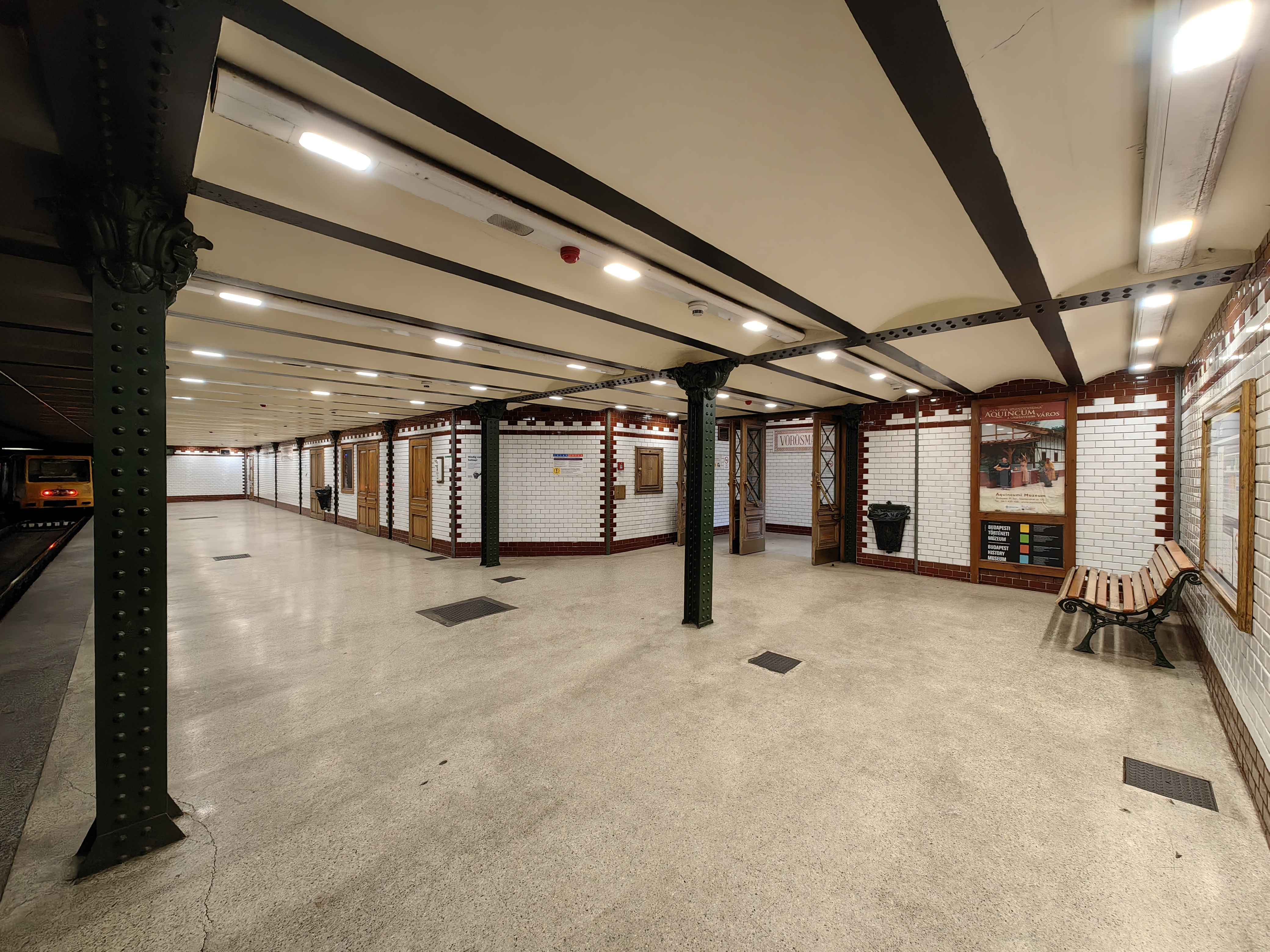
M1 metró, Vörösmarty tér
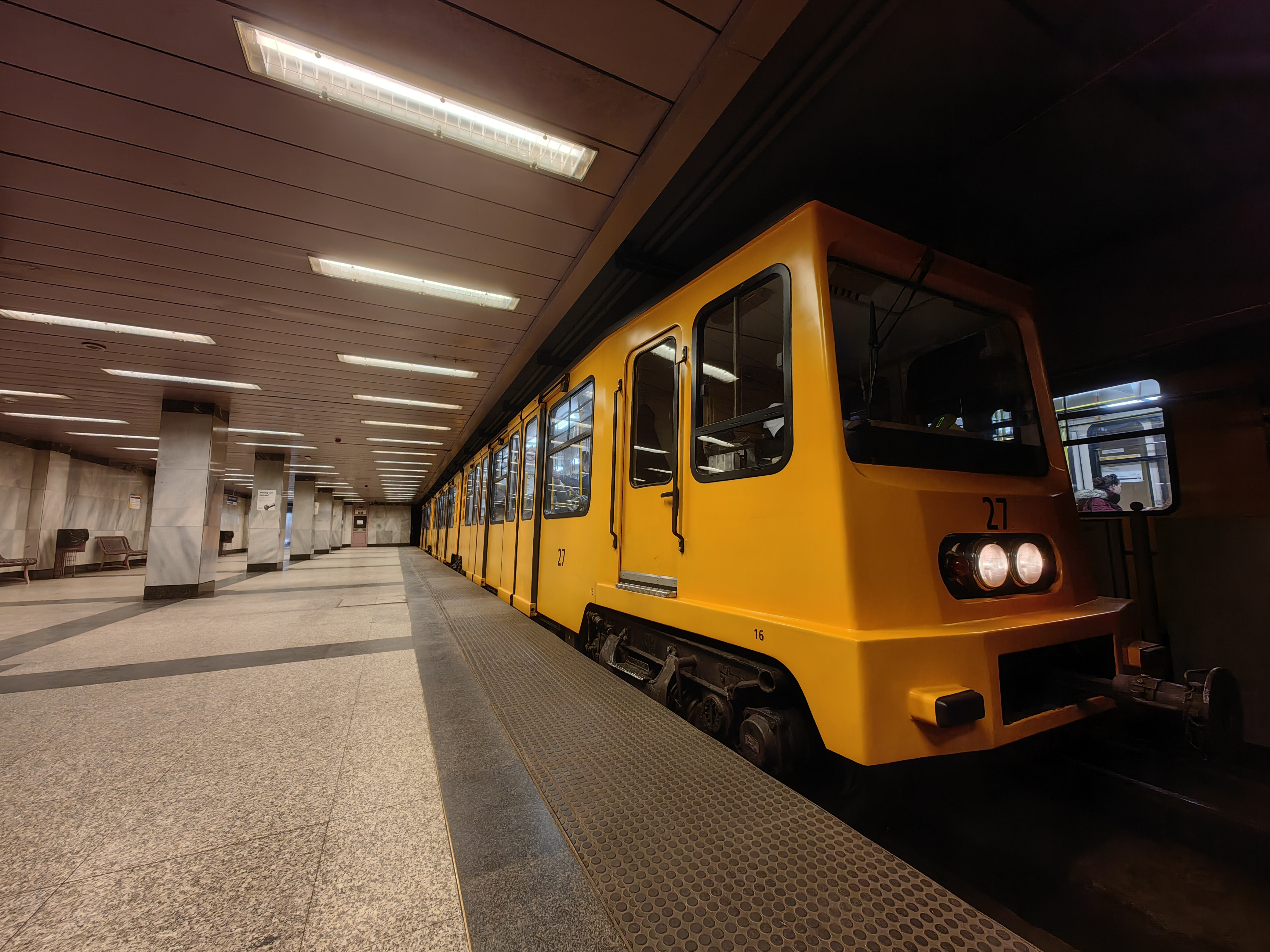
M1 metró, Deák Ferenc tér
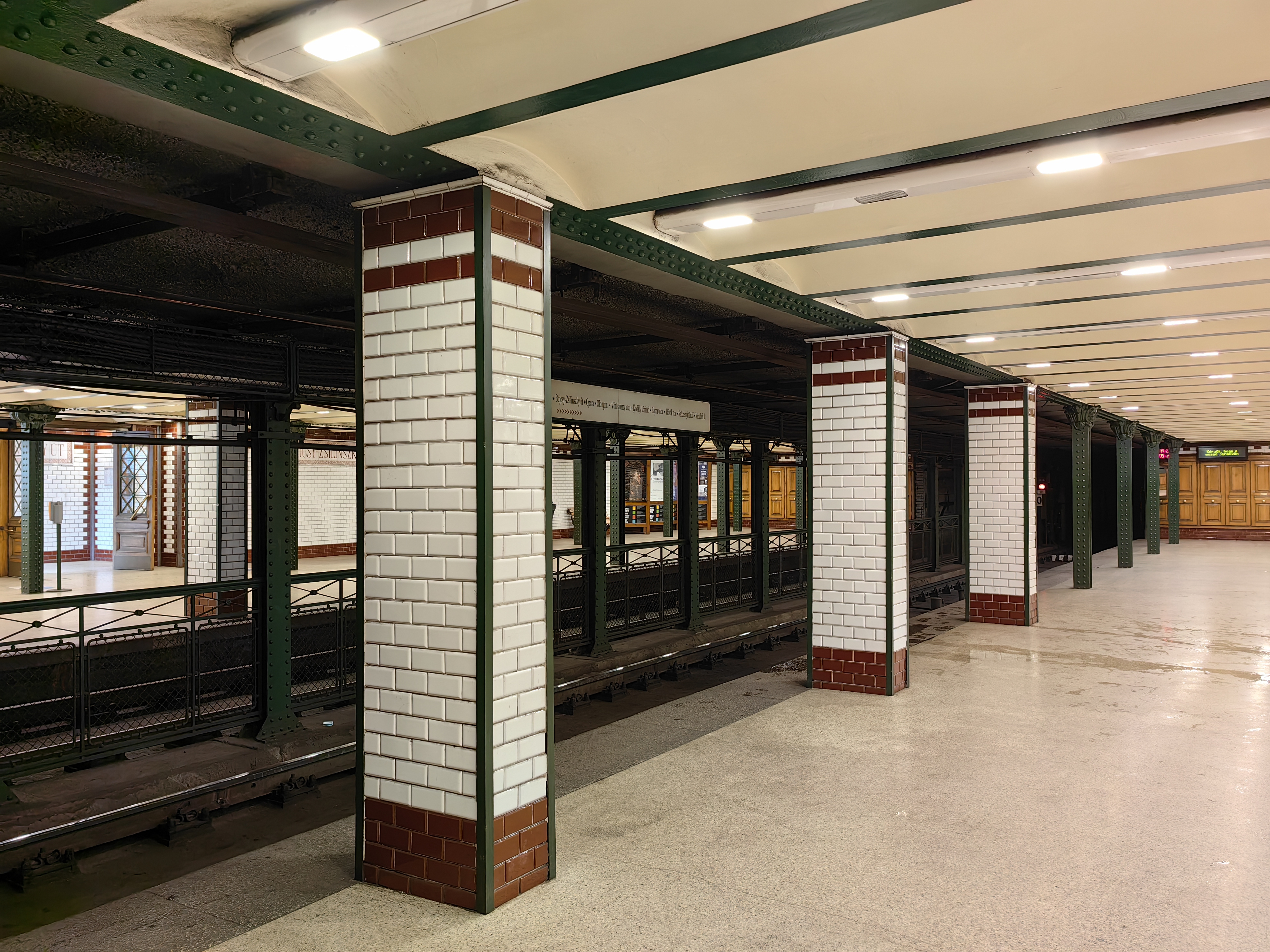
M1 metró, Bajcsy-Zsilinszky út
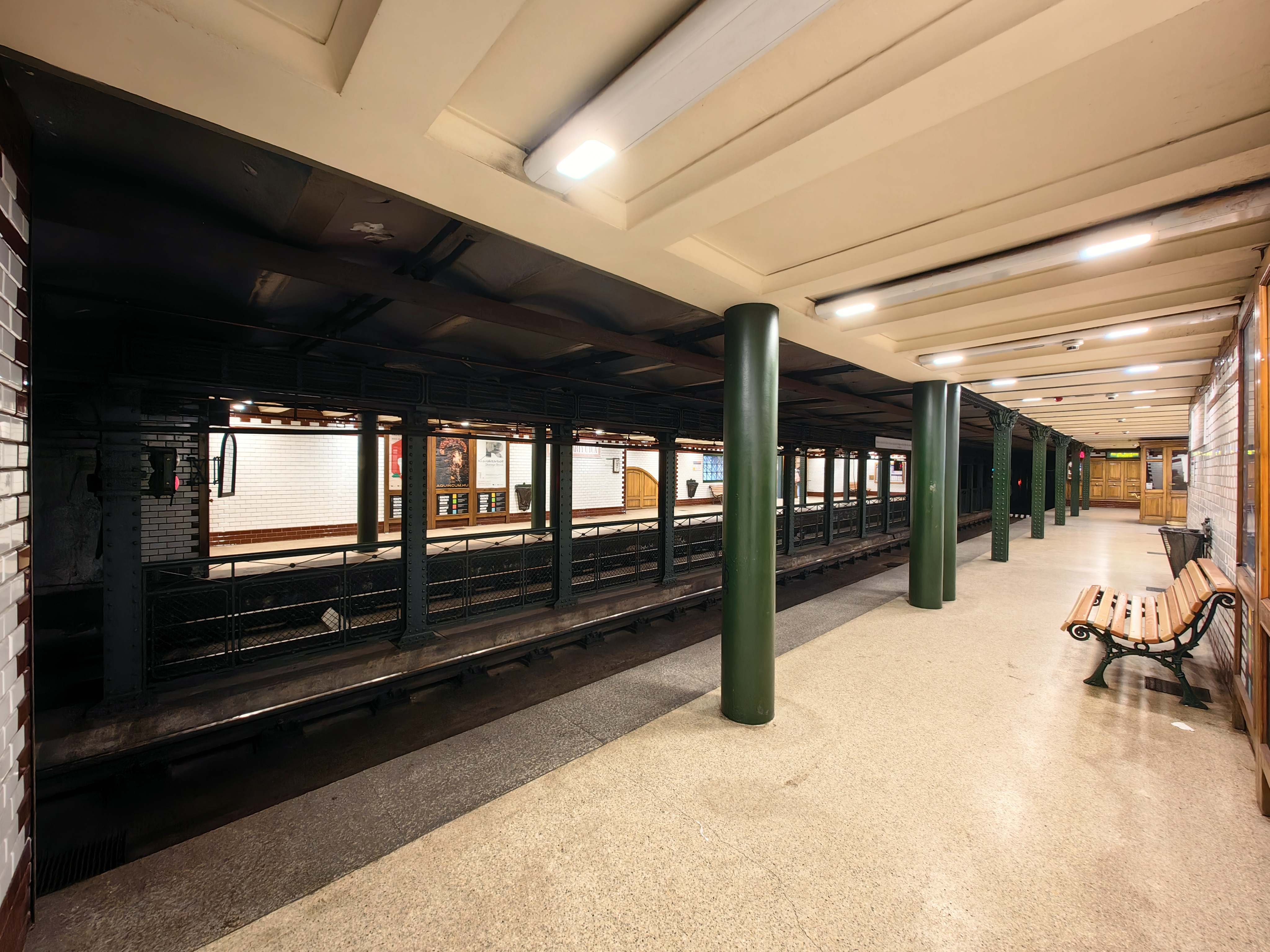
M1 metró, Vörösmarty utca
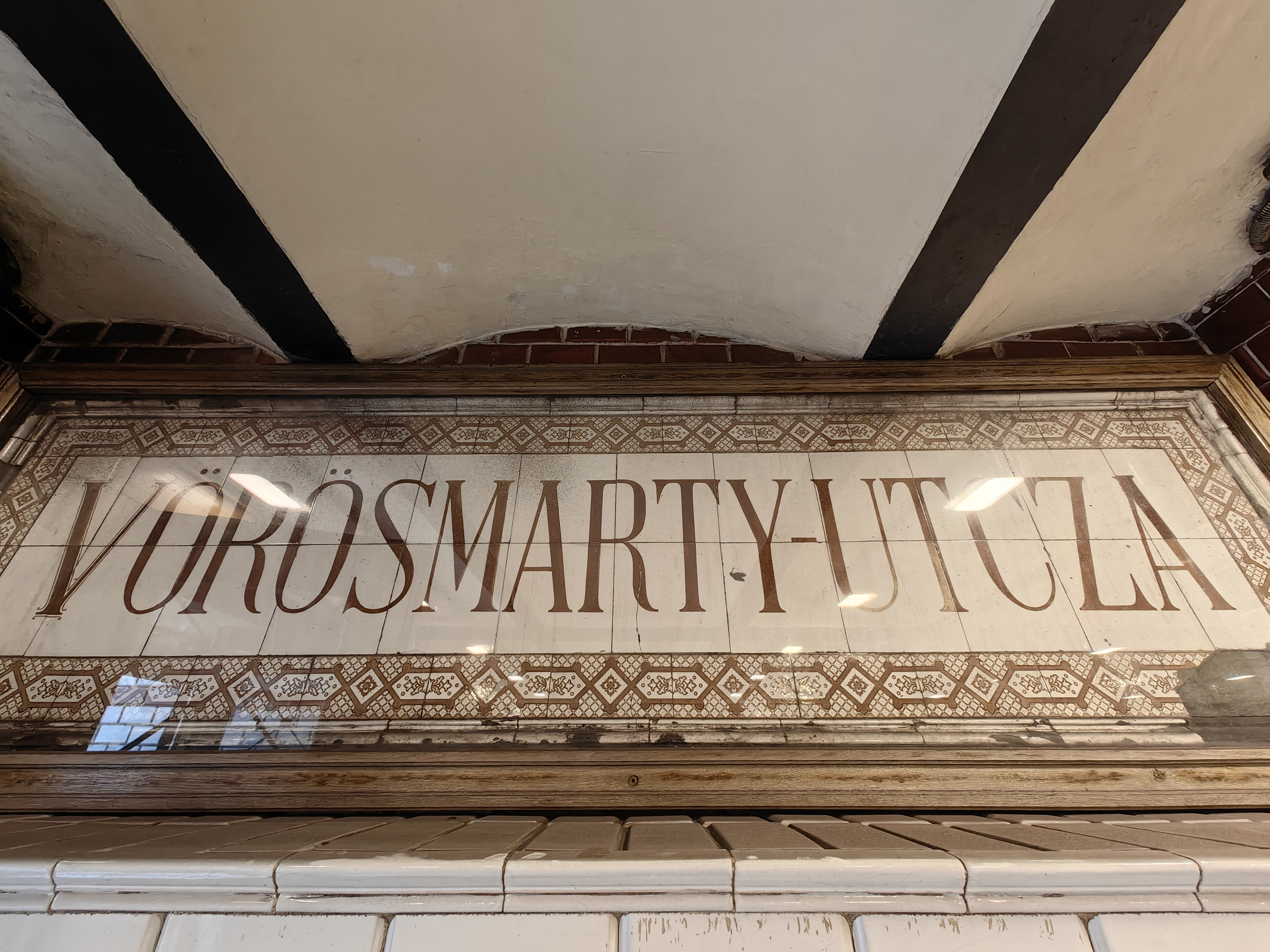
M1 metró, Vörösmarty utca
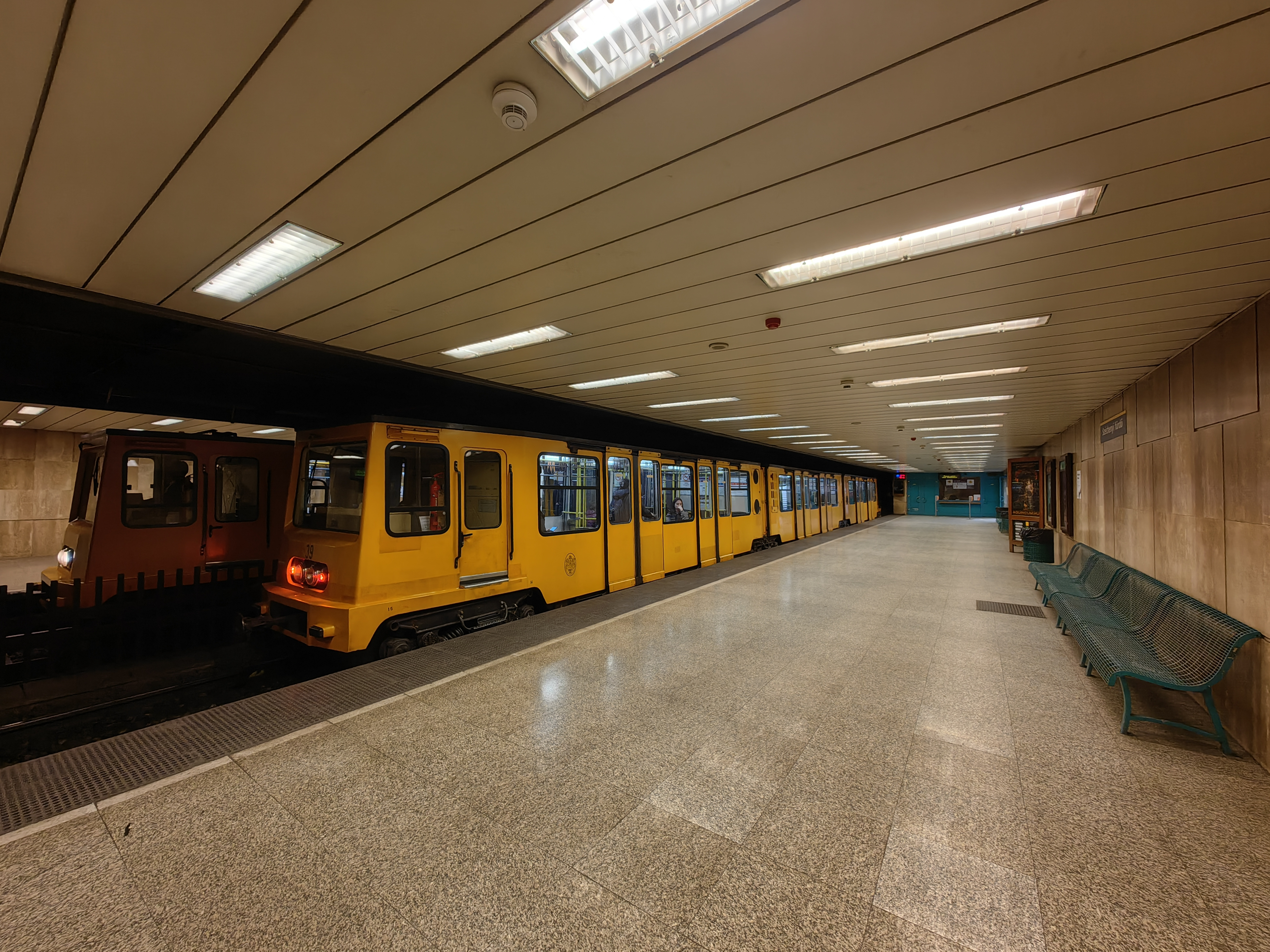
M1 metró, Széchenyi fürdő
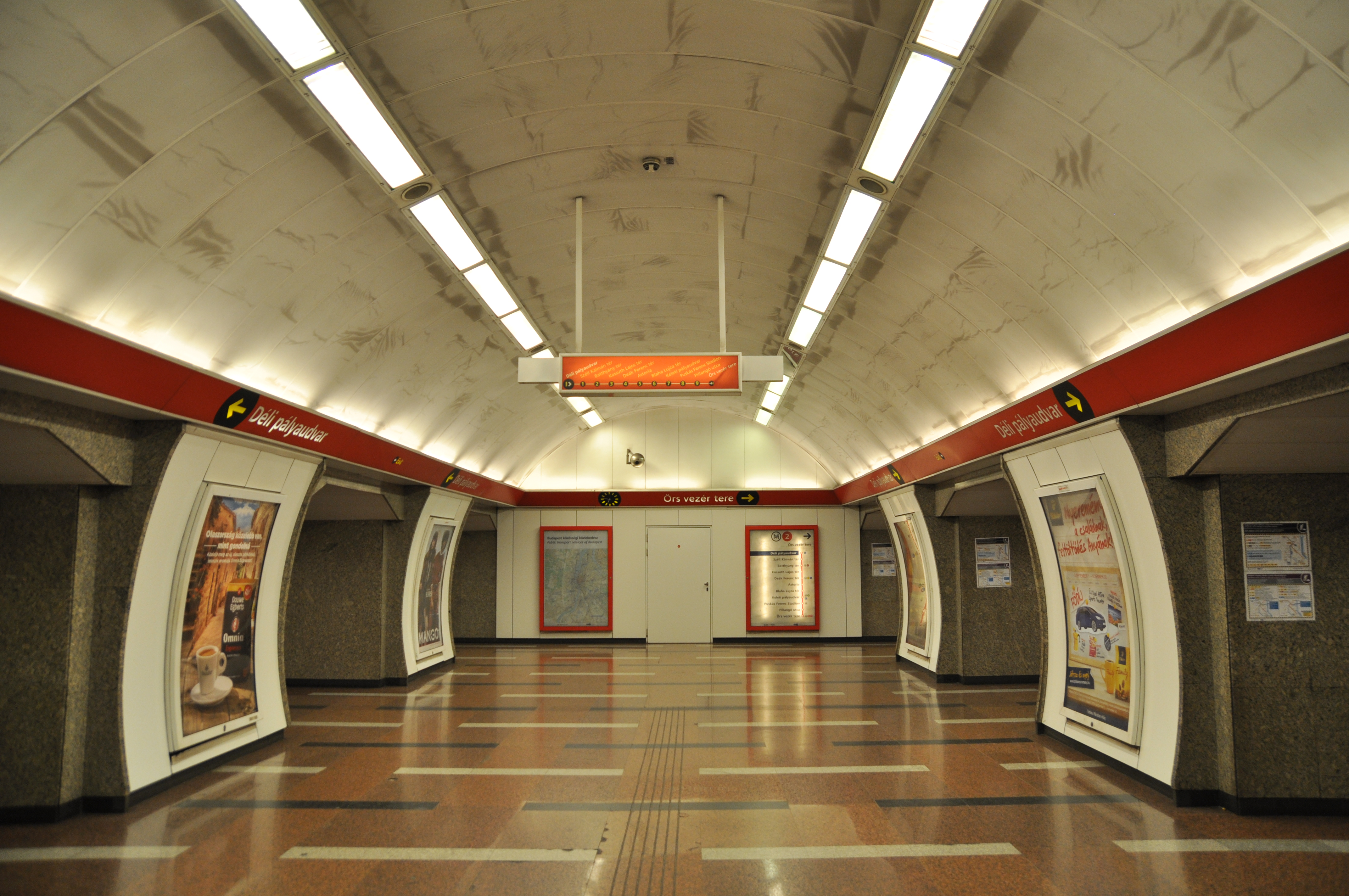
M2 metró, Déli pályaudvar
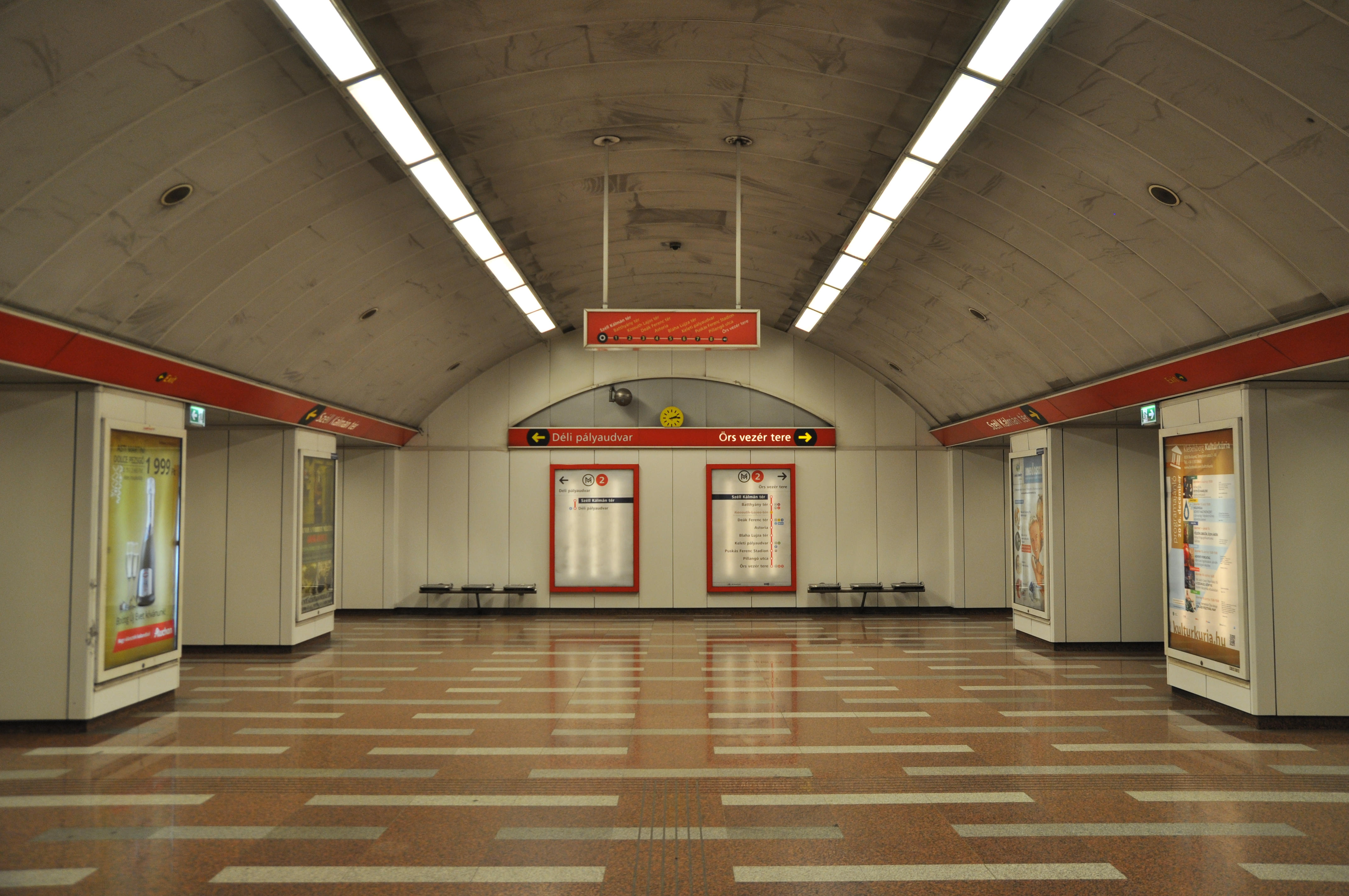
M2 metró, Széll Kálmán tér
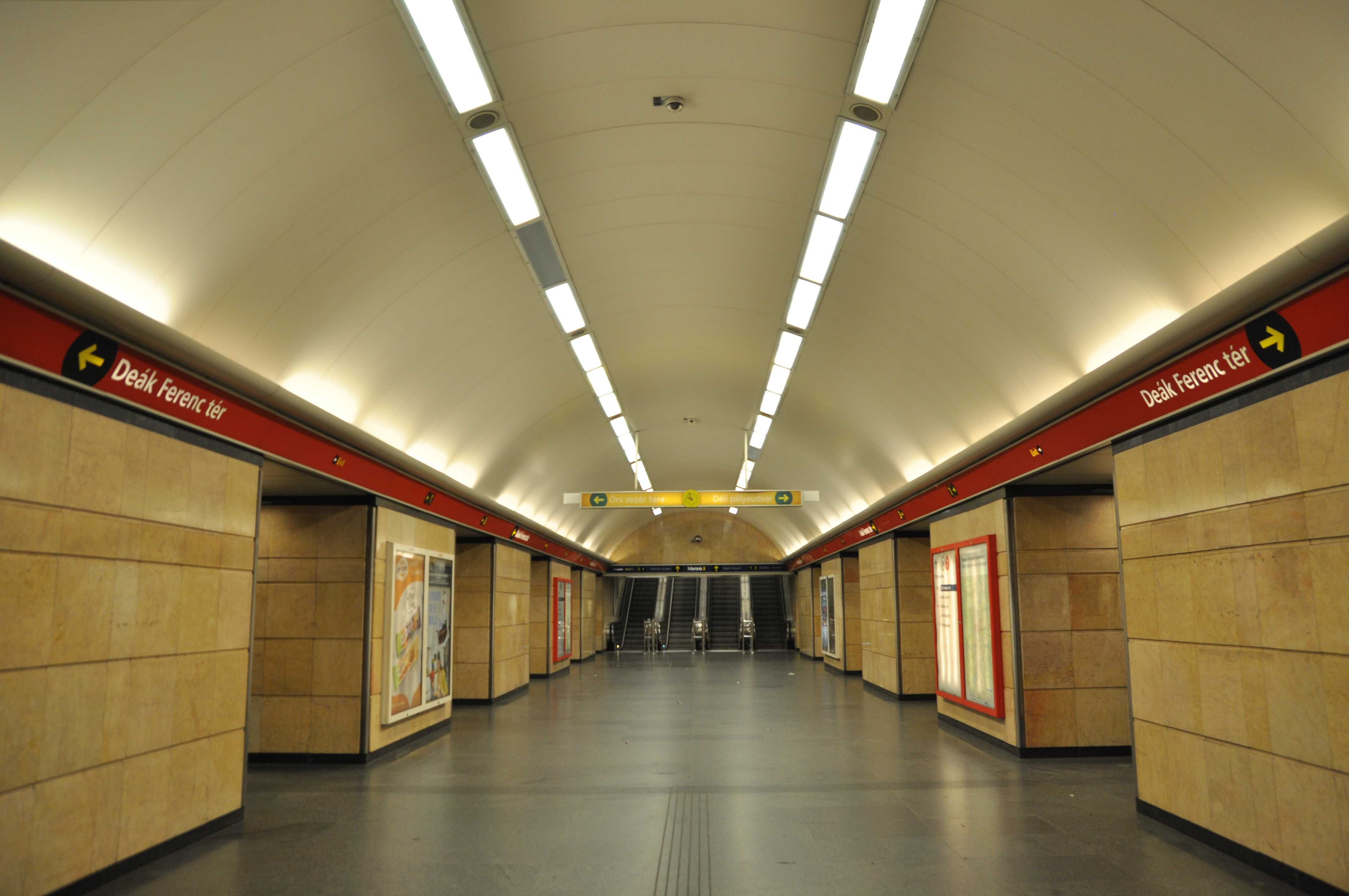
M2 metró, Deák Ferenc tér
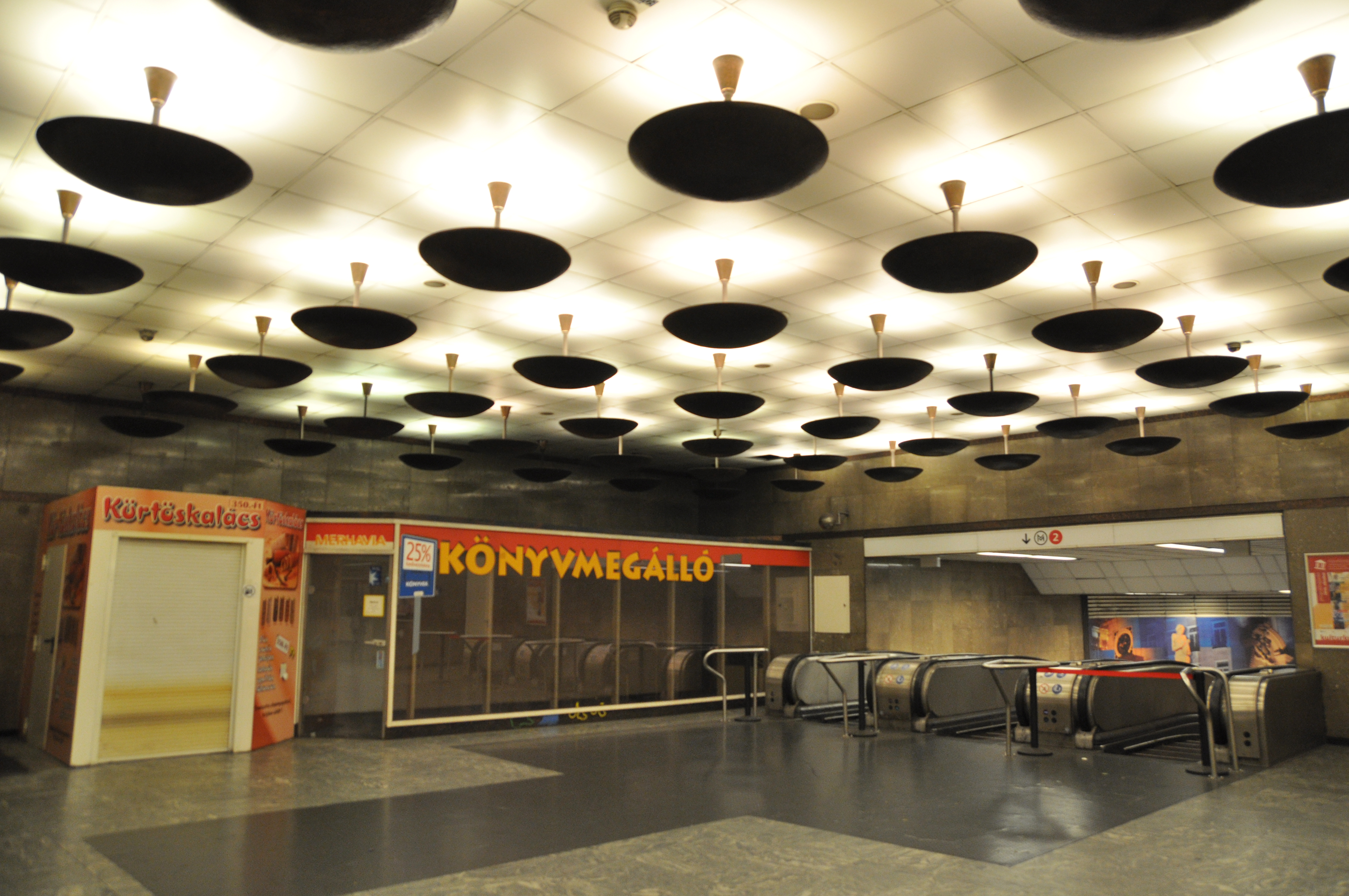
M2 metró, Deák Ferenc tér
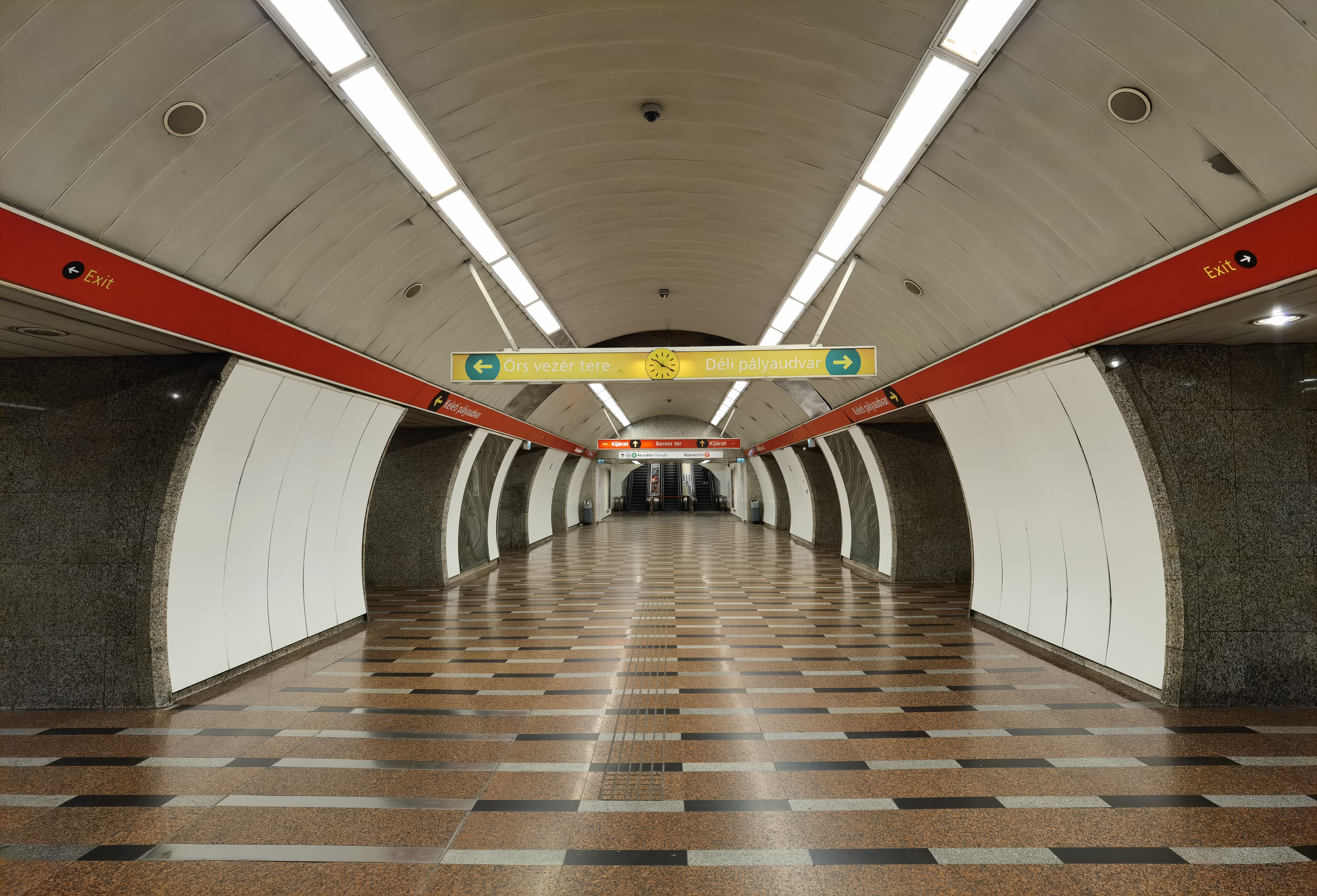
M2 metró, Keleti pályaudvar
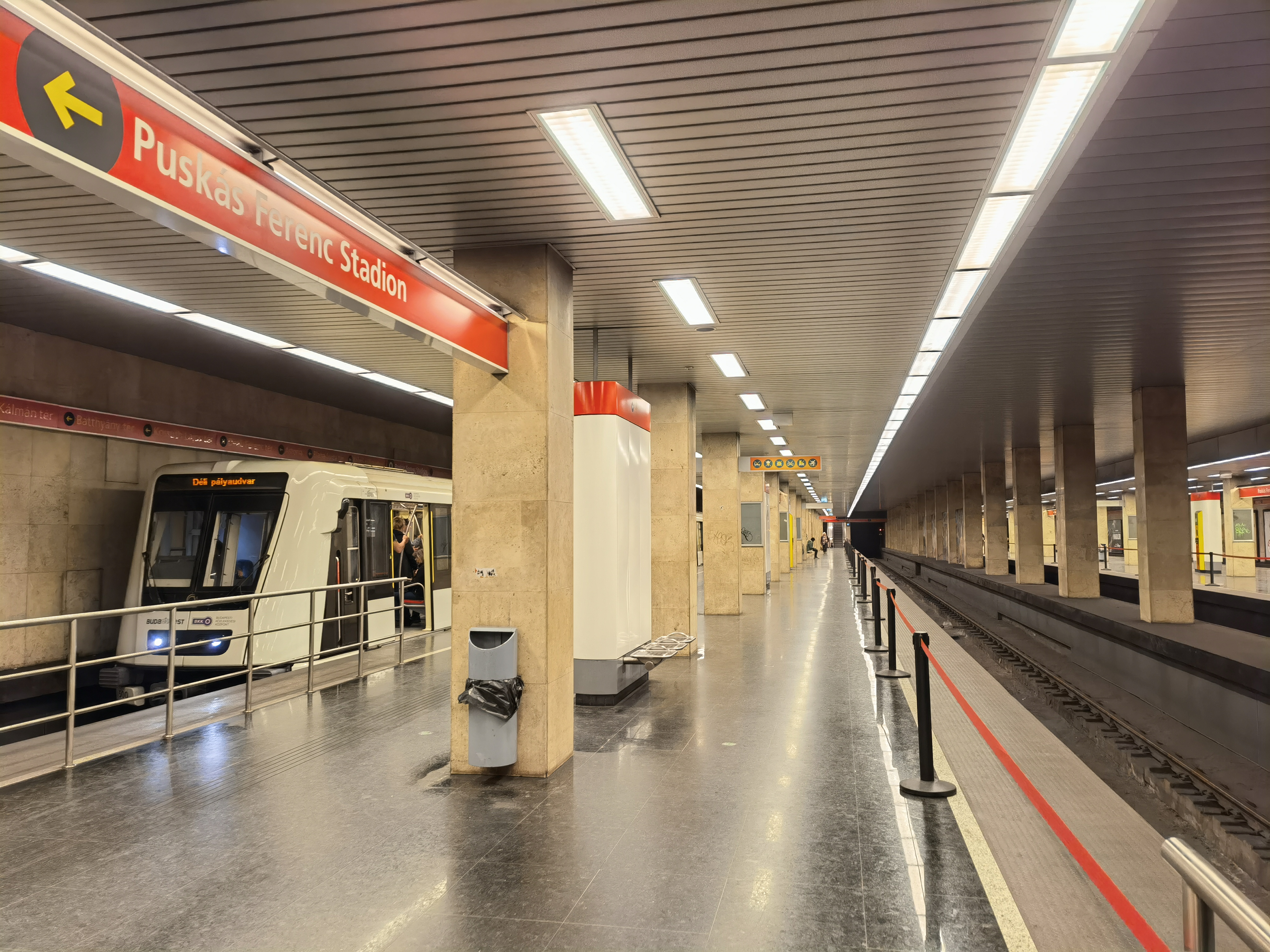
M2 metró, Puskás Ferenc Stadion
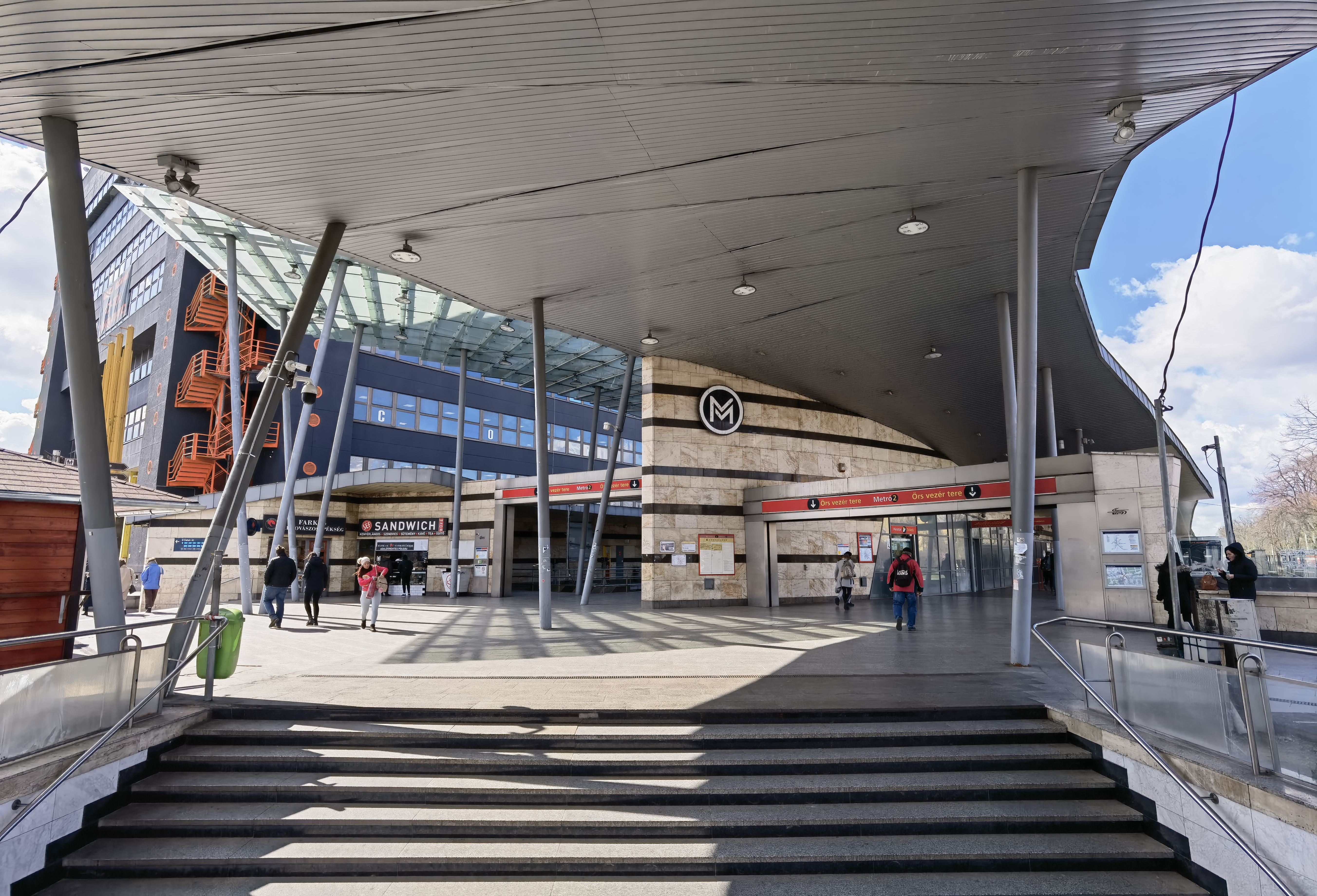
M2 metró, Örs vezér tere
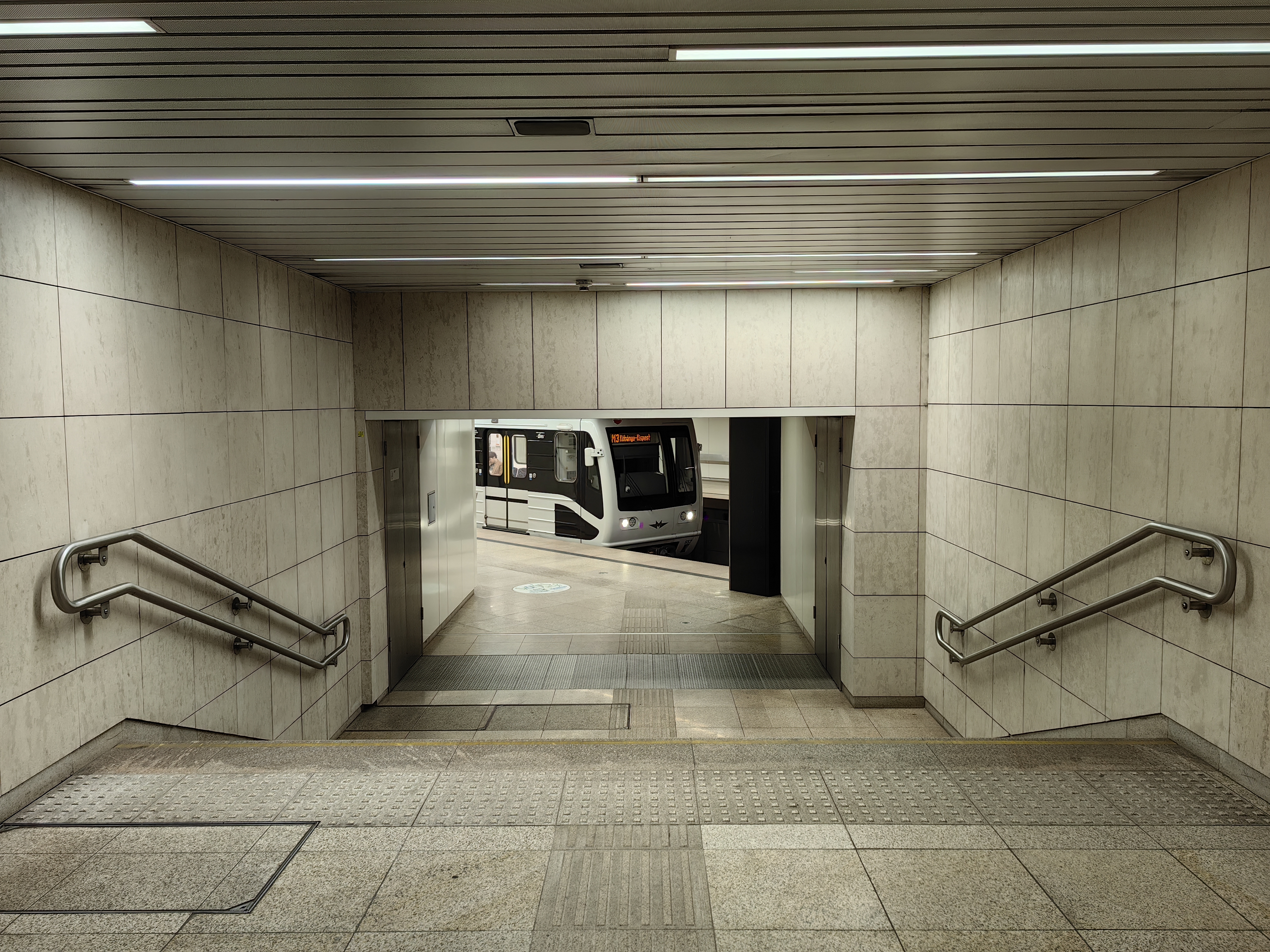
M3 metró, Forgách utca
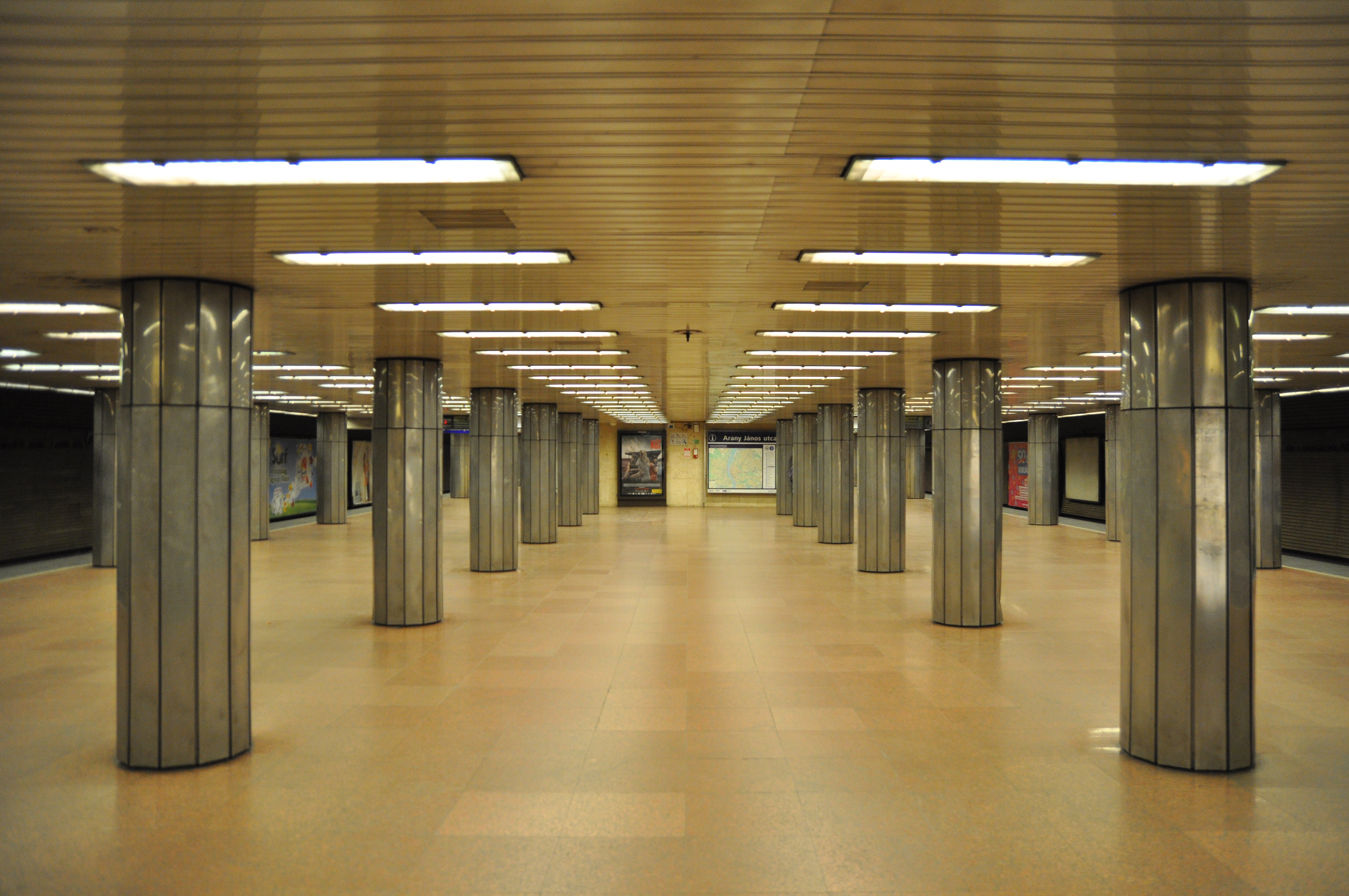
M3 metró, Arany János utca (felújítás előtt)
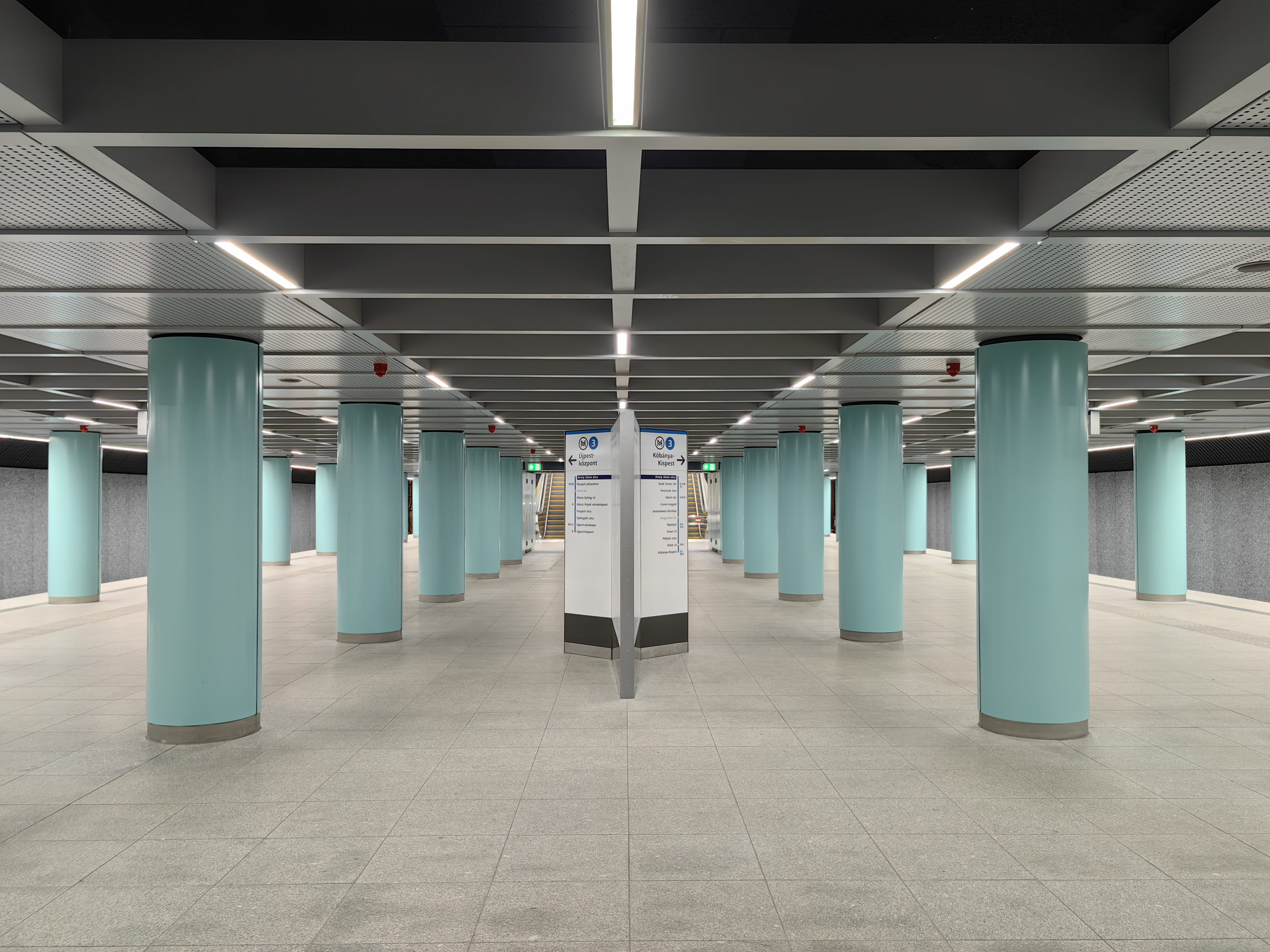
M3 metró, Arany János utca (felújítás után)
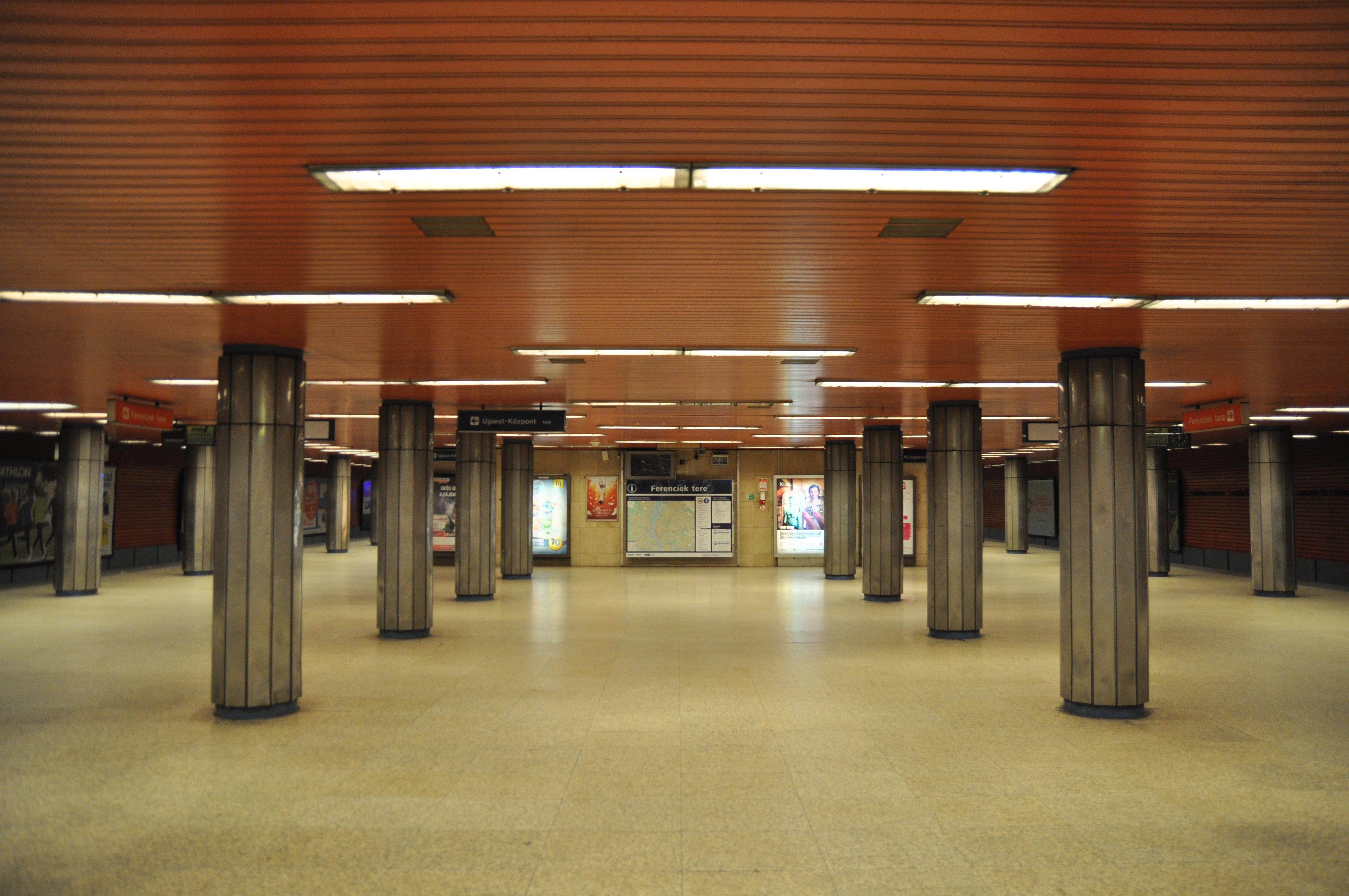
M3 metró, Ferenciek tere (felújítás előtt)
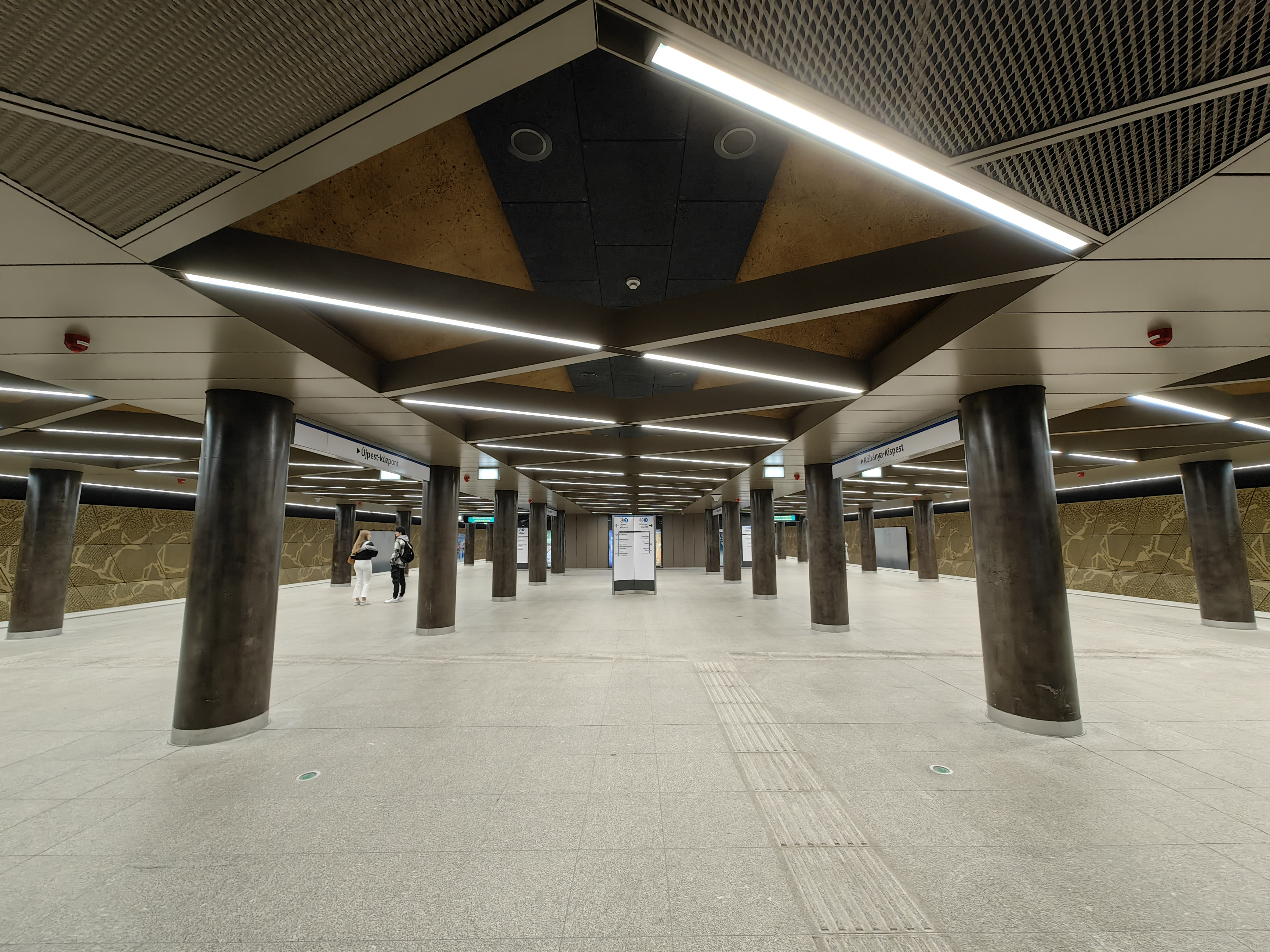
M3 metró, Ferenciek tere (felújítás után)
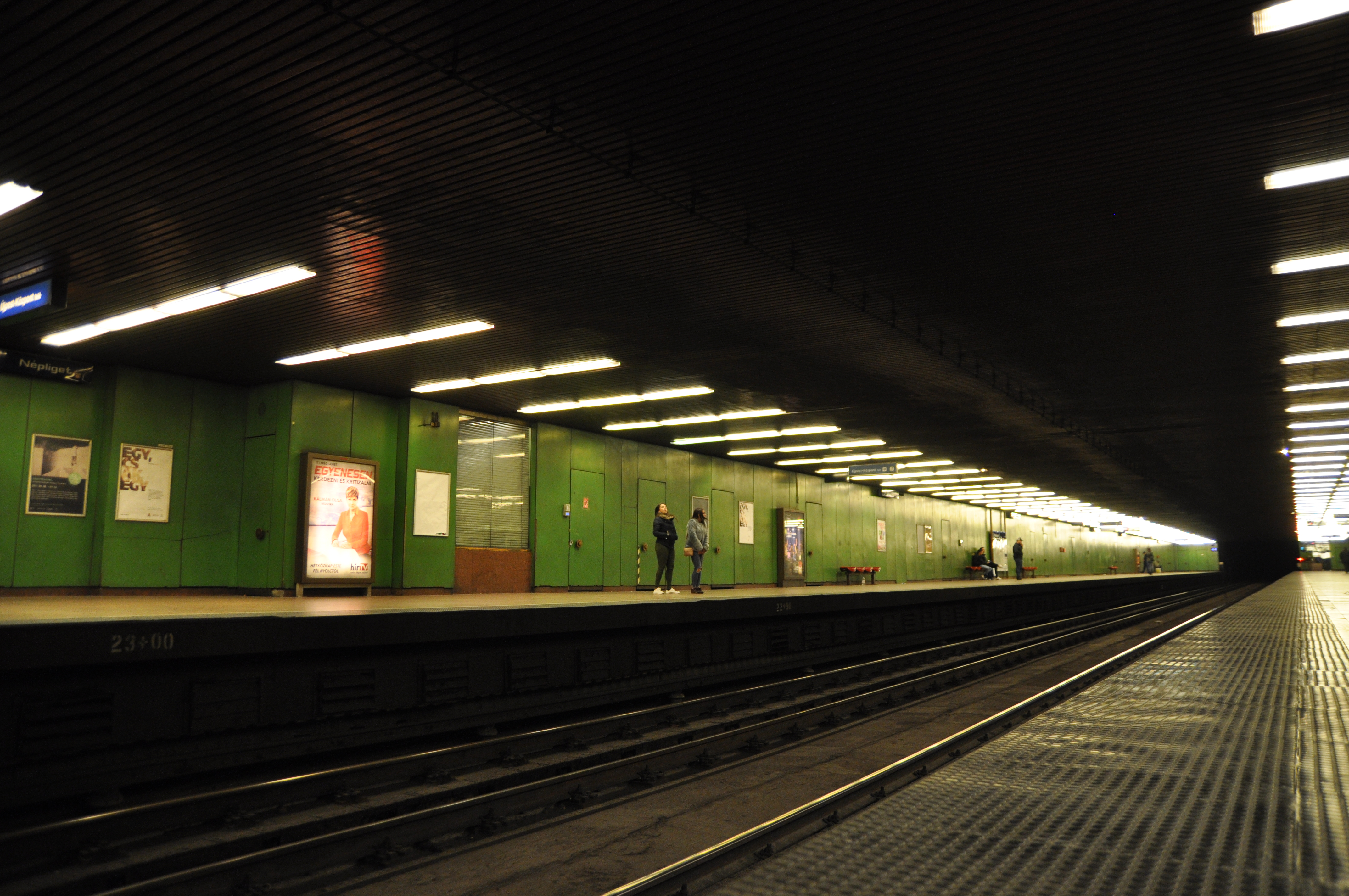
M3 metró, Népliget (felújítás előtt)
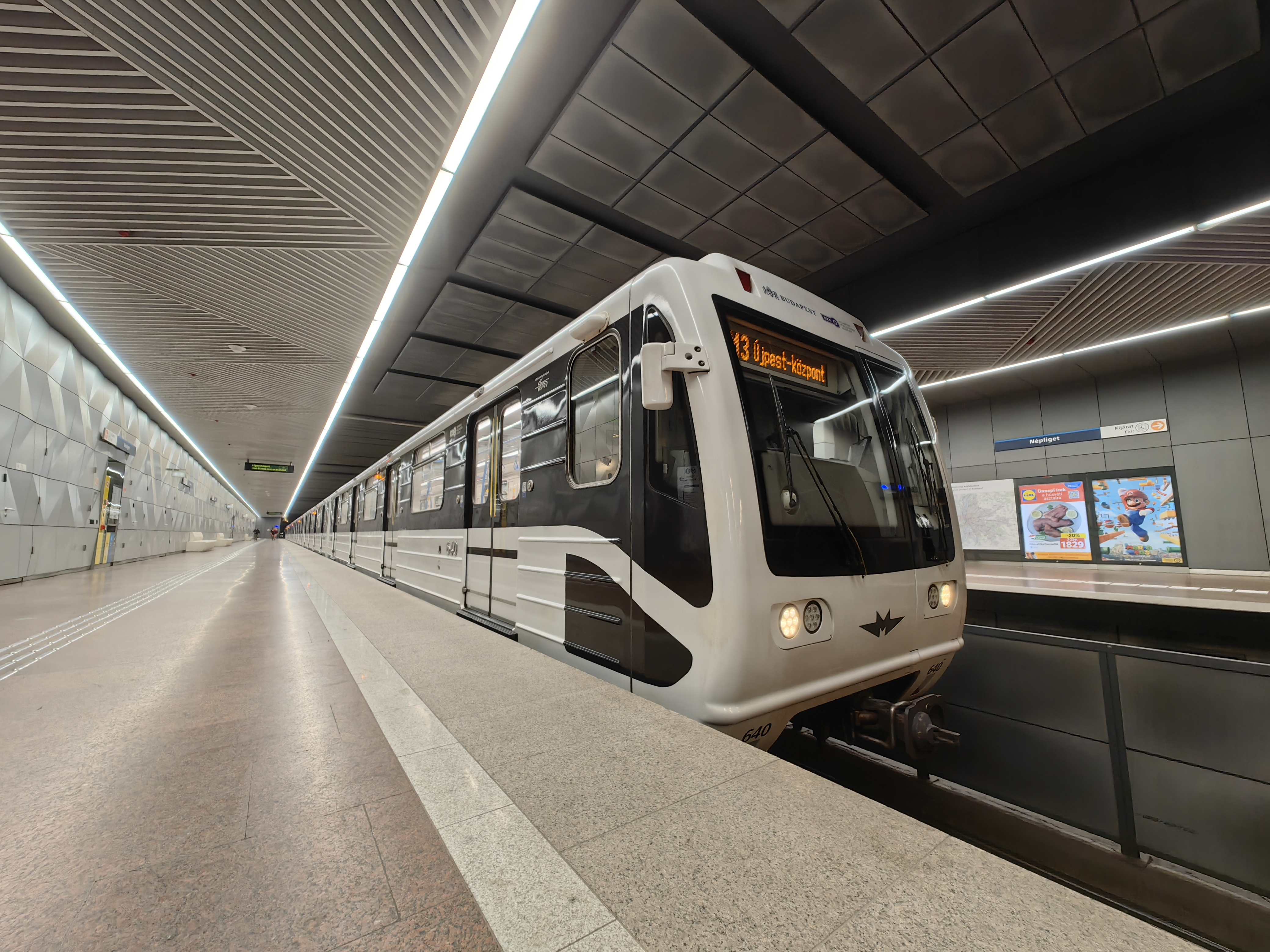
M3 metró, Népliget (felújítás után)
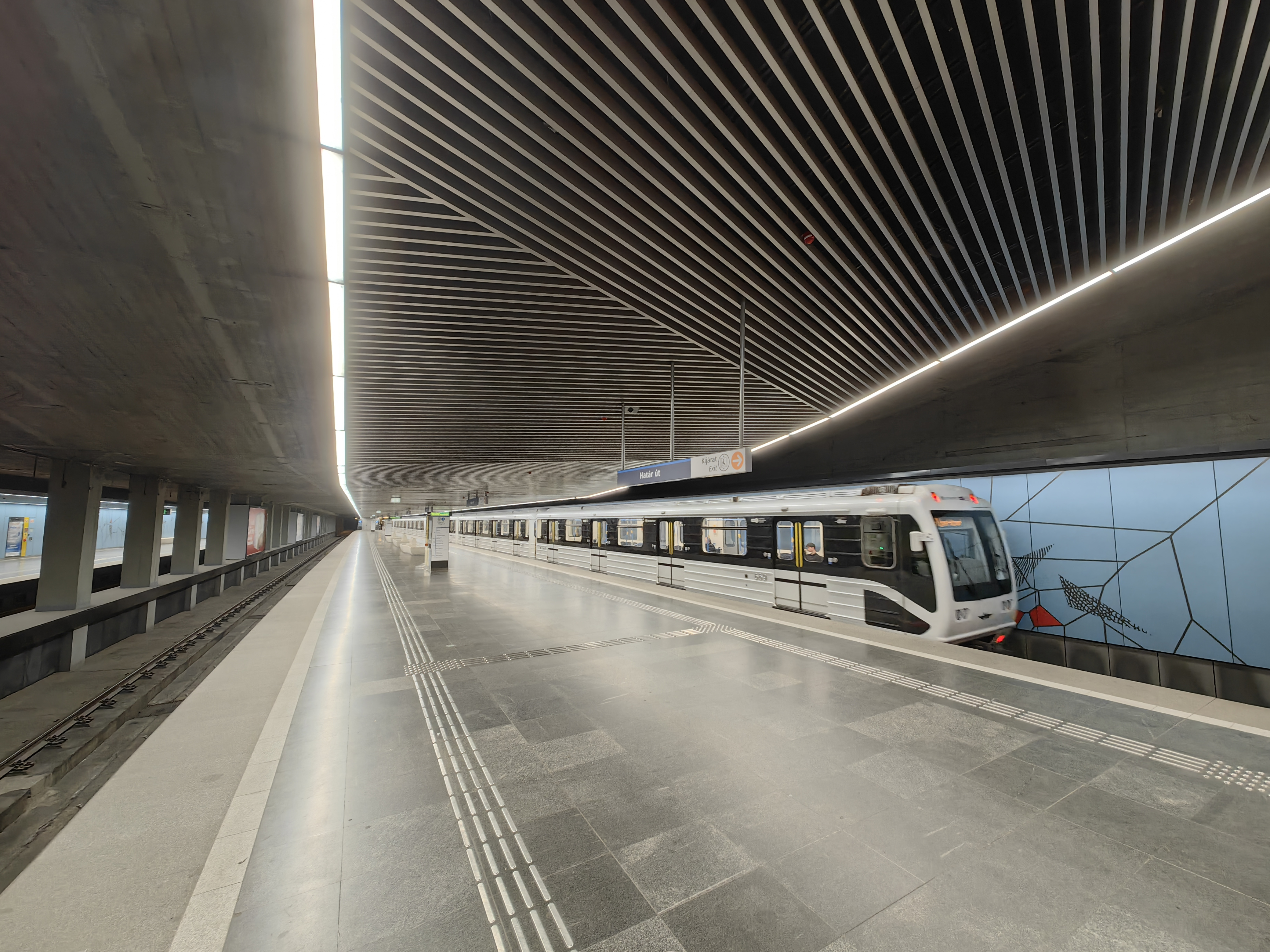
M3 metró, Határ út
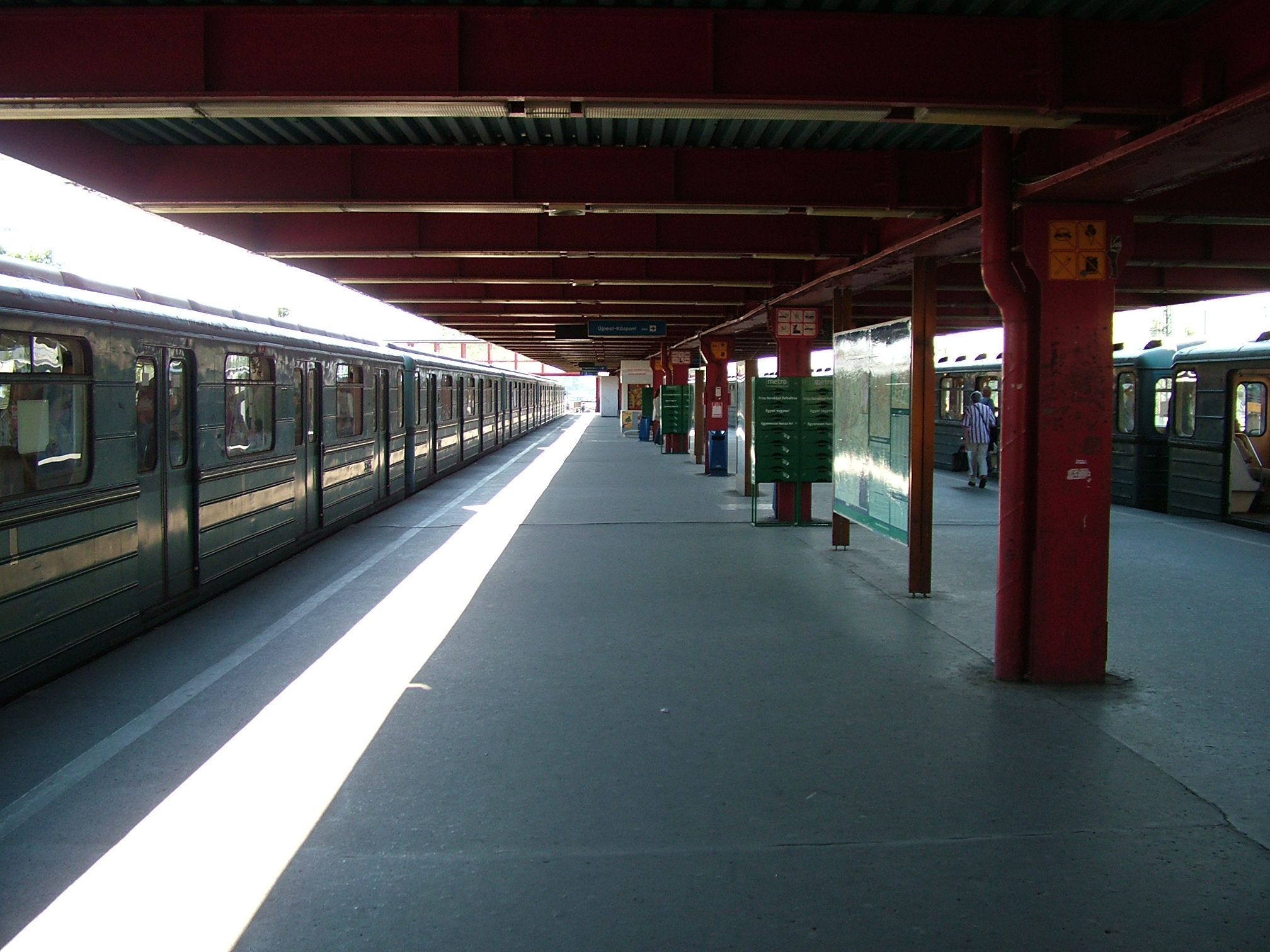
M3 metró, Kőbánya-Kispest (felújítás előtt)
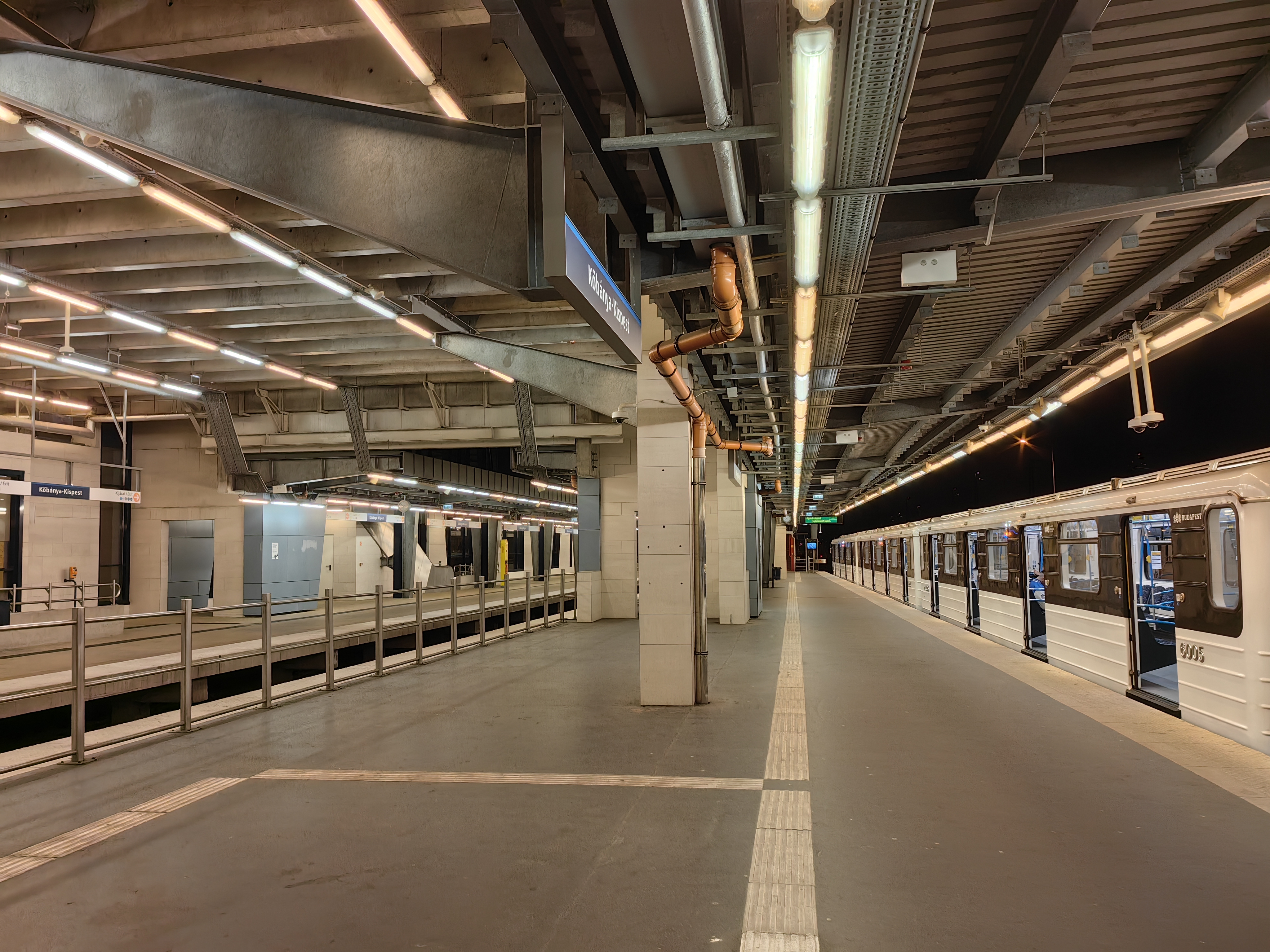
M3 metró, Kőbánya-Kispest (felújítás után)
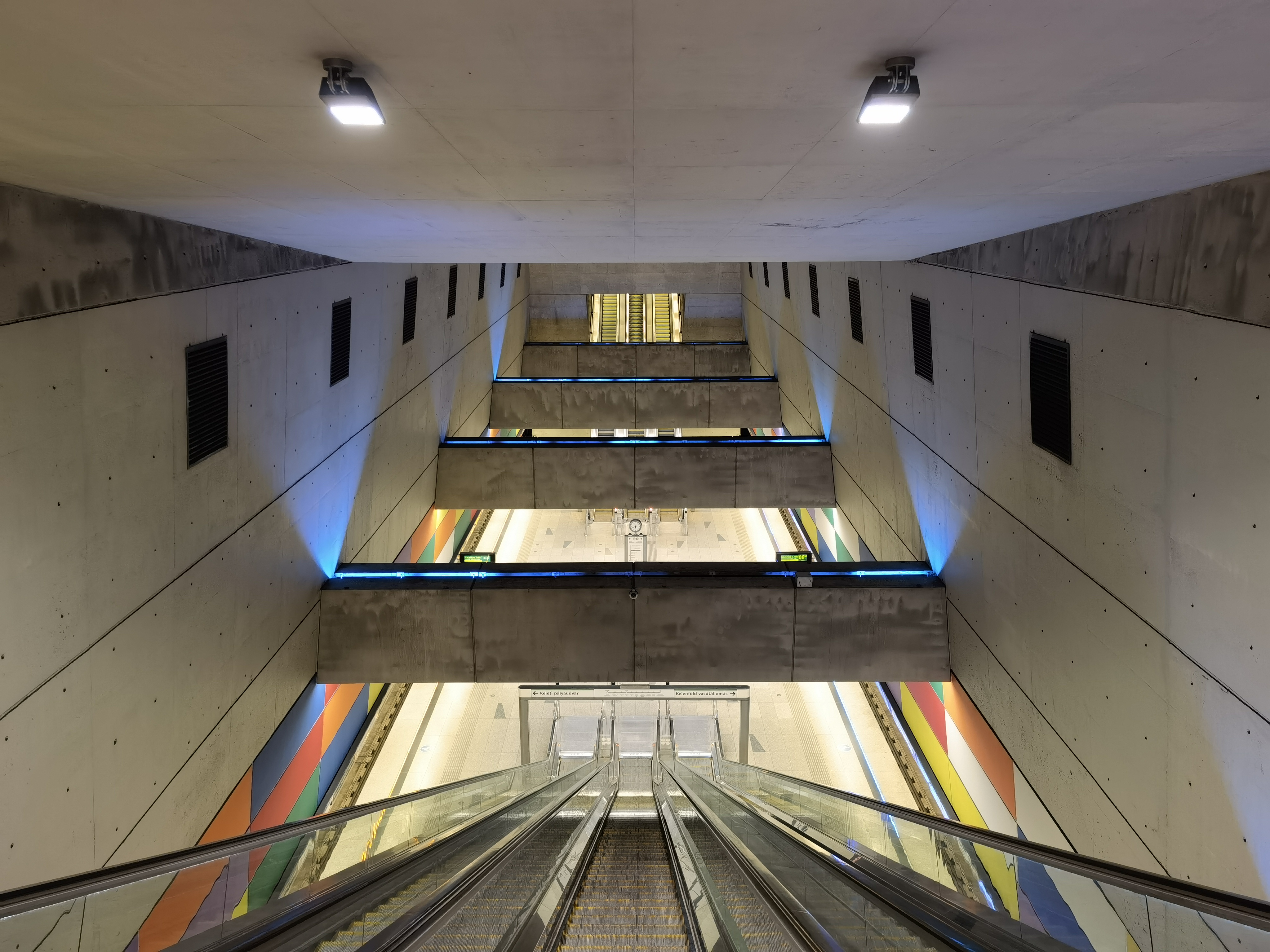
M4 metró, Móricz Zsigmond körtér
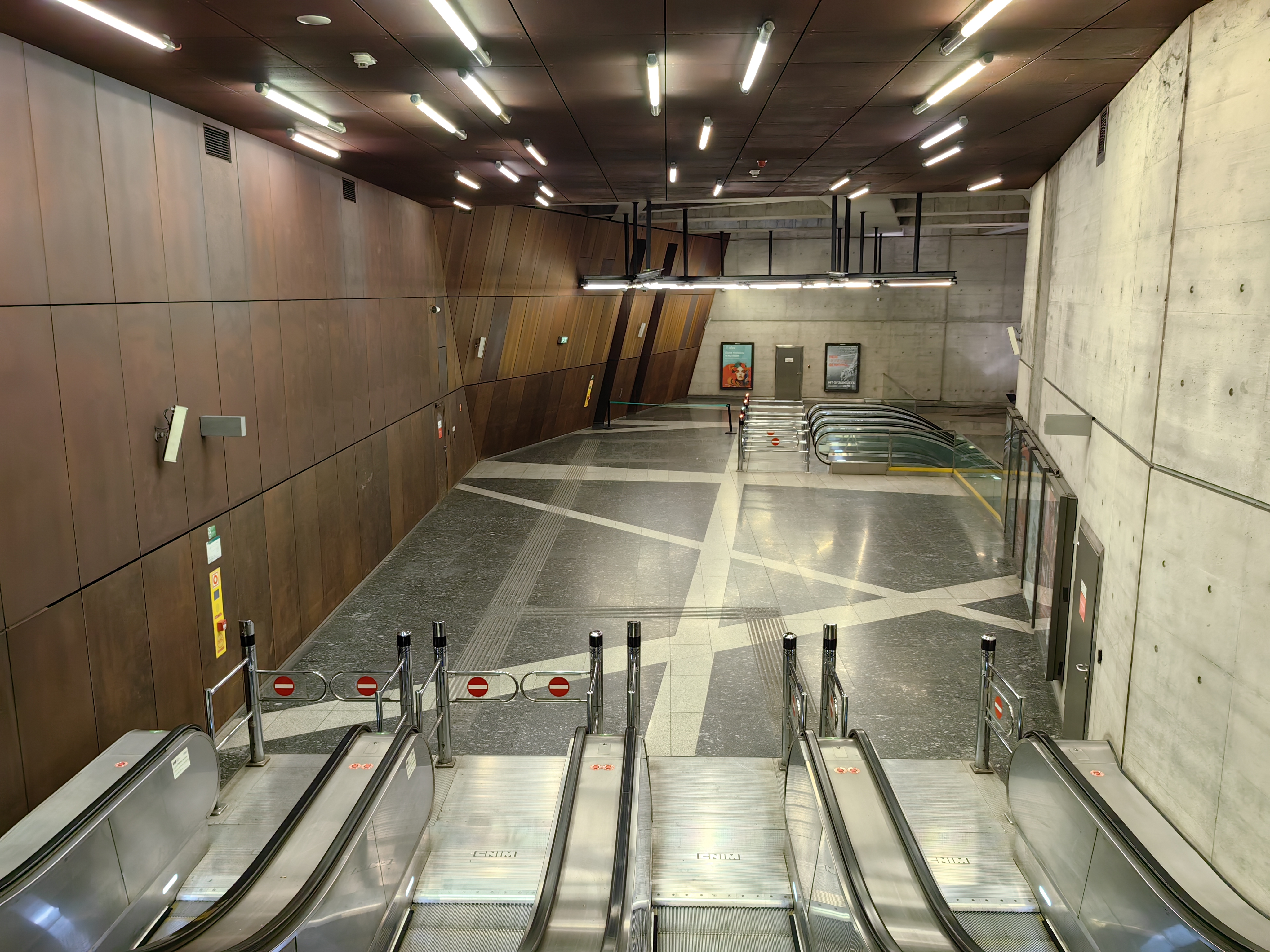
M4 metró, Szent Gellért tér
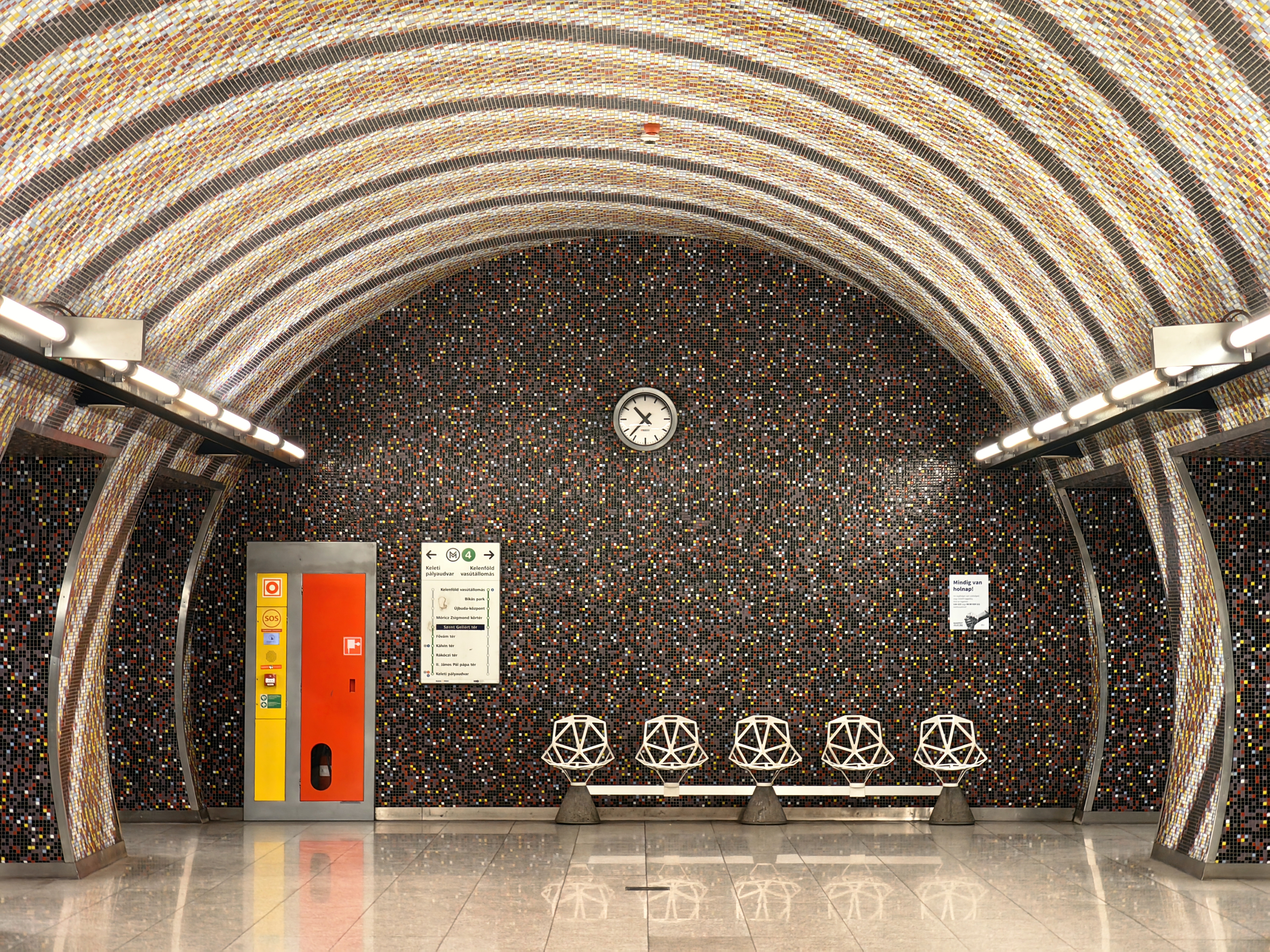
M4 metró, Szent Gellért tér
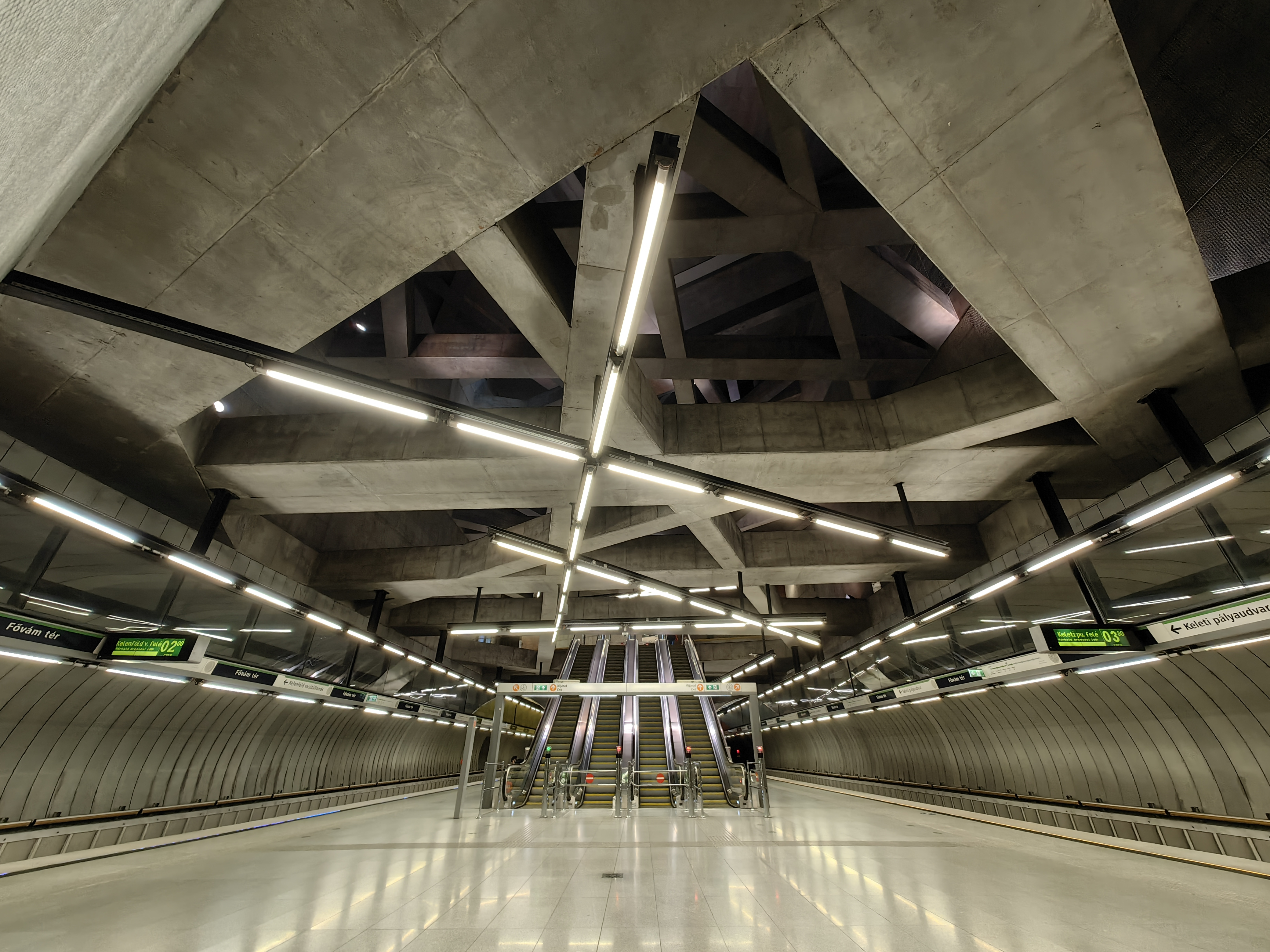
M4 metró, Fővám tér
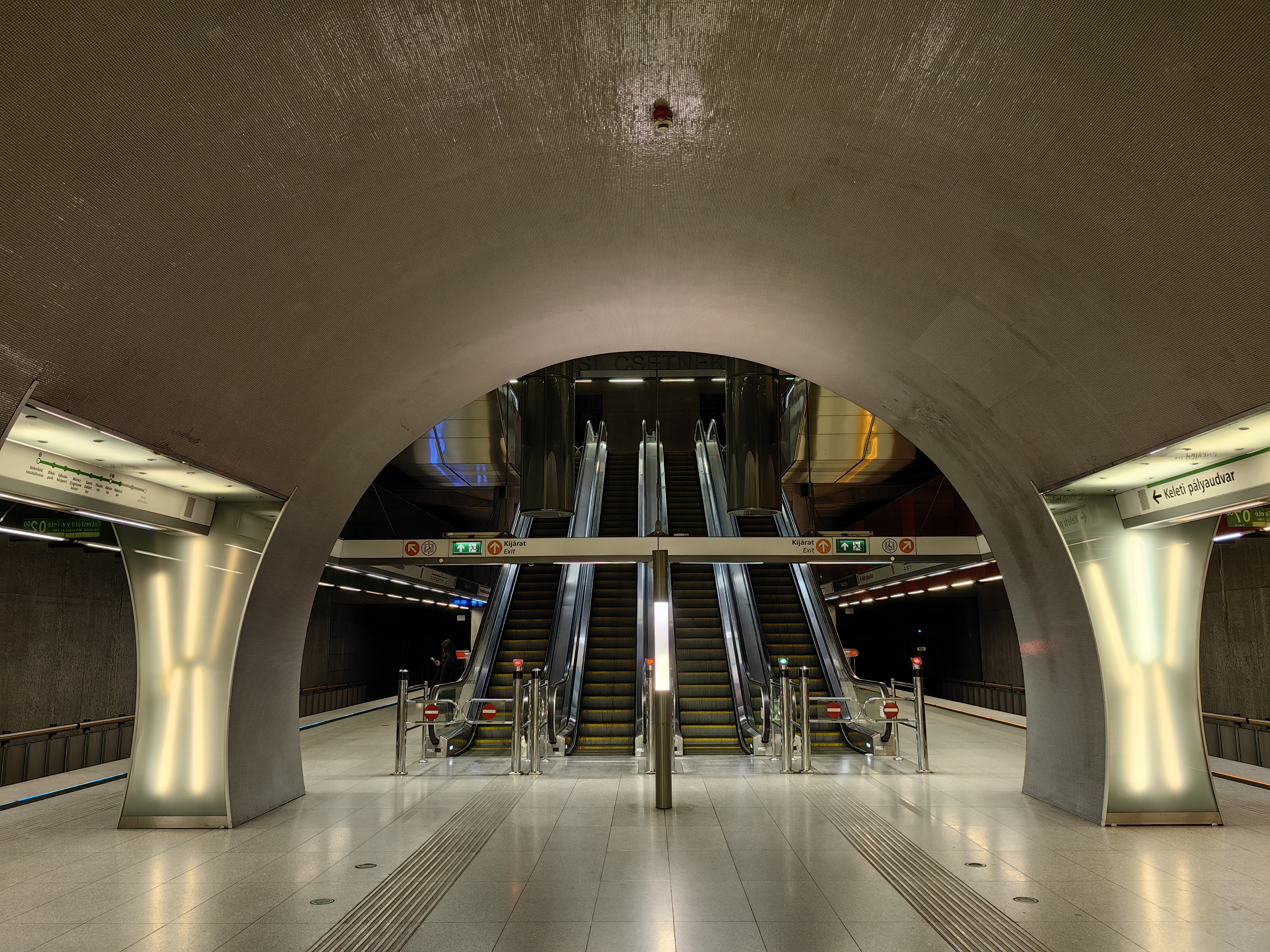
M4 metró, Rákóczi tér